# Serena Williamsová
Serena Jameka Williamsová (nepřechýleně Williams, * 26. září 1981 Saginaw Michigan) je bývalá americká tenistka, která se na profesionálních okruzích pohybovala v letech 1995–2022. V otevřené éře vyhrála nejvyšší počet dvaceti tří grandslamových titulů ve dvouhře, jimiž o jedinou trofej zaostala za historickým rekordem Margaret Courtové.
Jako devátá zkompletovala kariérní Grand Slam ve dvouhře a téhož výkonu dosáhla i ve čtyřhře. Stala se prvním tenistou historie, jenž vyhrál tři ze čtyř grandslamů alespoň šestkrát, prvním se sedmi trofejemi ze dvou majorů i jediným s deseti takovými tituly ve dvou desetiletích. Po Laverovi a Grafové je třetím tenistou, který dvakrát získal čtyři grandslamy v řadě (2002–2003 a 2014–2015). Celkově vyhrála třicet devět grandslamů, vyjma dvouhry také čtrnáct ve čtyřhře a dva ve smíšené čtyřhře, což ji v open éře zařadilo na druhou příčku za Martinu Navrátilovou. V otevřené éře drží rekord sedmi titulů na Australian Open a se šesti trofejemi z US Open jej sdílí s Chris Evertovou.
V letech 2002 až 2017 byla světovou jedničku ve dvouhře, kterou se poprvé stala v červenci 2002 jako dvanáctá hráčka od zavedení klasifikace roku 1975. Sedmkrát se na vrchol vrátila, naposledy během dubna 2017 v 35 letech a 6 měsících jako nejstarší lídryně žebříčku. V září 2016 vyrovnala rekord Steffi Grafové v počtu 186 týdnů na čele klasifikace bez přerušení. S celkovými 319 týdny jí patřilo třetí místo. Během léta 2010 také osm týdnů figurovala na vrcholu deblového žebříčku.
Se starší sestrou Venus Williamsovou zůstaly neporaženy ve všech čtrnácti grandslamových finále čtyřhry, do nichž nastoupily. Proti sobě odehrály 31 vzájemných zápasů, z nichž devatenáct vyhrála Serena. V devíti vzájemných finále grandslamu sedmkrát triumfovala Serena. Mezi French Open 2002 a Australian Open 2003 odehrály všechny čtyři grandslamová finále, čímž se poprvé v otevřené éře probojovali do čtyř za sebou jdoucích finále dva stejní tenisté. Příchod sester Williamsových byl spojován s nástupem nové ženské éry představující větší silovost a fyzické založení tenistek.
Na okruhu WTA Tour vyhrála sedmdesát tři singlových a dvacet tři deblových titulů. Olympijskou vítězkou ve dvouhře se stala na londýnských hrách 2012. V ženské čtyřhře vybojovala zlaté olympijské medaile v letech 2000, 2008 a 2012 v páru s Venus Williamsovou. Jako jediná tak získala singlový i deblový kariérní Zlatý Slam, představující trofeje ze všech čtyř grandslamů a olympijských her. Pětkrát triumfovala na Turnaji mistryň, poprvé při svém debutu v roce 2001, čímž se zařadila mezi držitele kariérního Super Slamu.
Na finančních odměnách vydělala nejvyšší částku v ženském tenise, jako jediná přes 90 miliónů dolarů. Rovněž se stala nejlépe vydělávající sportovkyní světa, k roku 2020 s odhadovaným výdělkem 350 milionů dolarů včetně komerčních smluv. Mezinárodní tenisová federace ji šestkrát vyhlásila mistryní světa ve dvouhře a jednou ve čtyřhře. V rámci Ženské tenisové asociace se sedmkrát stala hráčkou roku. Dvakrát byla oceněna za návrat roku a jednou jako nováček roku i hráčka s největším zlepšením. Sestry Williamsovy se navíc dvakrát staly párem roku. Čtyřikrát získala světovou sportovní cenu Laureus pro nejlepší sportovkyni světa.

## Mládí
Narodila se v michiganském městě Saginaw do rodiny Richarda Williamse a Oracene Priceové afroamerického původu, je nejmladší z pěti Priceových dcer. Polovičními sestrami jsou Yetunde (zastřelena 14. září 2003), Lyndrea a Isha Priceovy a starší sestrou je Venus Williamsová. Z otcovy strany má nejméně sedm dalších polovičních sourozenců. Tenis začala hrát ve čtyřech letech, poté, co se rodina přestěhovala na losangeleské předměstí Compton. Otec ji spolu se sestrou Venus vyučoval doma, obě také se ženou trénoval.
Rodina se z Comptonu přestěhovala do West Palm Beach na Floridě, když jí bylo devět let, aby mohla navštěvovat tenisovou akademii Ricka Macciho, který rozpoznal mimořádný talent obou začínajících hráček. Otec jí po roce přestal schvalovat účast na turnajích po Spojených státech, protože požadoval, aby se v této fázi začala více zaměřovat na vzdělání. Dalším důvodem k tomuto kroku byla rasová otázka. Na turnajích od rodičů bílé pleti opakovaně slyšel hanlivé urážky na mladé sestry. Jako žákyně vytvořila rekord v poměru vyhraných–prohraných zápasů, a to 46–3 v rámci Americké tenisové asociace a byla na 1. místě žebříčku žákyň Floridy. V roce 1995 otec ukončil spolupráci s tenisovou akademií a plně převzal trénování dcer.

## Herní styl
Podstatou její hry byly údery od základní čáry dvorce, kterými se snažila kontrolovat výměnu. Měla silné podání, první servis hrála stabilně s vysokou úspěšností. Jeho nejvyšší rychlost dosáhla 207 km/h na Australian Open 2013, což znamenalo jedno z nejrychlejších podání v historii ženského tenisu. Mezi další silné údery patřily základní údery forhend i bekhend. Dobře také zvládala voleje, hru nad hlavou při smečování; na síti jí pomáhala výška 175 cm.
Přestože její forhend patřil mezi nejtvrdší údery na ženském okruhu, obouručný bekhend byl v účinnosti považován za ještě lepší. Řadil ji tak k nejlepším hráčkám s tímto úderem po bok Justine Heninové. Z bekhendové strany dokázala zakončit výměnu z každé pozice kurtu, po lajně či krosovým úderem, dokonce i z obranného postavení pod tlakem. Oba údery hrála většinou z otevřeného postoje.
V důsledku agresivního způsobu se dopouštěla relativně vysokého počtu nevynucených chyb. Tuto nevýhodu kompenzovala silným a dobře umisťovaným servisem, jenž fungoval zejména v krizových okamžicích při tzv. velkých míčích, které rozhodovaly důležité pasáže zápasů.
Ačkoli ji řada odborníků a novinářů řadila pouze k útočně zaměřeným tenistkám, zvládala i kvalitní obrannou hru.

## Profesionální kariéra

### 1995–1998: Raná fáze
První profesionální turnaj tenistka odehrála v září 1995. Stal se jím Bell Challenge v Québecu. V prvním kole kvalifikace podlehla tehdy 149. hráčce světa Annie Millerové za méně než jednu hodinu a na odměnách vydělala 240 amerických dolarů.
V roce 1996 se nezúčastnila žádného turnaje. Následujícího roku postupně neprošla přes kvalifikační kola tří turnajů, než zaznamenala první vítězný zápas v hlavní soutěži ženské dvouhry. Stalo se tak v listopadu 1997 na Ameritech Cup Chicago, kde tehdy jako 304. hráčka žebříčku WTA dokázala porazit světovou sedmičku Mary Piercovou i čtyřku Moniku Selešovou. Zaznamenala tak vítězství nad hráčkami první světové desítky jako nejníže postavená tenistka v historii otevřené éry světového tenisu. Na turnaji prohrála s pátou hráčkou světa Lindsay Davenportovou. Na konci roku 1997 již uzavírala první stovku hráček, když figurovala na 99. příčce.
Sezónu 1998 zahájila startem na Medibank International Sydney, kde jako kvalifikantka a 96. hráčka porazila ve čtvrtfinále tehdejší světovou trojku Davenportovou, aby následně v semifinálovém duelu podlehla Španělce Arantxe Sánchezové Vicariové. Na Australian Open, kde v mužské dvouhře triumfoval český tenista Petr Korda, debutovala v rámci grandslamových turnajů. V prvním kole zdolala šestou nasazenou Irinu Spîrleaovou. Druhé kolo odehrála proti sestře Venus Williamsové. Jednalo se o jejich první vzájemný zápas na profesionálním okruhu, v němž starší sestra Venus vyhrála. Během sezóny dosáhla na dalších šest čtvrtfinálových turnajových účastí, která ovšem nezvládla a ze všech odešla poražená. Jedním z nich byl premiérový zápas proti světové jedničce, kterou tehdy představovala Martina Hingisová. Utkání se uskutečnilo na turnaji Lipton International Players Championships v Key Biscayne. Druhé střetnutí proti starší sestře odehrála na Italian Open v Římě. Na grandslamech se jí nepodařilo probojovat do čtvrtfinále. Nejblíže k tomu měla na French Open, kde v osmifinále podlehla Sánchezové Vicariové, do třetích kol se pak dostala ve Wimbledon a na US Open, když na prvním z nich nestačila na Virginii Ruanovou Pascualovou, na druhém pak na Spîrleaovou. Přesto tento rok získala první grandslamové tituly, když ve smíšené čtyřhře triumfovala nejdříve ve Wimbledonu, a poté i na US Open. Na obou prestižních událostech byl jejím spoluhráčem Bělorus Max Mirnyj. V ženské čtyřhře sestry Williamsovy poprvé vyhrály turnaj na IGA Superthrift Classic v Oklahoma City, a staly se tak třetí sesterskou dvojicí v historii tenisu, které dosáhla na titul okruhu WTA. Během roku dokázaly získat další dvě vítězství a Serena Williamsová zakončila sezónu na 20. místě žebříčku pro dvouhru.

### 1999–2001: Vstup mezi 10 nejlepších hráček světa
Na úvodním grandslamu v roce 1999 Australian Open prohrála s Francouzkou Sandrine Testudovou. Následující měsíc získala v sedmnácti letech svůj premiérový titul v ženské dvouhře, když ve finále pařížského Open Gaz de France zdolala domácí Amélii Mauresmovou, finalistku právě skončeného prvního grandslamu. Oběma mladým sestrám se podařil nový tenisový historický rekord. Pět hodin po pařížském vítězství Sereny vybojovala titul na turnaji vzdáleném 5 000 mil IGA Superthrift Classic v Oklahoma City také její osmnáctiletá sestra Venus, čímž se obě staly prvními sestrami, které kdy triumfovaly na turnajích ve stejném týdnu i dnu. Další měsíc pak zvítězila na svém prvním turnaji kategorie WTA Tier I Evert Cup v Indian Wells, když ve finále zdolala tehdejší světovou sedmičku Steffi Grafovou. Na další události této kategorie nazvané Lipton International Players Championships v Key Biscayne porazila v semifinále světovou jedničku Martina Hingisovou, předtím než ve finále ukončila její vítěznou šňůru šestnácti zápasů v řadě její sestra Venus, která dominovala v prvním vzájemném turnajovém finále historie okruhu WTA. V pondělí 5. dubna 1999 byla poprvé v kariéře klasifikována mezi nejlepšími deseti tenistkami světa, když figurovala na 9. místě žebříčku WTA.

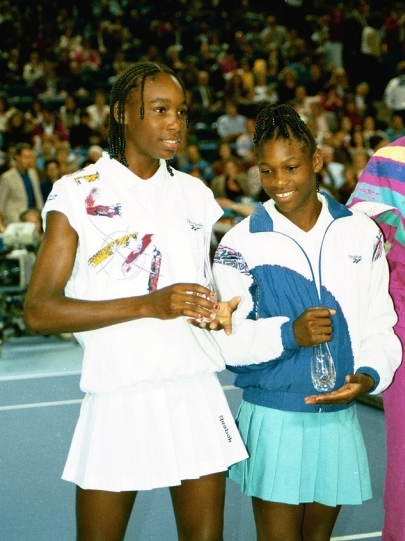
Venus a Serena Williamsovy na turnaji Pam Shriverové v Baltimoru, 1993

V jarní antukové části 1999 na evropském kontinentu odehrála tři turnaje. Ve čtvrtfinále skončila na turnaji kategorie Tier I Italian Open v Římě, když nestačila na světovou jedničku Hingisovou, stejně jako na další události Tier I German Open v Berlíně, kde skončila na raketě sedmé tenistky světa Arantxy Sánchezové Vicariové. Sestry Williamsovy pak získaly první titul z grandslamu, a to na antuce French Open, kde Serena ve dvouhře vypadla již ve třetím kole s krajankou Mary Joe Fernandezovou. Kvůli zranění poté odřekla účast na nejslavnějším turnaji světa Wimbledonu.
Předtím než se vrátila na okruh, zvítězila ve dvouhře Fed Cupu, a poté odehrála dvě události na tvrdém povrchu v rámci pravidelné letní části 1999 konané Severní Americe. Turnaj JPMorgan Chase Open v Los Angeles vyhrála, když v semifinále přemohla světovou jedničku Švýcarku Hingisovou a ve finále si poradila s Julií Halardovou-Decugisovou. Na US Open byla nasazená jako hráčka číslo sedm. Její výborná forma se projevila, když postupně porazila světovou čtyřku Selešovou, dvojku Davenportovou a jedničku Hingisovou, aby se stala historicky druhou Afroameričankou (po Althee Gibsonové, první titul na French Open 1956), která kdy vyhrála singlový titul Grand Slamu. Se sestrou zvítězila i v ženské čtyřhře. Jednalo se o jejich druhý společný grandslam.
Na konci roku 1999, pak obě dopomohly k finálové výhře amerického družstva ve Fed Cupu nad Ruskem v poměru 4–1. Proti sobě se střetly ve finále Grand Slam Cup hraného v Mnichově, v němž zvítězila Serena ve třech setech. Na turnaji ve Filderstadtu ovšem prohrála ve druhém kole. Sezónu zakončila na 4. místě žebříčku, jednalo se o její druhou, ve které odehrála celý rok na okruhu.
Rok 2000 odstartovala prohrou ve čtvrtém kole (osmifinále) na Australian Open, když nestačila na šestnáctou nasazenou Rusku Jelenu Lichovcevovou. Neuspěla při obhajobách titulů na antuce French Open a tvrdém povrchu v Indian Wells, zčásti díky zranění. Přesto dokázala vybojovat titul na Faber Grand Prix v Hannoveru. French Open vynechala kvůli poranění. Vrátila se na třetím grandslamu sezóny ve Wimbledonu, kde v semifinále podlehla příští vítězce Venus Williamsové poté, co ztratila třináct her v řadě. V ženské čtyřhře sestry dominovaly a získaly titul. V srpnu úspěšně obhájila vítězství na turnaji v Los Angeles, když v semifinálovém utkání porazila světovou jedničku Hingisovou a ve finále pak dvojku Davenportovou. Další finálové účasti dosáhla na Du Maurier Open hraném daný rok v Montrealu. Soupeřkou v posledním zápase byla Hingisová, ale za stavu 0–6, 6–3, 3–0 pro Švýcarku musela kvůli zranění, které ji vyřadilo na jeden týden, utkání skrečovat. Obhajoba titulu z Mezinárodního mistrovství USA ve Flushing Meadows skončila ve čtvrtfinále na raketě druhé nasazené Davenportové. Na zářijových Letních olympijských hrách 2000 v Sydney získaly se sestrou zlaté medaile v soutěži ženské čtyřhry. V Tokiu poté vybojovala třetí singlový titul sezóny na turnaji Toyota Princess Cup. Rok uzavřela na 6. příčce žebříčku.
Na počátku nové sezóny 2001 odehrála dvě události v Austrálii, když na obou turnajích Medibank International Sydney a Australian Open v Melbourne odešla poražená ve čtvrtfinále, vždy první hráčkou světa Hingisovou. Se sestrou Venus triumfovaly na prvním grandslamu v ženské čtyřhře a staly se tak teprve pátou dvojicí historie, která získala všechny čtyři tituly grandslamových turnajů v této kategorii.

#### Bojkot Indian Wells Masters
Po lednovém Australian Open 2001 nehrála Serena Williamsová do března, kdy se zúčastnila turnaje Indian Wells Masters kategorie Tier I. Ve finále porazila Belgičanku Kim Clijstersovou. Do finále prošla bez boje, protože čtyři minuty před semifinálovým utkáním sestra Venus, proti níž měla hrát, odstoupila. Starší sourozenkyně jako důvod uvedla zranění limitující ji při hře. Přesto bylo toto zdůvodnění podezřelé. Během finále diváci „bučeli“ na jejich otce a obě sestry, když byla Venus Williamsová přítomná v hledišti. Stejně tak nesouhlasné reakce zazněly na slavnostním vyhlášení. Otec a tenisový trenér obou dcer Richard Williams to později označil za projev rasismu. Žádná ze sester se dalších ročníků turnaje neúčastnila. Dlouholetý bojkot ukončila Serena Williamsová v roce 2015, když nastoupila do dvouhry miamského turnaje. Venus Williamsová se pak v dalším roce vrátila na BNP Paribas Open 2016.
Následující týden na události Tier I Miami Nasters vypadla Serena Williamsová ve čtvrtfinále s krajankou Jennifer Capriatiovou.

#### Další průběh sezóny 2001
Od počátku sezóny neodehrála až do French Open žádný turnaj na antuce. Na druhém grandslamu pak prohrála ve čtvrtfinále opět s Capriatiovou . Obdobně se před Wimbledonem nezúčastnila ani jednoho přípravného turnaje na trávě. Třetí grandslam sezóny ji znovu ve čtvrtfinále přiřkl Capriatiovou, které již potřetí v řadě podlehla. Wimbledon se tak stal čtvrtým grandslamem za sebou, na němž vypadla mezi posledními osmi.
V rámci severoamerické části 2001 na tvrdých dvorcích odehrála tři události. Po čtvrtfinálovém vyřazení na losangeleském turnaji, získala druhou trofej v sezóně na turnaji Rogers Cup konaném tentokrát v Torontu, když v semifinále přehrála Selešovou a ve finále zdolala světovou trojku Capriatiovou. Na US Open byla desátou nasazenou. V osmifinále zde porazila šestou hráčku světa a wimbledonskou finalistku Justine Heninovou, ve čtvrtfinále trojku Davenportovou a v semifinále přešla přes světovou jedničku Hingisovou, aby ze sesterského finále s Venus odešla poražena. Jednalo se o první grandslam otevřené éry od roku 1968, v němž proti sobě nastoupily sestry.
Na poslední události sezóny Turnaji mistryň v Mnichově postupně na cestě do finále přešla přes Silvii Farinaovou, Heninovou a Testudovou. Celý turnaj vyhrála, ovšem finále bylo bez boje, protože před jeho zahájením Davenportová skrečovala zápas pro poranění kolene. Sezónu 2001 zakončila na 6. místě žebříčku podruhé za sebou.

### 2002–2003: Čtyři grandslamové tituly z dvouhry v řadě

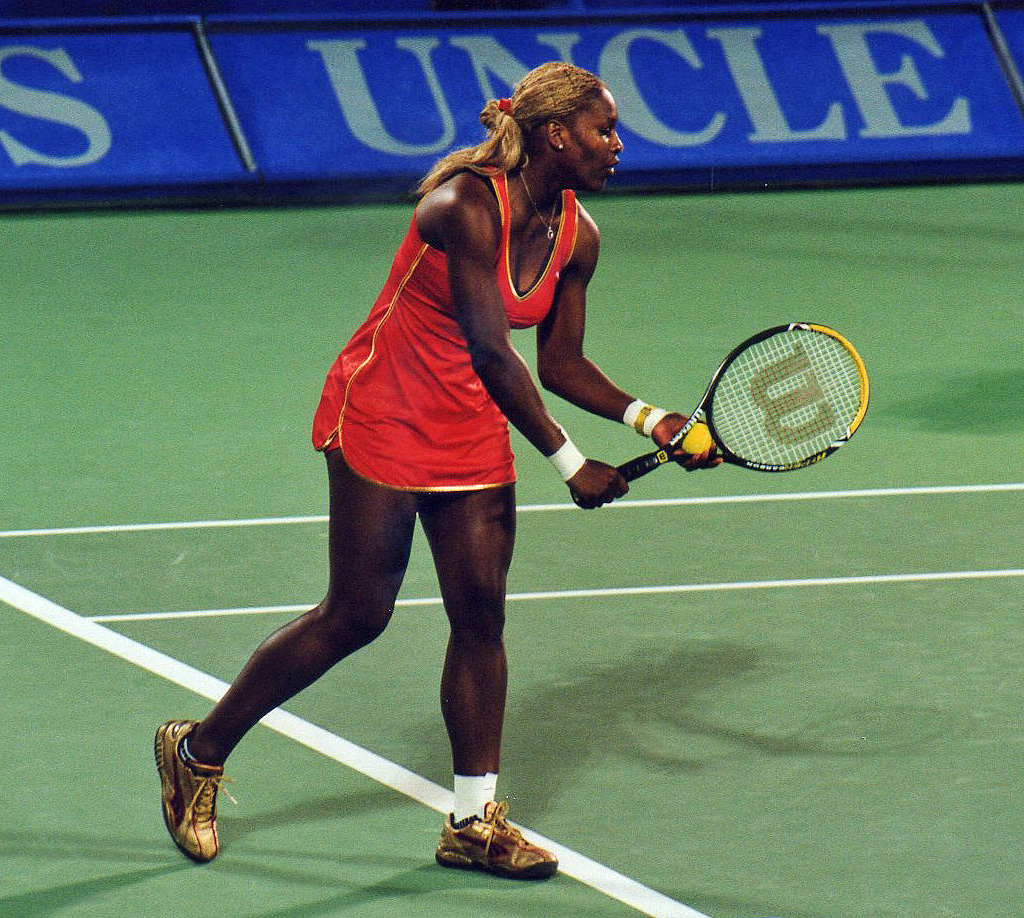
Williamsová hraje proti Amélii Mauresmové ve čtvrtfinále turnaje v Sydney, 2002.

Zranění na počátku roku 2002 ji donutilo nenastoupit k semifinálovému zápasu turnaje v Sydney a vyřadilo ji také z prvního grandslamu sezóny Australian Open. První titul sezóny získala na americké půdě po výhře na turnaji State Farm Women's Tennis Classic ve Scottsdale, když ve finále zdolala světovou dvojku Jennifer Capriatiovou. Následně přidala další trofej z turnaje kategorie WTA Tier I Miami Masters v Key Biscayne. Jednalo se o její první vítězství na tomto podniku a stala se teprve třetí tenistkou v otevřené éře, která na jediném turnaji porazila první tři hráčky žebříčku WTA, když postupně přešla přes trojku Martinu Hingisovou ve čtvrtfinále, dvojku svou sestru Venus v semifinále a ve finále zdolala první hráčku světa Capriatiovou. Výhra nad sestrou byla jejím teprve druhým vzájemným vítězstvím.
Před druhým grandslamem French Open odehrála na antuce tři turnaje. První finále na antukovém povrchu vůbec dosáhla v květnu na berlínském German Open, v němž nestačila na Belgičanku Justine Heninovou, když rozhodl až tiebreak třetího rozhodujícího setu. Následující týden dosáhla na svůj premiérový antukový titul kariéry, poté, co v semifinále římského Italian Open přehrála Capriatiovou a ve finále oplatila porážku Heninové. Poslední výsledky ji vynesly na dosavadní žebříčkové maximum, a to na 3. místo. Jako třetí nasazená na French Open prošla až do finále se ztrátou jen dvou setů, v semifinále zdolala obhájkyni titulu a světovou jedničku Capriatiovou. Ve finále pak porazila Venus, čímž si zajistila zisk druhého grandslamu a postoupila na 2. příčku žebříčku právě za starší sestru.
Ve Wimbledonu hladce přehrála v semifinálovém duelu Amélii Mauresmovou a poprvé se probojovala do finále. V něm se opět setkala se svou sestrou, obhájkyní titulu Venus, kterou zdolala ve dvou setech, aby vyhrála svůj třetí grandslam bez ztráty jediného setu. Po tomto turnaji se poprvé stala nejlepší hráčkou planety, když byla klasifikována na 1. místě žebříčku WTA a na druhou pozici odsunula sestru. V historii tenisu představovala teprve druhou Afroameričanku, která tohoto umístění v rámci WTA dosáhla. Sestry v Londýně získaly další trofej ve čtyřhře, celkově svou pátou grandslamovou.

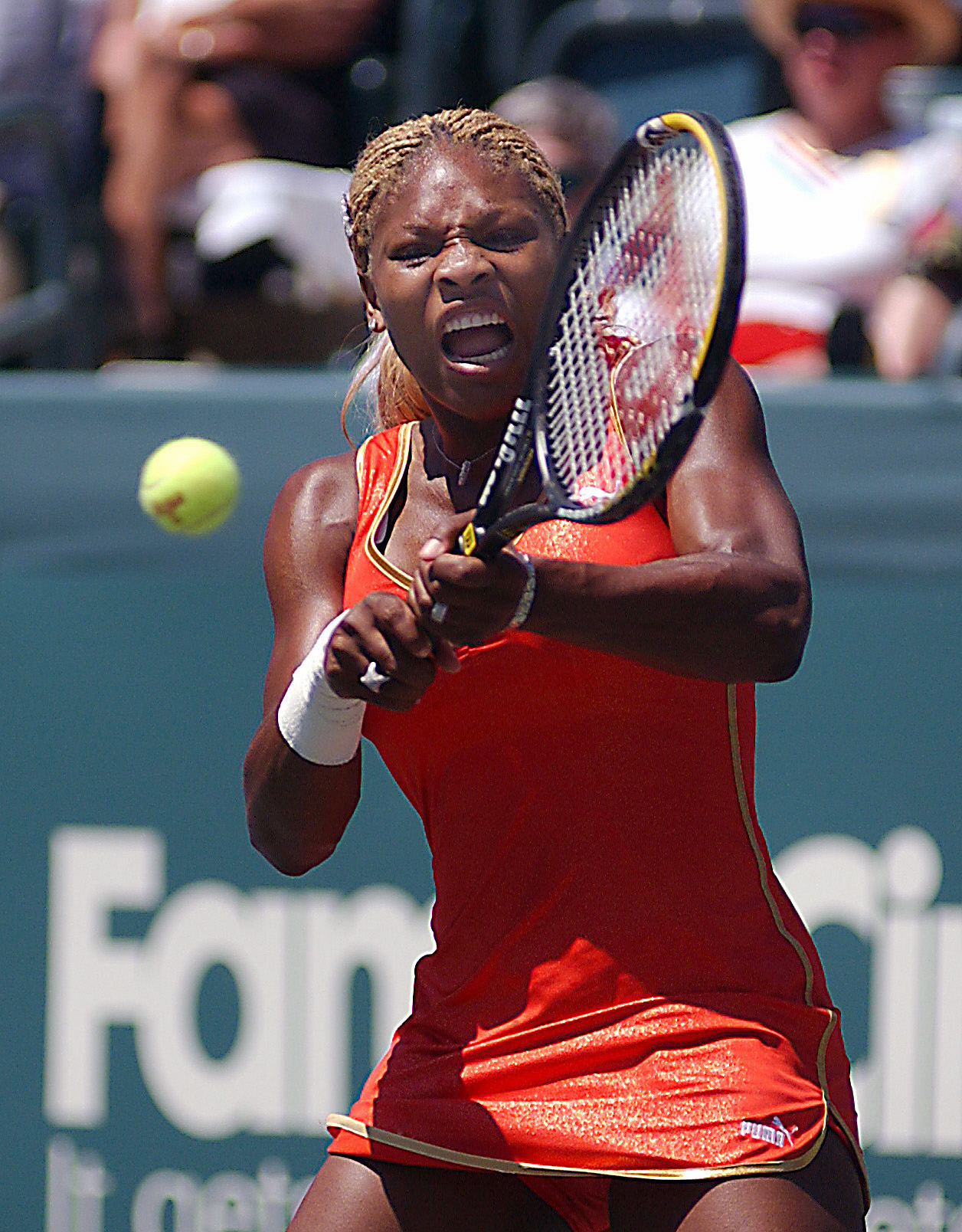
Williamsová na turnaji v Charlestonu, 2002

V období mezi Wimbledonem a US Open odehrála pouze jediný turnaj JPMorgan Chase Open v Los Angeles, na němž podlehla ve čtvrtfinále krajance Chandě Rubinové, která přerušila její sérii 21 výher za sebou. Jako nejvýše nasazená hráčka na US Open přešla v semifinále přes obhájkyni titulu Lindsay Davenportovou a probojovala se potřetí v řadě do finále grandslamu. To mělo opět stejné složení, když zdolala sestru Venus, čímž si připsala druhý titul na US Open a čtvrtý celkově.
Na podzim vyhrála dva po sobě jdoucí turnaje, první tokijský Toyota Princess Cup, kde ve finále dominovala nad Kim Clijstersovou a druhý Sparkassen Cup v německém Lipsku, po finálové výhře nad Ruskou Anastasií Myskinovou. Na závěrečné události pro nejlepší tenistky světa Home Depot Championships, skončila ve finále na raketě páté nasazené Clijstersové ve dvou setech, která tak přerušila její další sérii 18 výher v řadě.
Celkové skóre výher-proher na konci sezóny 2002 činilo 56–5, osm turnajových titulů ve dvouhře a zakončení roku na 1. místě žebříčku. Od roku 1958, kdy byla Althea Gibsonová na konci sezóny klasifikována jako světová jednička se stala prvním Afroameričanem, který tento výkon (i mezi muži) dokázal. daný rok triumfovala na třech grandslamech ze čtyř, což se naposledy před ní podařilo Hingisové v roce 1997.
Na prvním grandslamu nové sezóny 2003 Australian Open byla v 1. kole pouze tři míče od vyřazení v zápase s Émilií Loitovou. Poprvé se zde probojovala do semifinále, v němž ji hrozilo opět vypadnutí, když ve třetím rozhodujícím setu již s Clijstersovou prohrávala 5–2 a odvrátila dva mečboly, aby zápas nakonec získala pro sebe. Počtvrté v řadě se ve finále grandslamu střetla se starší sestrou Venus a počtvrté z něj odešla vítězně. Dosažením titulu se stala teprve šestou ženou v otevřené éře tenisu, která vyhrála Grand Slam, všechny čtyři nejprestižnější tenisové turnaje, a to dokonce v řadě, i když čistý grandslam musí být získán v rámci jediné sezóny. Připojila se tak do klubu tenisových legend po bok Billie Jean Kingové, Chris Evertové, Martiny Navrátilové, Steffi Grafové a Margaret Courtové. Stala se také pátou tenistkou, jež vyhrála grandslamové turnaje v řadě, poté, co se tento výkon před ní podařil Maureen Connollyové, Courtové, Grafové a Navrátilové. Sestry Williamsovy vyhrály na daném Australian Open šestý grandslamový titul v ženské čtyřhře.
Následně si připsala další turnajové tituly z pařížského Open Gaz de France a Miami Nasters konaném v Key Biscayne, na němž porazila v semifinále Clijstersovou a ve finále pak Capriatiovou. O týden později prohrála ve finále antukové události Family Circle Cup v Charlestonu s Heninovou, čímž zaznamenala první porážku sezóny po 21 vítězstvích. Další prohru si připsala v semifinále s Mauresmovou na římském Internazionali BNL d'Italia. Přesto na druhý grandslam roku French Open nastupovala jako nejvýše nasazená hráčka. Poté, co ve čtvrtfinále přehrála pátou nasazenou Mauresmovou, v semifinále nestačila na budoucí vítězku Heninovou, když podlehla ve třech setech. Jednalo se o její první grandslamovou porážku od roku 2001. Zápas byl z pohledu Williamsové kontroverzní, když se jí nelíbilo Heninové sportovní chování, diváci navíc aplaudovali při jejích chybách.
Zlepšení přišlo ve Wimbledonu, kde v semifinále oplatila porážku Heninové a obhájila titul po finálové výhře nad sestrou Venus. Získala tak druhý titul v řadě a ve dvouhře celkově šestý grandslamový. Wimbledon se stal jejím posledním turnajem sezóny, celý zbytek roku musela vynechat pro poranění kolene, když se podrobila chirurgickému výkonu. Dlouhá absence ji stála první místo na žebříčku, kterému nepřetržitě vládla po 57 týdnů, vystřídala ji Kim Clijstersová. na konci sezóny figurovala na 3. příčce se čtyřmi tituly z posledního roku. Během rekonvalescence z kolenní operace byla 14. září 2003 zavražděna její sestra Yetunde Priceová.

### 2004–2006: Zranění a nevyrovnané výkony

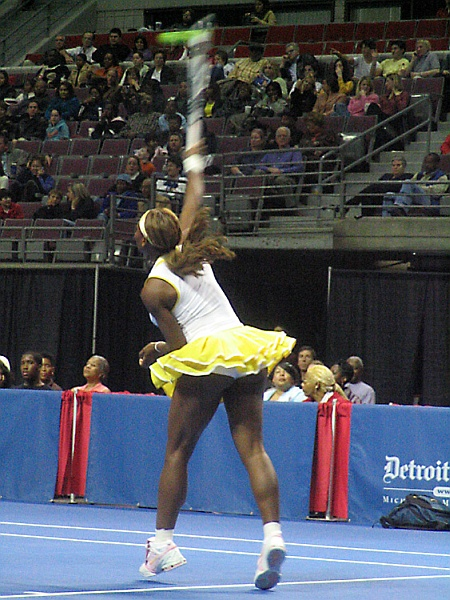
Podávající Williamsová na exhibici v listopadu 2004.

Na počátku sezóny 2004 nestihla Australian Open, protože se stále zotavovala ze zranění levého kolene. Odřekla i další turnaje, což vyvolalo spekulace, že ztratila zájem a motivaci o tenis. Na kurty se vrátila po osmi měsících turnajem kategorie WTA Tier I NASDAQ-100 Open v Key Biscayne na Floridě, kde porazila ve čtvrtém kole šestnáctiletou ruskou juniorku Marii Šarapovovou a ve finále pak osmou hráčku světa Jelenu Dementěvovou hladce ve dvou setech. Potřetí v řade vyhrála tento turnaj a úspěšně se navrátila na okruh WTA.
V přípravě na druhý grandslam French Open odehrála tři antukové turnaje. Poražena odešla ze čtvrtfinále Bausch & Lomb Championships ve floridském Amelia Island, následující týden odstoupila před třetím kolem pro opětovné zranění kolene z turnaje Tier I Family Circle Cup v Charlestonu. Další čtyři týdny odpočívala než se vrátila antukovou událostí kategorie Tier I Rome Masters, kde v semifinále podlehla světové devítce Jennifer Capriatiové. Ačkoli byla na žebříčku až na 7. místě, pořadatelé French Open ji nasadili do ženské dvouhry jako dvojku. Prvními čtyřmi koly prošla přes hráčky, které byly klasifikované mimo TOP 50 žebříčku, ve čtvrtfinále pak narazila na Capriatiovou, jež jí přehrála ve třech setech. Jednalo se o její první vyřazení před semifinálem grandslamu od Wimbledonu 2001.
Přestože klesla o tři pozice na 10. příčku, tak ji ve Wimbledonu pořadatelé dle vlastních zvyklostí nasadili jako první hráčku turnaje. Ve čtvrtfinále se opět střetla s Capriatiovou, kterou tentokrát přehrála ve dvou setech, v semifinále přešla přes čtvrtou nasazenou Amélii Mauresmovou po těžkém boji, když ve druhé sadě na ni již soupeřka měla break a podržením servisu mohla dovést zápas do vítězného konce. Finále se stalo jedním z nejpřekvapivějších utkání celé wimbledonské historie, když obhájkyně titulu podlehla třinácté nasazené mladé Rusce Šarapovové. Tato porážka ji poprvé od počátku roku 1999 vyřadila z elitní desítky tenistek žebříčku WTA.
Třetí finále sezóny si zahrála na losangeleských tvrdých dvorcích turnaje JPMorgan Chase Open, v němž nestačila na Lindsay Davenportovou. Byla to první porážka s touto krajankou od US Open 2000. Na další události Acura Classic v San Diegu odstoupila před čtvrtfinále kvůli poranění levého kolene. To ji neumožnilo start na dalších turnajích kategorií Tier I Rogers AT&T Cup v Montrealu a Letních olympijských hrách 2004 v Athénách. Vrátila se až třetím grandslamem US Open, kde byla nasazená jako hráčka číslo tři, ačkoli na žebříčku figurovala až na jedenáctém místě. Opět ve čtvrtfinále se potkala s osmou hráčkou světa Capriatiovou, s níž prohrála. Tento zápas provázelo několik chybných výroků čárových rozhodčích, včetně jednoho sporného výroku, jenž vedl k zákazu rozhodování po zbytek turnaje pro hlavního rozhodčího zápasu. Utkání se stalo jedním z popudů pro zavedení jestřábího oka do profesionálního tenisu.
Do konce roku odehrála pouze tři turnaje. Druhý titul sezóny vybojovala na China Open v Pekingu, když ve finále přehrála aktuální vítězku US Open Světlanu Kuzněcovovou. Pět týdnů poté odehrála linecký turnaj, na němž vypadla již ve druhém kole se sedmdesátou třetí tenistkou žebříčku Alinou Židkovovou, přesto se kvalifikovala na závěrečnou událost sezóny WTA Tour Championships. V Robinově skupině Turnaje mistryň přehrála světovou pětku Dementěvovou, podlehla jedničce Davenportové a porazila trojku Anastasii Myskinovou. Ze skupiny postoupila do semifinále, kde zvítězila nad dvojkou Mauresmovou ve třech setech, ale setjně jako ve Wimbledonu se její finálovou přemožitelkou stala šestka Šarapovová. Za stavu 2–5 ve druhé sadě si vyžádala přestávku na ošetření poranění břišního svalstva, které ji omezovalo zejména při podání. Rychlost prvního servisu činila pouze něco okolo 65 mph. V rozhodujícím setu nad soupeřkou přesto vedla již 4–0 na gamy, poté ovšem následoval zvrat, Šarapovová získala šest her v řadě a poslední utkání roku vyhrála. Na konci sezóny byla klasifikována na 7. místě žebříčku WTA a nevyhrála žádný grandslam ve dvouhře poprvé od roku 2001.
Na Australian Open, poté, co Venus vypadla na počátku turnaje, vyvrátila názory, že sestry Williamsovy jsou již na ústupu ze svých nejlepších výsledků. Ve čtvrtfinále zdolala Mauresmovou, v semifinále si poradila se čtvrtou nasazenou Šarapovovou po boji, když odvrátila tři mečboly Rusky. Ve finále ji čekala světová jednička Davenportová, nad kterou zvítězila a připsala si v ženské dvouhře druhý titul z prvního grandslamu a sedmý celkově. Výhra ji katapultovala na 2. pozici žebříčku, následně prohlásila, že chce znovu usednout na světový tenisový trůn.
Na dalších pěti turnajích se neprobojovala ani jednou do finále. Na pařížském Open Gaz de France odstoupila před čtvrtfinále kvůli žaludečním potížím. O tři týdny později skrečovala semifinále s Jelenou Jankovićovou na turnaji Dubai Duty Free Women's Open pro nataženou šlachu v pravém rameni. Za další měsíc podlehla ve čtvrtfinále kategorie Tier I turnaje NASDAQ-100 Open v Key Biscayne starší sestře Venus ve dvou setech. Prohrála s ní poprvé od roku 2001. Následující týden ji zraněný levý kotník přinutil odstoupit ze čtvrtfinále antukové události Bausch & Lomb Championships v Amelia Island. Pět týdnů poté stále nezlepšila svůj výkon, když ve druhém kole kategorie Tier I římského Internazionali BNL d'Italia vypadla s domácí Francescou Schiavoneovou. Zranění kotníku ji vyřadilo z účasti na grandslamu French Open.
Vrátila se ve Wimbledonu, kde byla čtvrtou nasazenou. Ovšem ani na nejslavnějším turnaji světa nedošlo ke zlepšení formy. První dvě kola vybojovala v třísetových zápasech a ve třetím již nestačila na osmdesátou pátou tenistku světa Jill Craybasovou.

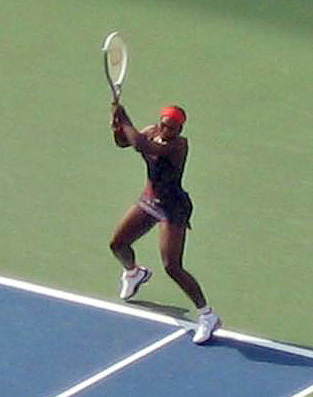
Williamsová returnuje na US Open 2006

Po výhře v prvním kole na Tier I Rogers Cupu v Torontu se opět ozvalo zranění levého kolene, které mělo za následek její odhlášení z turnaje. Na posledním grandslamu roku US Open nestačila ve čtvrtém kole na sestru Venus a prohrála. Jednalo se o jejich vzájemný zápas, jejž spolu sehrály v nejranější fázi (osmifinále) jakéhokoli grandslamu od jejich prvního utkání na Australian Open v roce 1998. Do konce sezóny pak odehrála pouze jediné utkání, když v 1. kole pekingského China Open nestačila na sto dvacátou sedmou tenistku žebříčku Sun Tchien-tchien. Poprvé od roku 1998 se nekvalifikovala na závěrečný Turnaj mistryň pro nejlepší hráčky. Sezónu uzavřela na 11. místě, premiérově mimo elitní desítku žebříčku od roku 1998.
Na začátku roku 2006 nenastoupila k žádnému přípravnému turnaji před Australian Open. Na tomto grandslamu hrála jako obhájkyně titulu, ovšem vypadla ve třetím kole se sedmnáctou hráčkou Slovenkou Danielou Hantuchovou ve dvou setech. Následně se odhlásila z tokijského Toray Pan Pacific Open (jako důvod uvedla nedostatečnou kondici), z dubajského Dubai Duty Free Women's Open, a také z turnaje Tier I NASDAQ-100 Open v Key Biscayne. 10. dubna 2006 vypadla z první stovky žebříčku WTA (TOP 100), poprvé od 16. listopadu 1997. Krátce na to vydala prohlášení, že kvůli protrahovanému zranění kolene vynechá dva grandslamy French Open a Wimbledon. Na doporučení lékařů bude mimo hru až „do konce léta“.
Na okruh se nakonec vrátila v červenci turnajem Western & Southern Financial Group Women's Open v Cincinnati. Díky herní neaktivitě klesla až na sto třicátou devátou pozici. V prvním kole hladce porazila světovou jedenáctku Myskinovou. Došla do semifinále, v němž nestačila na turnajovou vítězku Věru Zvonarevovou. Semifinálové účasti dosáhla také v Los Angeles, kde podlehla dvacáté osmé hráčce světa Jankovićové ve dvou setech.
Na US Open nastupovala jako nenasazená tenistka, v této pozici poprvé od roku 1998 a pořadatelé jí museli udělit divokou kartu, protože žebříčkové umístění bylo příliš nízké na to, aby se mohla vyhnout kvalifikaci. Ve třetím kole přešla přes sedmnáctou hráčku Srbku Anu Ivanovićovou, v osmifinále pak skončila na raketě nejvýše nasazené Mauresmové. Byl to její poslední zápas sezóny, rok uzavřela na 95. pozici žebříčku, nejnižší od roku 1997. Za celou sezónu odehrála pouze čtyři turnaje.

### 2007–2008: Návrat do elitní světové desítky
Sezónu 2007 zahájila s obnovenou důvěrou, když vyjádřila záměr vrátit se mezi deset nejlepších tenistek světa na žebříčku WTA, což wimbledonský vítěz a sportovní komentátor Pat Cash označil za „klamnou představu“.

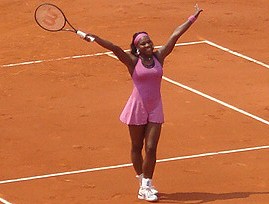
Williamsová po výhře nad Dinarou Safinovou na French Open 2007.

Na turnaji Moorilla Hobart International v Hobartu skončila ve čtvrtfinále. Do prvního grandslamu roku Australian Open nastupovala jako nenasazená hráčka z osmdesáté první pozice žebříčku a předpokládalo se, že je „mimo hru.“ Nicméně ve třetím kole si poradila s pátou nasazenou Naděždou Petrovovou, což bylo její první vítězství nad hráčkou elitní desítky od výhry s Lindsay Davenportovou ve finále Australian Open 2005 před dvěma lety. Ve čtvrtfinále byla dva míče od vyřazení se Šachar Pe'erovou, než zápas otočila. Ve finále pak zdolala nejvýše nasazenou Marii Šarapovou hladce ve dvou setech, čímž vyvrátila spekulace o nemožnosti návratu. Ve dvouhře se jednalo o třetí titul z Melbourne a celkově osmý grandslamový v singlu. Věnovala jej své zavražděné sestře Yetunde. Její finálové vystoupení označil magazín TENNIS.com za „jeden z nejlepších výkonů její kariéry“ a BBC Sport uvedl, že se „pravděpodobně jednalo o nejsilovější pojetí hry, jaká kdy byla v ženském tenise k vidění.“
Příští událostí se stal na konci března turnaj kategorie WTA Tier I floridský Miami Masters v Key Biscayne. Ve čtvrtém kole zopakovala výhru nad světovou dvojkou Šarapovovou a ve finále přehrála jedničku Justine Heninovou poté, co musela odvracet mečbol ve druhém setu.
Na dalším turnaji kategorie Tier I Family Circle Cup v Charlestonu hraném na antuce skrečovala utkání druhého kola pro natažené tříslo. O týden později vyhrála svou premiérovou dvouhru v prvním kole Fed Cupu proti belgiskému družstvu hraného na tvrdém povrchu, ovšem k druhému singlu již nenastoupila, aby příliš nenamáhala koleno. Před druhým grandslamem French Open odehrála v rámci evropské přípravy pouze jediný antukový turnaj, a to v Římě Tier I Internazionali BNL d'Italia, kde došla do čtvrtfinále. V něm prohrála se čtrnáctou nasazenou Švýcarkou Patty Schnyderovou ve třech setech. Přesto jí tento výsledek stačil k návratu do první desítky žebříčku, a to na 9. místo. Na French Open nastupovala jako osmá nasazená, ve čtvrtfinále však nedokázala přejít přes příští vítězku Heninovou. Svůj výkon označila za „odporný a příšerný“ a horší, než kdy předtím. Také prohlásila, že se cítí být „zahanbená.“.

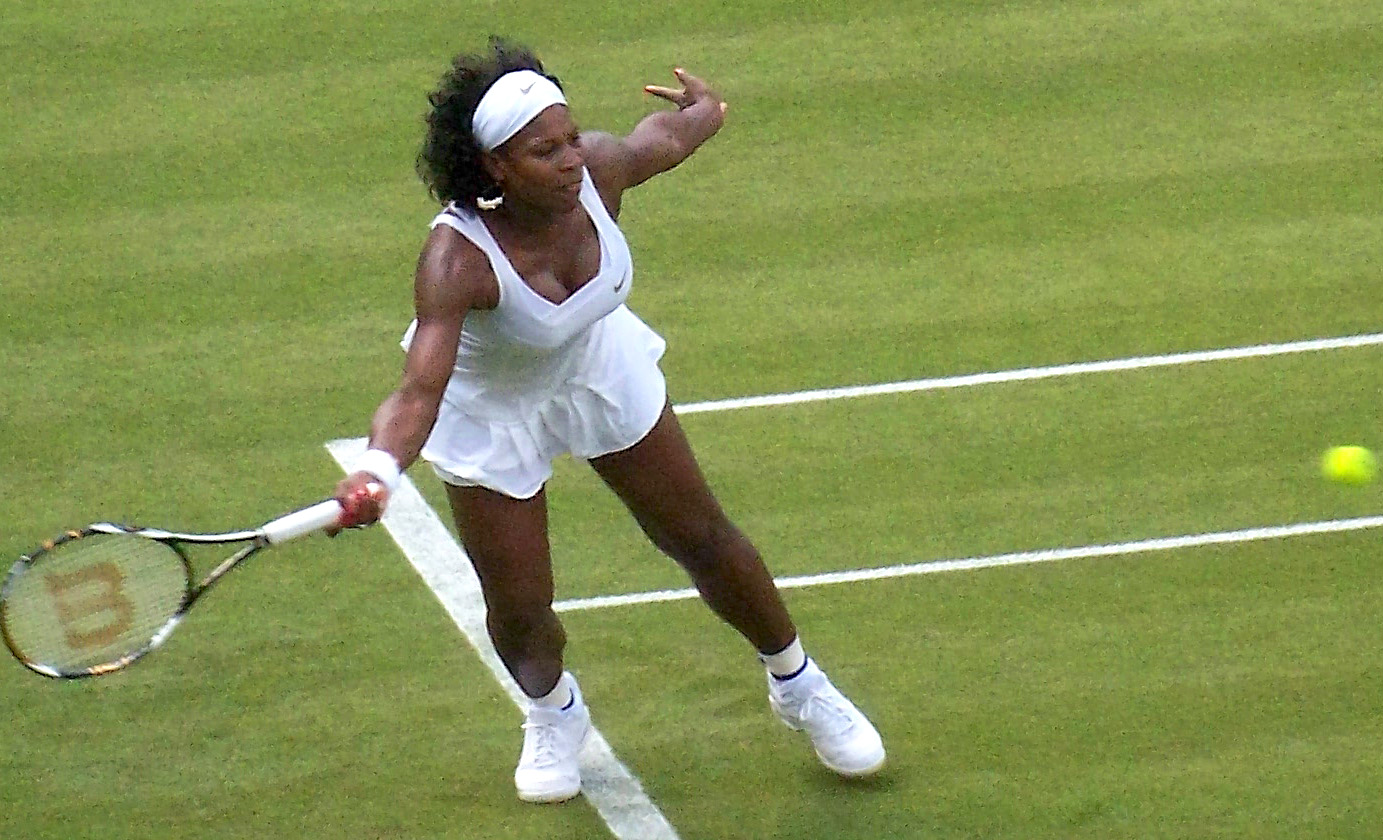
Williamsové se při returnu natahuje k míči v 1. kole Wimbledonu 2008 proti Kaie Kanepiové.

Přes pařížskou porážku patřila k favoritkám dalšího grandslamu ve Wimbledonu. Během čtvrtého kola proti Daniele Hantuchové za stavu 5–5 ve druhém setu upadla, protože ji postihla svalová křeč. Po přestávce na ošetření si podržela svůj servis a sadu dovedla do tiebreaku. Déšť však utkání přerušil na téměř dvě hodiny. Po obnovení hry dokázala zvítězit. V následném čtvrtfinále však opět nestačila na světovou jedničku Heninovou. K zápasu nastoupila s pevnou bandáží lýtka a byla donucena hrát pomalý slajsovaný jednoručný bekhend, protože byla navíc limitována poraněním palce levé ruky. Po zápase se jí dostalo kritiky za nesportovní vyjádření, když prohlásila, že by Heninovou porazila, pokud by byla zdravá. Po třetím grandslamu sezóny se na žebříčku posunula o dvě příčky výše na 7. pozici, nejvyšší umístění od roku 2005.
Kvůli poranění levého palce odřekla turnaje hrané mezi Wimbledonem a US Open. Na posledním grandslamu přehrála ve čtvrtém kole aktuální wimbledonskou finalistku Marion Bartoliovou, aby poté prohrála potřetí za sebou ve čtvrtfinále grandslamu se stejnou tenistkou, Belgičankou Heninovou.

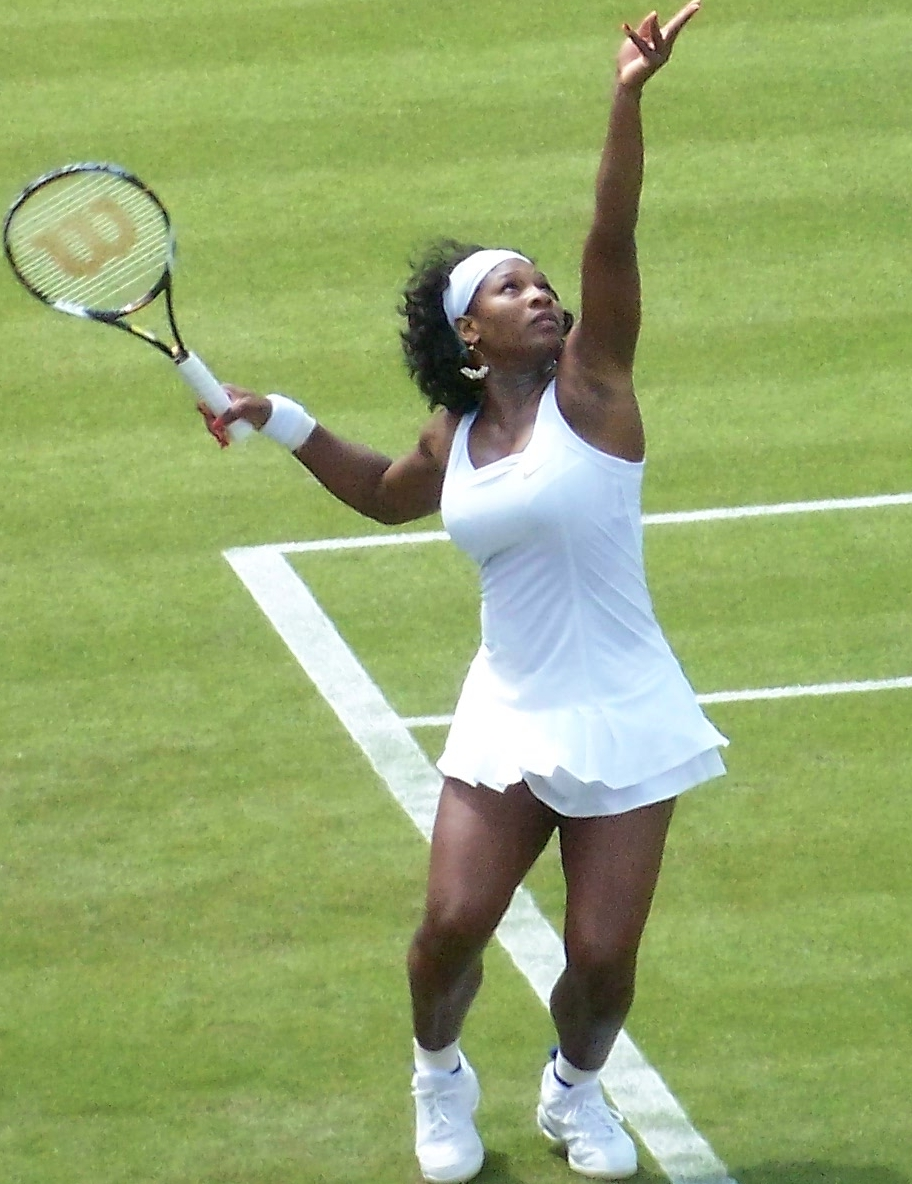
Williamsová podává ve Wimbledonu 2008

V říjnu nepřešla čtvrtfinále stuttgartského turnaje Porsche Tennis Grand Prix, když nestačila na světovou dvojku Světlanu Kuzněcovovou. Na další události dosáhla třetí finálové účasti v sezóně. Jednalo se o turnaj kategorie Tier I moskevský Kremlin Cup, na němž v semifinále oplatila předchozí prohru Kuzněcovové a ve finále si již neporadila s další Ruskou Jelenou Dementěvovou. Poslední výsledky ji však zajistily postup na 5. místo žebříčku a účast na závěrečném turnaji mistryň Sony Ericsson Championships in Madrid. Ovšem přítomnost na této události byla krátká. Po prohraném prvním setu premiérového utkání s Annou Čakvetadzeovou musela zápas skrečovat pro zranění a odstoupit z turnaje. Sezónu zakončila na 7. pozici žebříčku jako nejvýše postavená Američanka. V tomto postavení se ocitla poprvé od roku 2003.
Sezónu 2008 zahájila první účastí na mistrovství smíšených družstev Hopmanově poháru v australském Perthu. Do Melbourne přijela jako sedmá nasazená tenistka a toto postavení odpovídalo dosaženému výsledku, když na Australian Open vypadla ve čtvrtfinále se čtvrtou hráčkou světa a třetí nasazenou Jelenou Jankovićovou. Byla to její čtvrtá čtvrtfinálová porážka na grandslamu v řadě. Také ve čtyřhře spolu se sestrou Venus vypadly mezi posledními osmi páry, když nestačily na turnajové sedmnáctky Číňanky Čeng Ťie a Jen C’.
Následně se odhlásila ze tří turnajů pro nutný stomatologický operativní výkon. Po návratu získala tři tituly za sebou. První z nich vybojovala na indickém turnaji kategorie Tier II Bangalore Open v Bengalúru, kde v semifinále porazila Venus, poté, co zachránila zápas odvrácením mečbolu za stavu 5–6 ve třetím setu. Jednalo se o jejich první vzájemné utkání od osmifinále na US Open 2005. Ve finále vyhrála nad Patty Schnyderovou. Na turnaji Tier I Sony Ericsson Open v Key Biscayne získala celkově pátý titul z tohoto podniku, čímž vyrovnala rekord Němky Steffi Grafové. Ve čtvrtfinále zde přešla přes světovou jedničku Heninovou, s níž předtím na grandslamech třikrát v řadě prohrála, v semifinále si poradila s dvojkou Kuzněcovovu a ve finále se čtyřkou Jankovićovou. Triumf v Key Biscayne se stal jubilejním třicátým titulem z dvouhry na okruhu WTA.
Na turnaji Tier I Family Circle Cup v Charlestonu, zdolala ve čtvrtfinále počtvrté v řadě druhou nasazenou Šarapovovou. Ve finále zvítězila nad další Ruskou Věrou Zvonarevovou, čímž završila svůj desátý vyhraný turnaj v kategorii WTA Tier I a první hraný na antuce od French Open 2002. Její šňůra sedmnácti výher v řadě byla ukončena ve čtvrtfinále berlínského Tier I Qatar Telecom German Open, kde nestačila na Dinaru Safinovou. Jako pátá nasazená na římském Tier I Internazionali BNL d'Italia prošla také mezi posledních osm, kde jí čekala Alizé Cornetová. Zápas se ovšem neuskutečnil, protože Williamsová odstoupila pro zranění zad.

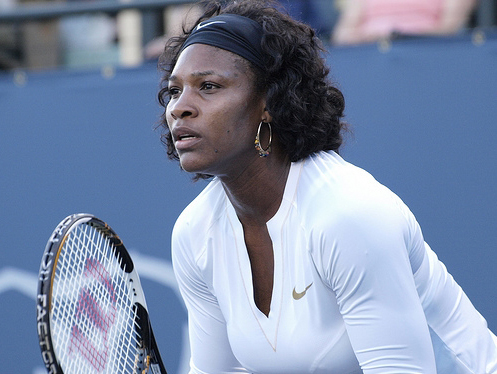
Williamsová na stanfordském turnaji, USA, 2008.

Na druhý grandslam French Open přijela v pozici páté nasazené tenistky. V celém pavouku ženské dvouhry byla jedinou vítězkou tohoto turnaje, protože čtyřnásobná šampiónka Heninová krátce předtím 14. května překvapivě ukončila profesionální kariéru. Ve třetím kole ovšem podlehla dvacáté sedmé nasazené Slovince Katarině Srebotnikové.
Ve Wimbledon se jako šestá nasazená poprvé za poslední čtyři roky probojovala do semifinále. Ve třetím kole porazila bývalou světovou jedničku a wimbledonskou vítězku z roku 2006 Amélii Mauresmovou, v sesterském finále pak nestačila na Venus, která vyhrála ve dvou setech. Jednalo se o první grandslamové finále od roku 2003, v němž se sestry střetly. Společně pak triumfovaly bez ztráty setu v ženské čtyřhře a připsaly si první grandslamové vítězství v této soutěži od roku 2003.
Poté odehrála čtyři utkání v americké profesionální tenisové lize World Team Tennis za klub Washington Kastles, když družstvu přispěla 49 body.
Na kalifornském turnaji Bank of the West Classic ve Stanfordu byla první nasazenou hráčkou, ale semifinále proti kvalifikantce Aleksandře Wozniakové musela skrečovat za stavu 6–2, 3–1 kvůli obnovenému zranění levého kolene. Následující týden vynechala další turnaj East West Bank Classic hraný v Los Angeles.
Do soutěže ženské dvouhry v rámci olympijského turnaje na pekingských Letních olympijských her 2008 nastupovala jako čtvrtá nasazená, ale nezvládla čtvrtfinále, když v něm podlehla páté nasazené a pozdější olympijské vítězce Jeleně Dementěvové ve třech setech. Spolu se sestrou Venus si zopakovaly triumf z LOH 2000 v Sydney a podruhé vyhrály soutěž ženské čtyřhry. Ve finále přehrály španělský pár Anabel Medinaová Garriguesová a Virginia Ruanová Pascualová.

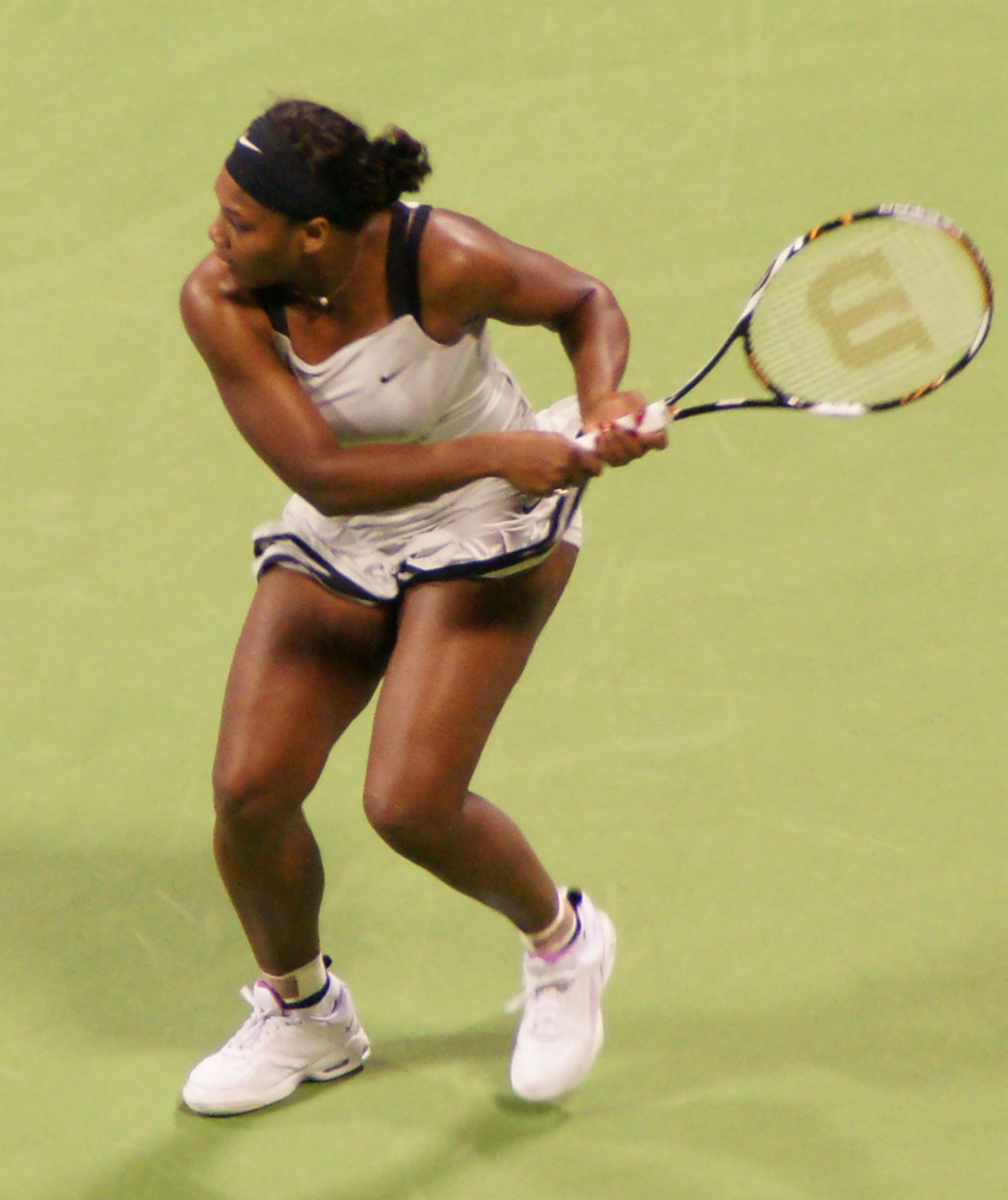
Williamsová returnuje na Turnaji mistryň 2008.

Z pozice čtvrté nasazené tenistky na poolympijském US Open porazila ve čtvrtfinále sedmou hráčku turnaje Venus. V každém setu již prohrávala 3–5, v první sadě navíc odvrátila dva a ve druhé osm setbolů sestry. V semifinále přehrála Safinovou a ve finále druhou nasazenou Jankovićovou, která tak nadále zůstávala bez grandslamového titulu. Jednalo se o její třetí výhru na US Open v ženské dvouhře a celkově devátý singlový grandslam. Tento triumf ji zajistil návrat na světový trůn ženského tenisu – první místo žebříčku WTA, poprvé od roku 2003.
Na stuttgartském podniku Tier II Porsche Tennis Grand Prix podlehla jako nejvýše nasazená ve druhém kole třicáté tenistce Li Na. Na turnaji si také zahrála se sestrou čtyřhru, ovšem po postupu do druhého kola byl americký pár nucen odstoupit kvůli zranění Serenina levého kotníku. 3. října 2008 se odhlásila z Tier I Kremlin Cupu v Moskvě pro přetrvávající zranění a únavu z náročného programu. Odpočinek ji stál první místo žebříčku, které přenechala Srbce Jankovićové.
Na závěrečném turnaji mistryň Sony Ericsson Championships v Dauhá nejdříve zvítězila v Robinově skupině nad Safinovou, poté prohrála se sestrou Venus a do plánovaného třetího utkání proti Dementěvové vůbec nenastoupila pro poranění břišního svalstva. Sezónu završila 2. místem na žebříčku, nejlepším umístěním i celkovou předvedenou hrou od roku 2003.

### 2009: Opět nejlepší tenistkou světa
Na svém prvním turnaji v roce 2009 Medibank International v Sydney startovala z pozice nejvýše nasazené hráčky. V prvním kole měla problémy s Australankou Samanthou Stosurovou, když odvrátila čtyři mečboly za stavu 5–4 ve třetí sadě pro podávající soupeřku. Ve čtvrtfinále zdolala mladou Dánku Carolinu Wozniackou také s obtížemi, když zachránila tři mečboly protihráčky za stavu 5–6 v rozhodujícím setu. Posledním zápasem se pro ni stalo semifinále, v němž podlehla potřetí za sebou Rusce Jeleně Dementěvové.

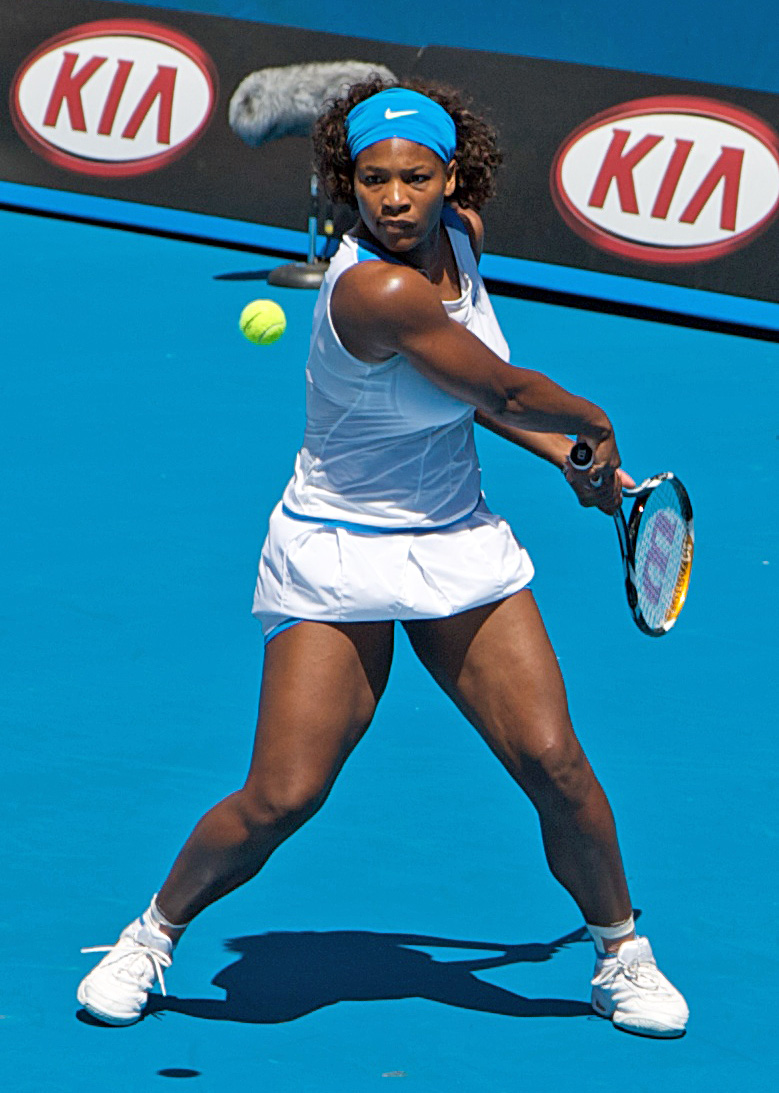
Williamsová na Australian Open 2009.

Na první grandslam sezóny Australian Open přijela v roli druhé nasazené hráčky. Ve dvou utkáních se ocitla tři míče od vyřazení, ve čtvrtfinále pak porazila osmou nasazenou Světlanu Kuzněcovovou a v semifinále přešla přes turnajovou čtyřku Dementěvovou. Svůj desátý grnadslamový titul z dvouhry získala po hladké finálové výhře trvající 59 minut nad Ruskou Dinarou Safinovou. Vítězství ji vrátilo na první místo žebříčku WTA a získaná finanční odměna z ní učinila nejlépe vydělávající sportovkyni všech dob, když si na prémiích připsala více peněz než druhá v hodnocení, golfistka Annika Sörenstamová. Potřetí také v Melbourne zvítězila se sestrou Venus v ženské čtyřhře.
Na pařížském Open GDF SUEZ odstoupila před semifinále s Dementěvovou pro zranění kolena. Do turnaje Barclays Dubai Tennis Championships z kategorie Premier 5 v rámci okruhu WTA 2009 nastupovala jako nejvýše nasazená tenistka. Ve čtvrtfinále přehrála bývalou světovou jedničku Srbku Anu Ivanovićovou, skončila ovšem na raketě sestry Venus po semifinálové prohře.
Na turnaji Sony Ericsson Open v Key Biscayne, z kategorie Premier Mandatory, postupně zdolala tři nejlepší čínské hráčky, a to světovou třicet čtyřku Pcheng Šuaj, poté sedmnáctou nejlepší tenistku světa Čeng Ťie a nakonec čtyřicítku Li Na, čímž se probojovala do semifinále, v němž oplatila poslední porážku sestře Venus. Na turnaji hrála se zraněním stehna a ve finále nestačila na jedenáctou nasazenou Bělorusku Viktorii Azarenkovou.
Finálová prohra se stala první ze šňůry čtyř nevyhraných zápasů v řadě, což je dosud v tomto ohledu její osobní rekord. Na třech odehraných antukových turnajích odešla poražena hned v prvním kole, včetně událostí kategorie Premier 5 Internazionali d'Italia v Římě a Premier Mandatory Mutua Madrilena Madrid Open. 20. dubna musela po nevyrovnaných výkonech přenechat post světové jedničky Rusce Safinové. Přestože před French Open nevyhrála ani jeden zápas na antuce, ve druhém grandslamu sezóny došla až do čtvrtfinále, v němž podlehla budoucí vítězce Světlaně Kuzněcovové po vyrovnaném boji. Tato prohra přerušila její sérii osmnácti grandslamových výher v řadě.

Williamsová na Australian Open 2009

Svou formu opět zlepšila ve Wimbledonu. V semifinále musela proti čtvrté nasazené Rusce Dementěvové odvracet mečbol, přesto utkání dovedla do vítězného konce. Ve finále se střetla se starší sestrou Venus, kterou přehrála a získala třetí titul z dvouhry nejslavnějšího turnaje světa, celkově jedenáctý grandslamový. Ačkoli byla ve dvouhře aktuální vítězkou tří ze čtyř grandslamů, nestačilo to na pozici světové jedničky, kterou nadále zůstala Safinová. Jízlivými poznámkami se tak veřejně zmínila o systému přidělování bodů do žebříčku WTA. Spolu s Venus obhájily titul v ženské čtyřhře a připsaly si celkově devátý grandslam v této soutěži.
Po Wimbledonu odehrála dva turnaje kategorie Premier. Prvním z nich byl Western & Southern Financial Group Women's Open v Cincinnati, na němž vypadla ve třetím kole, druhým pak Rogers Cup, kde v semifinále podlehla světové pětce Dementěvové.
Do US Open vstupovala jako druhá nasazená tenistka. Grandslam pro ni skončil v semifinále, v němž ji zastavila příští vítězka Belgičanka Kim Clijstersová, která se na dvorce vrátila po osmnácti měsíční mateřské dvolené. Zápas provázely vyhrocené momenty. Ve chvíli, kdy Williamsová podávala za stavu 15–30 při poměru gamů 4–6 a 5–6, čárová rozhodčí zahlásila při jejím druhém podání chybu nohou, což automaticky znamenalo dva mečboly pro belgickou soupeřku. Raketou začala rozrušeně gestikulovat směrem k lajnové rozhodčí a sprostě se na ni ohradila: „Přísahám Bohu, že vezmu ten zasranej míček a narvu ho do tvýho zasranýho krku.“ Toto nesportovní chování vyústilo v penalizaci od hlavní rozhodčí zápasu. Ta jí udělila trestný míček – jednalo se o druhý prohřešek, již předtím obdržela varování za hození rakety – a zápas tak skončil bez aktivní dohry na dvorci, pro Clijstersovou. Následující den obdržela nejvyšší možnou pokutu turnaje, a to 10 000 dolarů plus 500 dolarů za hození rakety. Incident byl poté vyšetřován Grandslamovým výborem. V listopadu 2009 vydal prohlášení, že musí uhradit pokutu ve výši 175 000 dolarů, jinak jí bude zakázán start na příštím US Open nebo jiném grandslamovém turnaji. Začalo ji také běžet dvouleté zkušební období, ve kterém se nesmí během grandslamu dopustit žádného nezdvořilého či agresivního chování, pod hrozbou zákazu startu na nejbližším ročníku US Open. Pokud nebude zaznamenán žádný takový incident ve stanovené lhůtě pokuta se jí sníží na 82 500 dolarů. Hráčka se za své chování odmítla omluvit, jak na pozápasové tiskové konferenci, tak v oficiálním prohlášení vydaném následujícího dne. Omluvu čárové rozhodčí vyjádřila až dva dny po zápase. Ze čtyřhry hrané s Venus nebyla diskvalifikována a sesterský pár grandslam vyhrál, třetí ženskou čtyřhru ze čtyř možných v aktuální sezóně a celkově desátý společný titul.

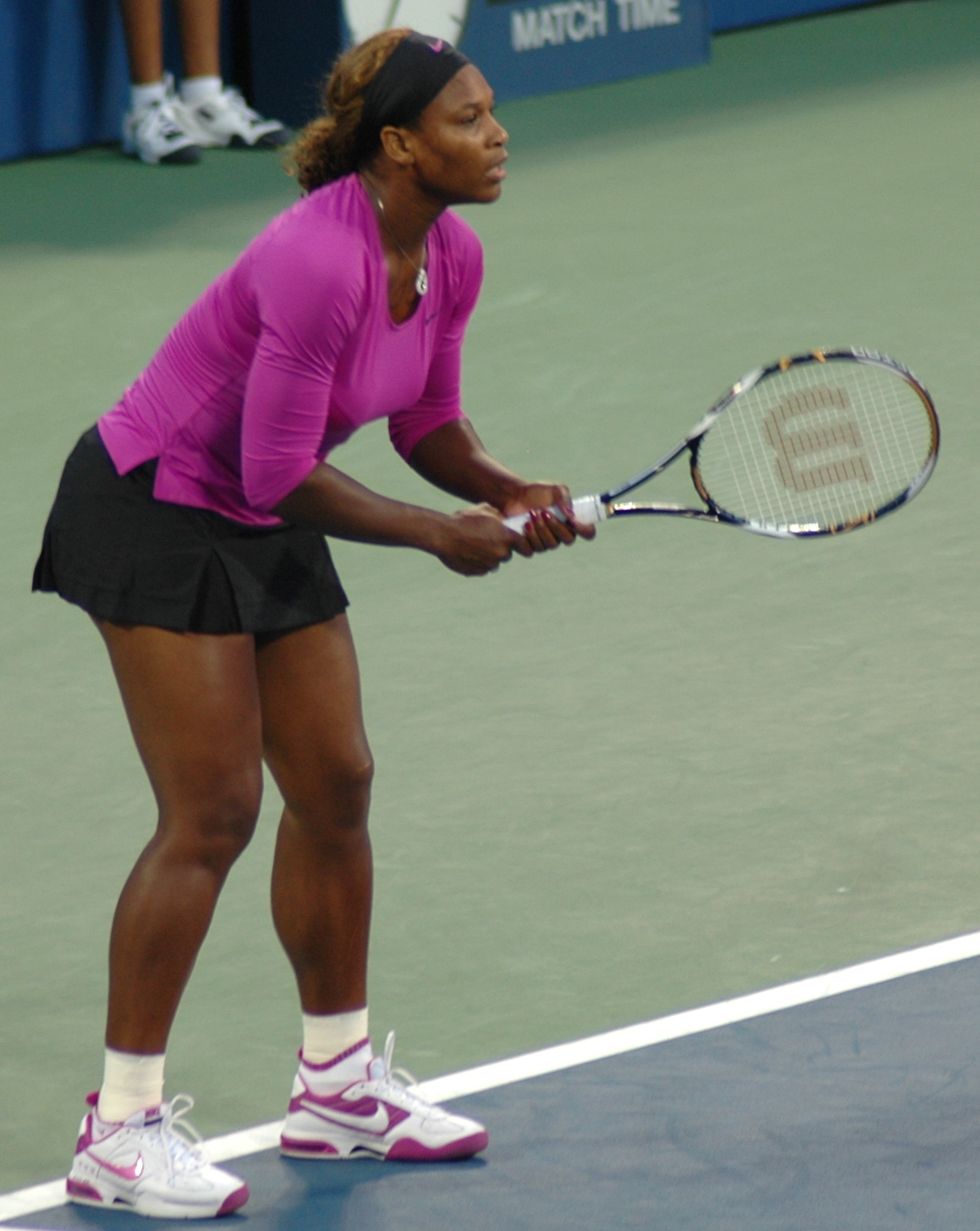
Williamsová na US Open 2009.

Po US Open odehrála dva turnaje. Nejdříve událost z kategorie Premier Mandatory China Open v Pekingu, kde byla vyřazena ve třetím kole Ruskou Naděždou Petrovovou a nakonec turnaj mistryň WTA Tour Championships v katarském Dauhá, na němž v Robinově skupině postupně porazila světovou sedmičku Venus Williamsovou, pětku Dementěvovou a trojku Kuzněcovovou. V utkání se sestrou odvrátila mečbol v tiebreaku třetího rozhodujícího setu. Semifinálový zápas zůstal nedohrán, protože aktuální finalistka z US Open Wozniacká za stavu 6–4, 0–1 utkání skrečovala. Ve finále se opět střetla se sestrou Venus, podruhé během čtyř dnů, a podruhé v řadě zvítězila nad unavenou a chyby produkující sourozenkyní. Získala tak druhé singlové vítězství z turnaje mistryň.
Sezónu podruhé v kariéře zakončila jako nejlepší hráčka světa na 1. místě žebříčku. Odehrála v ní celkem 16 turnajů, což bylo více než kdy předtím. Překonala také absolutní rekord Justine Heninové z roku 2007 ve výši výdělku za jednu sezónu, když si na odměnách okruhu 2009 připsala 6 545 586 dolarů. Ve čtyřhře sestry Williamsovy zakončily shodně na druhém místě žebříčku, přestože odehrály pouhých šest turnajů, ostatní tenistky umístěné na předních pozicích hrají minimálně 16 a více turnajů. Připsala si pět grandslamových vítězství, dvě ve dvouhře a tři ve čtyřhře, celkově jich na svém kontě měla dvacet tři.
Agentura Associated Press jí vyhlásila Sportovkyní roku, když ve volbě drtivě vyhrála, získala 66 z celkových 158 hlasů – žádný jiný kandidát neobdržel více než 18 hlasů. Mezinárodní tenisová federace ji pak vyhlásila mistryní světa ve dvouhře i čtyřhře.

### 2010: Pokračující dominance

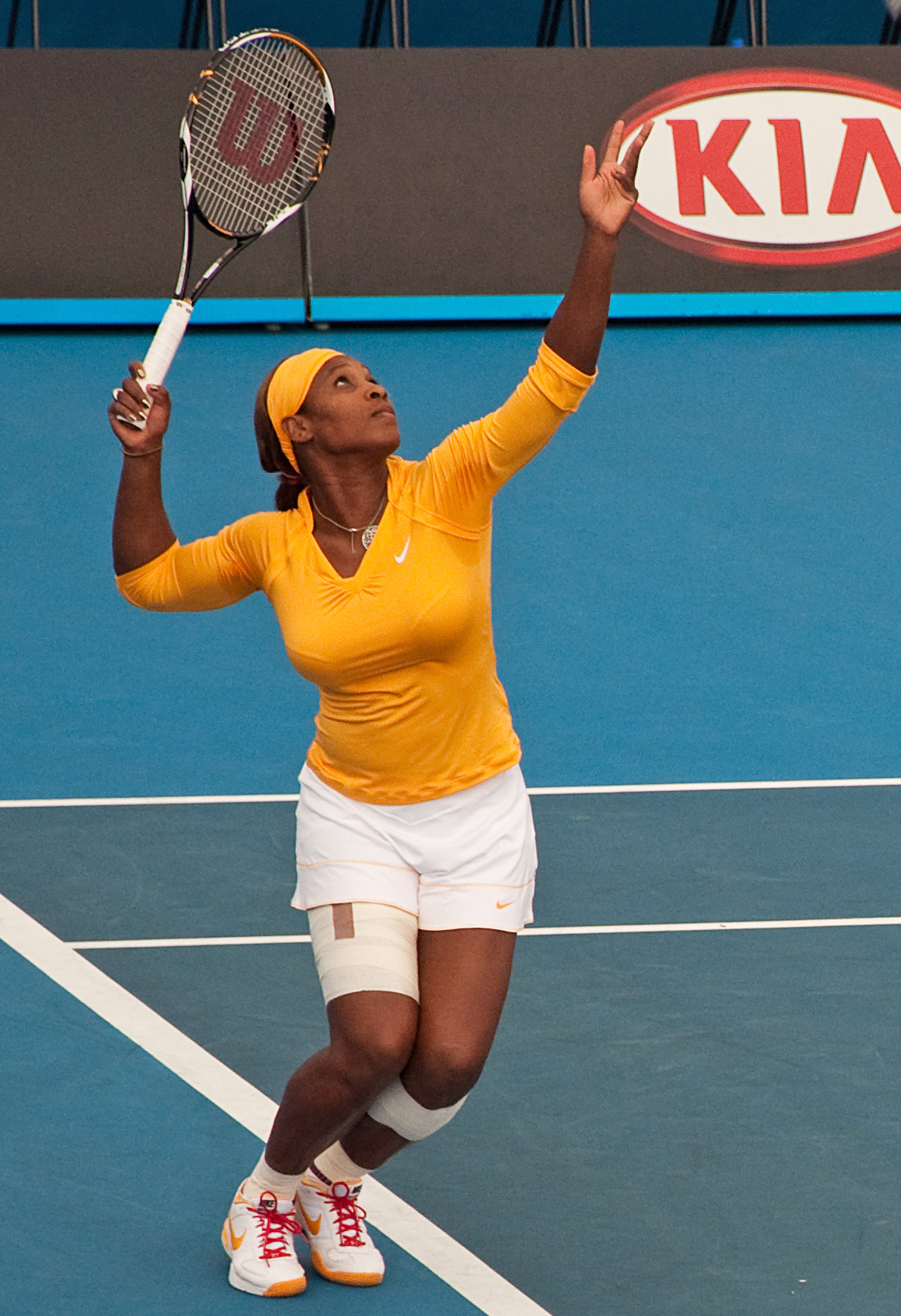
Williamsová podává na Australian Open 2010, kde získala double – titul v ženské dvouhře i čtyřhře.

Premiérovou událostí sezóny 2010 se pro ni stal turnaj v Sydney. V semifinále si poradila s Francouzkou Aravane Rezaïovou, přestože ve druhé sadě již prohrávala 2–5 a byla dva míče od vyřazení. Ve finálovém utkání nestačila na obhájkyni titulu a světovou pětku Jelenu Dementěvovou.
Na prvním grandslamu roku Australian Open obhajovala trofeje z dvouhry a společně s Venus i ze čtyřhry. Do čtvrtfinále prošla bez ztráty jediného ztraceného servisu i setu, vyřadila v něm Bělorusku Viktorii Azarenkovou po náročném boji když ve druhém setu prohrávala 0–4 a byla blízko prohry. V semifinále přehrála šestnáctou nasazenou Li Na poté, co proměnila až pátý mečbol, jenž znamenal postup do pátého singlového finále tohoto turnaje a celkově patnáctého v kariéře. V něm porazila šampiónku z roku 2004 Belgičanku Justine Heninovou ve třech sadách a připsala si dvanáctý grandslam ve dvouhře, čímž v rámci otevřené éry předčila Australanku Margaret Courtovou s 11 tituly. Utkání s Heninovou bylo premiérovým finálovým zápasem na grandslamu. Poprvé od dablu Jennifer Capriatiové v letech 2001–02 se Američanka stala první, které se podařilo obhájit trofej. Také ve čtyřhře úspěšně završily obhajobu se sestrou Venus, když bez větších problémů ve finále zdolaly světové jedničky Caru Blackovou a Liezel Huberovou.
Zranění dolní končetiny si vynutilo její odhlášení z dalších pěti turnajů, včetně dvou událostí kategorie Premier 5 Barclays Dubai Tennis Championships a kategorie Premier Mandatory Sony Ericsson Open ve floridském Key Biscayne.
Na okruh se vrátila až římským Internazionali BNL d'Italia, kde se probojovala do semifinále, v němž podlehla Srbce Jeleně Jankovićové. Za stavu 5–4 ve třetí sadě měla mečbol, který ovšem neproměnila a následně nevyužila ani nadějný stav vedení 5–2 v rozhodujícím tiebreaku.
Na Mutua Madrileña Madrid Open měla v prvním kole volný los. Utkání druhého kola se stalo nejdelším v její dosavadní kariéře. Zahrála v něm 73 nevynucených chyb, přesto po třech hodinách a dvaceti šesti minutách udolala Rusku Věru Duševinovou. Ve druhé sadě odvrátila za stavu 5–6 mečbol soupeřky a v úvodu třetího setu si poranila horní končetinu. Následující zápas prohrála se šestnáctou nasazenou Naděždou Petrovovou. Proměnila pouze dva z osmi nabízených brejkbolů Rusky. Ženskou čtyřhru vyhrály společně s Venus.

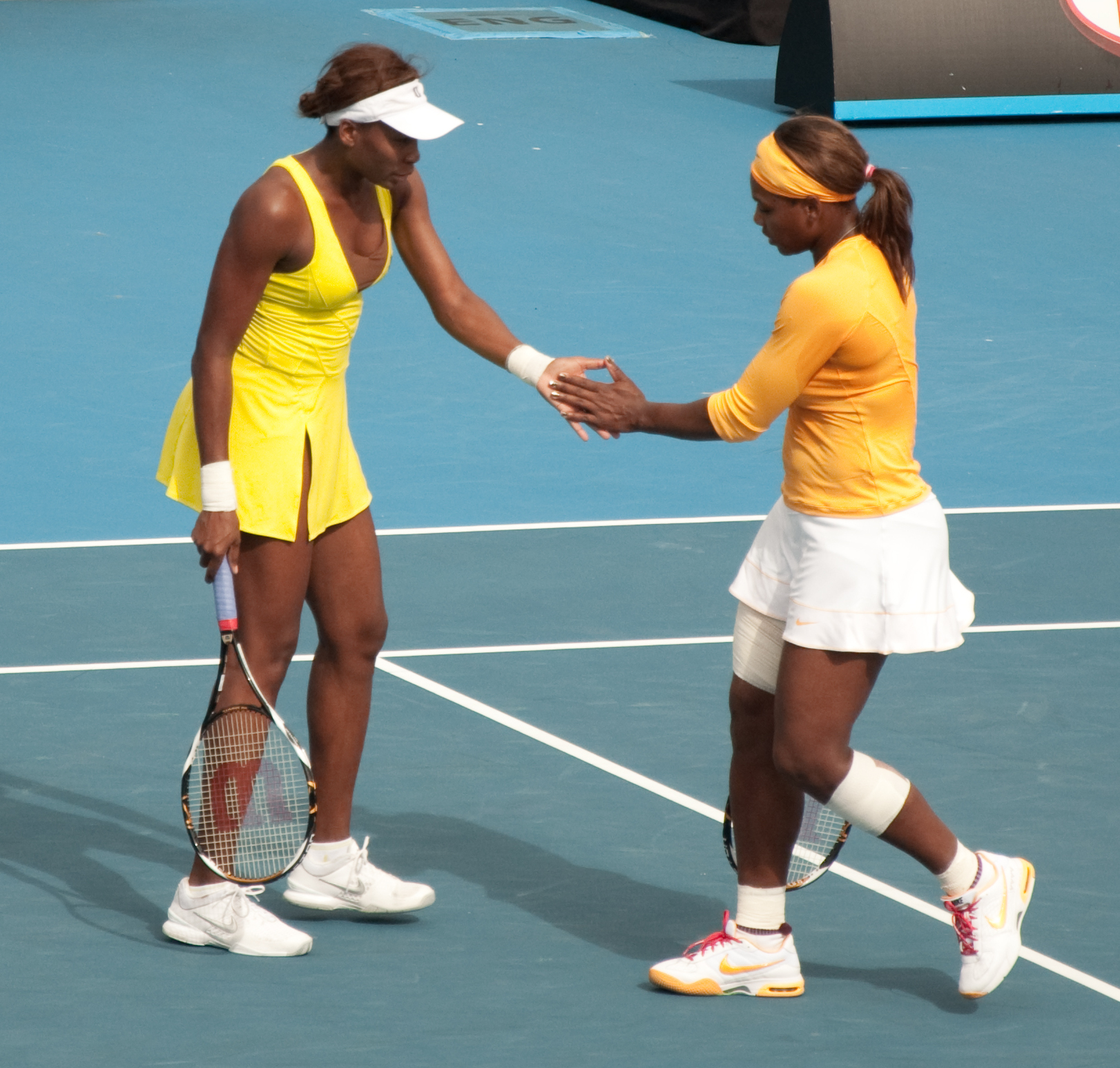
Sestry Williamsovy na Australian Open

Na druhém grandslamu roku French Open prošla snadno přes první tři kola, v osmifinále přehrála Šachar Pe'erovou, ovšem ve čtvrtfinále podlehla Australance Samantě Stosurové. Během zápasu zahrála 46 nevynucených chyb a promarnila možnost ukončit duel, když neproměnila mečbol za stavu 5–4 v rozhodujícím setu. Jednalo se o první grandslam od French Open 2008, který nevyhrála nebo nebyla poražena budoucí vítězkou turnaje. Od roku 2003 zde nepostoupila dále než do čtvrtfinále. Ve čtyřhře byly s venus prvním nasazeným párem. Po semifinálové výhře nad Huberovou a Anabel Medinaovouu Garriguesovou si poprvé v kariéře zajistily 1. místo na žebříčku WTA pro čtyřhru, i přes významně nižší počet odehraných turnajů na okruhu než ostatní tenistky. Ve finále pak přehrály dvanáctou nasazenou česko-slovinskou dvojici Květa Peschkeová a Katarina Srebotniková po hladkém průběhu a získaly čtvrtý grandslam v ženské čtyřhře za sebou.
V úvodním kole Wimbledonu porazila mladou Portugalku Michelle Larcherovou de Britovou poté, co prezentovala vynikající první servis s patnácti zahranými esy. Ve druhém kole si hladce poradila s Annou Čakvetadzeovou a následovala další výhra se Slovenkou Dominikou Cibulkovou, opět doplněna výjimečným servisem s 20 zahranými esy. V osmifinále přehrála bývalou wimbledonskou vítězku Marii Šarapovovou, když v první sadě odvrátila tři setboly a celkově nastřílela 19 es. Čtvrtfinálové utkání vyhrála s Číňankou Li Na, aby se v semifinále střetla s překvapením turnaje Češkou Petrou Kvitovou, jíž porazila , přestože v prvním setu na ni měla soupeřka break. Ve čtyřhře s Venus vyhrály poslední dva ročníky. Hattrick se jim ovšem nezdařil, když ve čtvrtfinále nestačily na ruskou dvojici Jelena Vesninová a Věra Zvonarevová, jíž podlehly ve třech sadách
Dne 3. června 2010 triumfovala bez jakýchkoli problémů ve finále ženské dvouhry nad Věrou Zvonarevovou. Ruska si nevytvořila ani jedinou brejkbolovou šanci, zatímco Američanka třikrát prolomila její podání. Mimo jiné, v sedmi odehraných zápasech neztratila jediný set. Získala tak 13. grandslamový titul ve dvouhře. Devítinásobná vítězka wimbledonské dvouhry Martina Navrátilová označila její servis za nejlepší, který kdy od ženy viděla, jednoduše „úžasný“. S celkově zahranými 89 esy překonala rekord v nejvyšším počtu zahraných es tenistkou na jednom grandslamovém turnaji. Finalistka prohlásila, že Serena často mění umístění, rotaci a sílu při podání. Navrátilová dodala, že ji řadí mezi pět nejlepších tenistek historie, protože „velikost hráče nespočívá pouze v počtu vyhraných grandslamů či turnajů, ale také v jeho komplexním pojetí hry. A ve všech těchto kvalitách dosáhla Serena vrcholu.“
Po wimbledonské výhře se objevila na obálce časopisu Sports Illustrated. V srpnu před US Open oznámila, že se na doporučení lékařů nezúčastní posledního grandslamu sezóny. Pro dlouhodobou herní absenci ji 11. října na prvním místě žebříčku WTA vystřídala dvacetiletá Dánka Caroline Wozniacká. Do konce sezóny již neodehrála žádný zápas. Rok zakončila na 4. místě singlového žebříčku, když za celý rok odehrála pouze šest turnajů. V deblovém umístění skončila na 11. místě se čtyřmi odehranými událostmi.

### 2011: Návrat po zranění

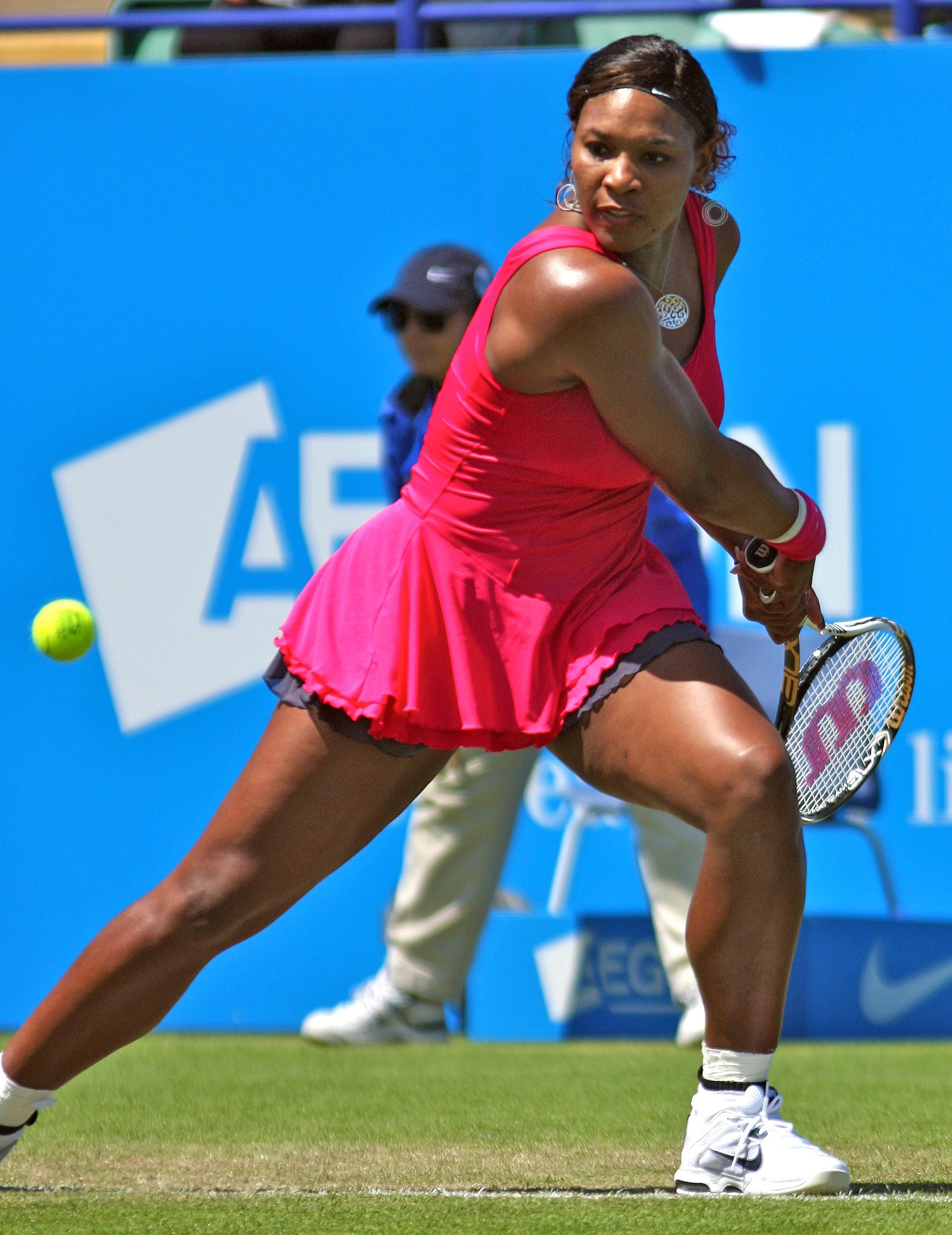
Anglickým turnajem AEGON International se vrátiia na okruh

Pro pokračující zotavování po zranění nohy se na začátku sezóny odhlásila z Hopmanova pojáru i úvodního grandslamu Australian Open. Dne 2. března 2011 potvrdila informaci, že u ní došlo ke vzniku hematomu a rozvoji plicní embolie.
Na okruh se vrátila turnajem v Eastbourne AEGON International, na němž vyhrála první zápas od předchozího Wimbledonu nad Cvetanou Pironkovovou. Ve druhém kole ji vyřadila třetí nasazená Ruska Věra Zvonarevová po třech hodinách hry.
Následoval Wimbledon, do kterého přijížděla jako obhájkyně titulu. Přestože na žebříčku figurovala na 26. příčce, pořadatelé ji nasadili jako turnajovou sedmičku. V úvodním kole zdolala francouzskou dvojku Aravane Rezaïovou, poté si poradila s Rumunkou Simonou Halepovou a ve třetí fázi s Marií Kirilenkovou. V osmifinále pak nestačila na turnajovou devítku Marion Bartoliovou.
V letní části sezóny se objevila na amerických betonech ve Stanfordu, kde z pozice nenasazené hráčky přešla v úvodních dvou kolech přes Anastasii Rodionovovou a Kirilenkovou. Ve třetím dějství turnaje ji čekala aktuální wimbledonská finalistka Maria Šarapovová, s níž si poradila ve dvou setech. Mezi posledními čtyřmi zdolala wimbledonskou semifinalistku Sabine Lisickou a první titul sezóny si připsala, když ve finále oplatila wimbledonskou porážku Bartoliové po výhře ve dvou sadách. Triumf pro ni představoval 38. vítězství na okruhu WTA ve dvouhře.
Následně se účastnila kanadského Rogers Cupu, kde po vyřazení Aljony Bondarenkové, postoupila bez ztráty setu také přes Němku Julii Görgesovou. Následovaly třísadové výhry nad Čeng Ťie a Lucií Šafářovou, po nichž v semifinále narazila na jednu z tenistek s nejstabilnějšími výkony v probíhající sezóně Viktorii Azarenkovou. Po výhře nad Běloruskou postoupila do druhého finále v řadě. V něm na její raketě skončila zlepšující se australská hráčka Samantha Stosurová a připsala si 39. singlový titul kariéry.

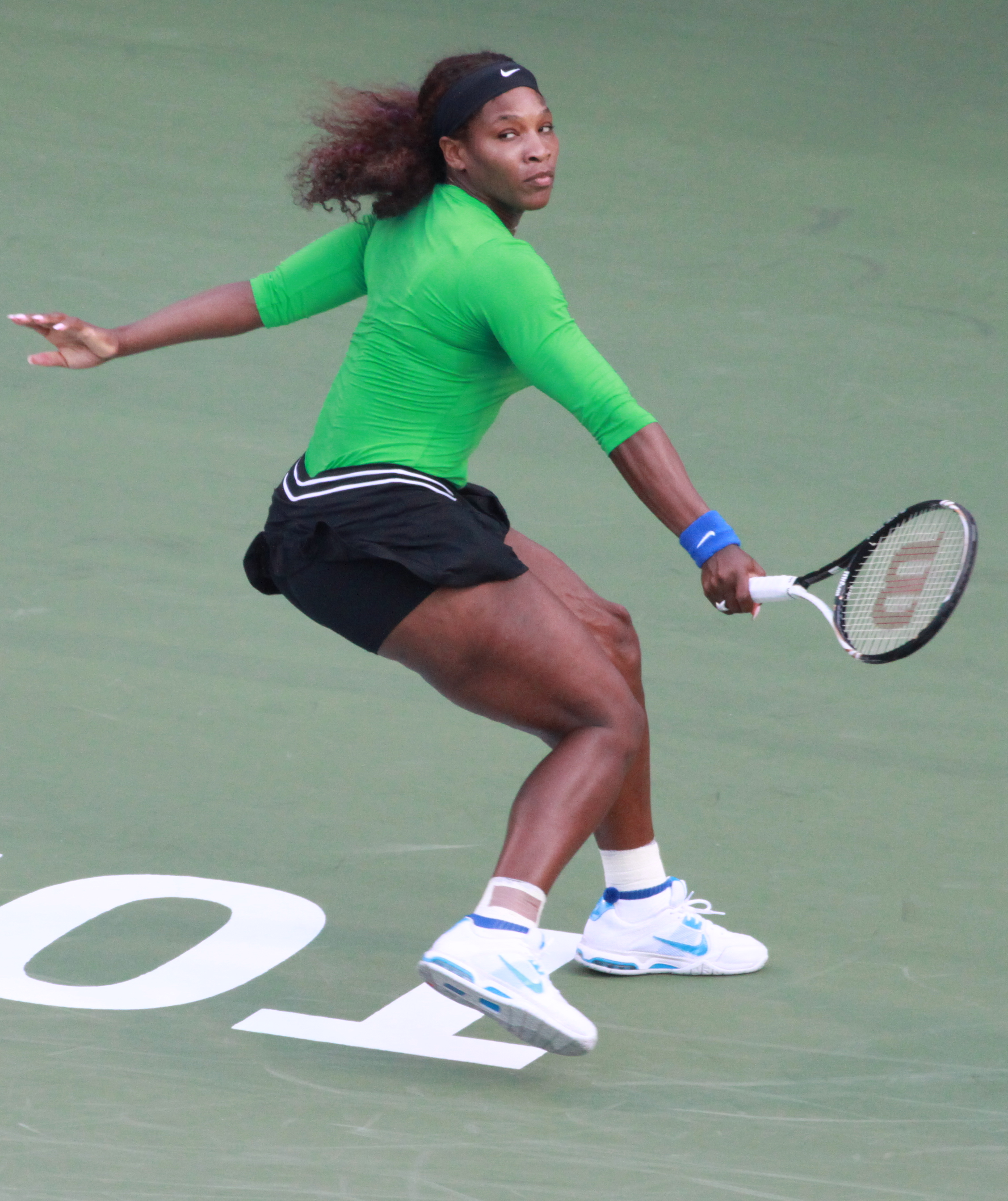
Na torontském Canada Masters

Na cincinnatském turnaji nejdříve porazila Češku Lucii Hradeckou, aby do druhého kola již nenastoupila pro zranění pravého palce na noze.
Do posledního newyorského grandslamu roku US Open vstupovala jako turnajová dvacet osmička. Na cestě do finále prošla přes mladou Srbku Bojanu Jovanovskou, Nizozemku Michaëllua Krajicekovou, Bělorusku Azarenkovou a po dalších dvousetových výhrách nad Anou Ivanovićovou, Anastasií Pavljučenkovovou se probojovala do semifinále. V něm porazila světovou jedničku Caroline Wozniackou. V boji o titul jí pak předešlou finálovou prohru oplatila Samantha Stosurová. V utkání došlo k incidentu Williamsové s hlavní řeckou rozhodčí zápasu Evou Asderakiovou, která v první hře druhé sady učinila kontroverzní rozhodnutí. Během výměny za stavu 30:40, jež znamenala breakbol pro Australanku, Williamsová po odehrání míče zakřičela s viditelnou prodlevou, v momentu kdy se Stosurová snažila dosáhnout na míč, jejž nezachytila. Měla tak následovat shoda. Rozhodčí však využila pravidla o úmyslném vyrušení soupeřky během hry a míč přidělila Australance, která získala první hru. Američanka s protesty neuspěla, a po zbytek následně prohraného zápasu, pokračovala s narážkami vůči ní. Po skončení utkání jí odmítla podat ruku a při následném komentáři míč označila „za vítězný (winner), který ale nebyl započítán“. Vrchní rozhodčí turnaje se později hlavní rozhodčí utkání zastal a inkriminované rozhodnutí označil za správné.
Finále na US Open představovalo její poslední utkání sezóny. Rok zakončila na 12. místě se dvěma tituly a bilancí dvacet dva výher a tří proher. Celkově odehrála pouze šest turnajů.

### 2012: Singlový Golden Slam a dva grandslamy

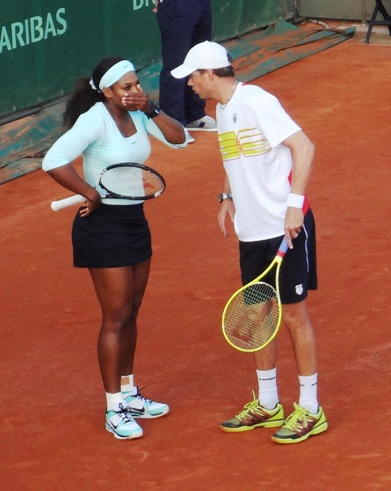
Poprvé od Australian Open 1999 nastoupila do mixu na grandslamu French Open, a to s Bobem Bryanem

Sezónu zahájila premiérovou účastí na Brisbane International v rámci přípravy na Australian Open. Během zápasu s Bojanou Jovanovskou si v gamu, kdy již podávala na vítězství v utkání, zranila pravý kotník. Důsledkem bylo odstoupení z turnaje. Do melbournského Australian Open se stihla zotavit a jako dvanáctá nasazená neztratila v úvodních třech kolech žádný set. V osmifinále však podlehla Rusce Jekatěrině Makarovové. Poté odehrála vítěznou dvouhru za americký tým v úvodním kole Světové skupiny II Fed Cupu nad Anastasií Jakimovovou ve třech setech, čímž pomohla Američankám k výhře nad Běloruskem 5:0 na zápasy a postupu do baráže o Světovou skupinu.
Na floridském Miami Masters jako desátá nasazená oplatila porážku z US Open Australance Stosurové. Vítězství jí zajistilo návrat do elitní světové desítky. Ve čtvrtfinále však nestačila na Dánku Caroline Wozniackou. Následující týden zaznamenala premiérovou finálovou účast v sezóně, které dosáhla na turnaji v Charlestonu hraném na zelené antuce. V semifinále přešla hladce přes Stosurovou a v boji o titul ztratila jediný game s Lucií Šafářovou. Jednalo se o jubilejní 40. titul její kariéry ve dvouhře na okruhu WTA. Na žebříčku postoupila na 9. příčku.
Evropskou sezónu zahájila na modré antuce turnaje Mutua Madrileña Madrid Open, kde si jako nasazená devítka podruhé v řadě zahrála finále. Ve třetím kole zvládla utkání s Caroline Wozniackou. Čtvrtfinále znamenalo vyřazení soupeřky a světové dvojky Marie Šarapovové. Postupem do finále přes překvapení turnaje, kvalifikantku Lucii Hradeckou, se posunula na šesté místo světové klasifikace.
> V boji o madridský titul si pak snadno poradila se světovou jedničkou Viktorií Azarenkovou, čímž získala 41. singlovou turnajovou trofej.

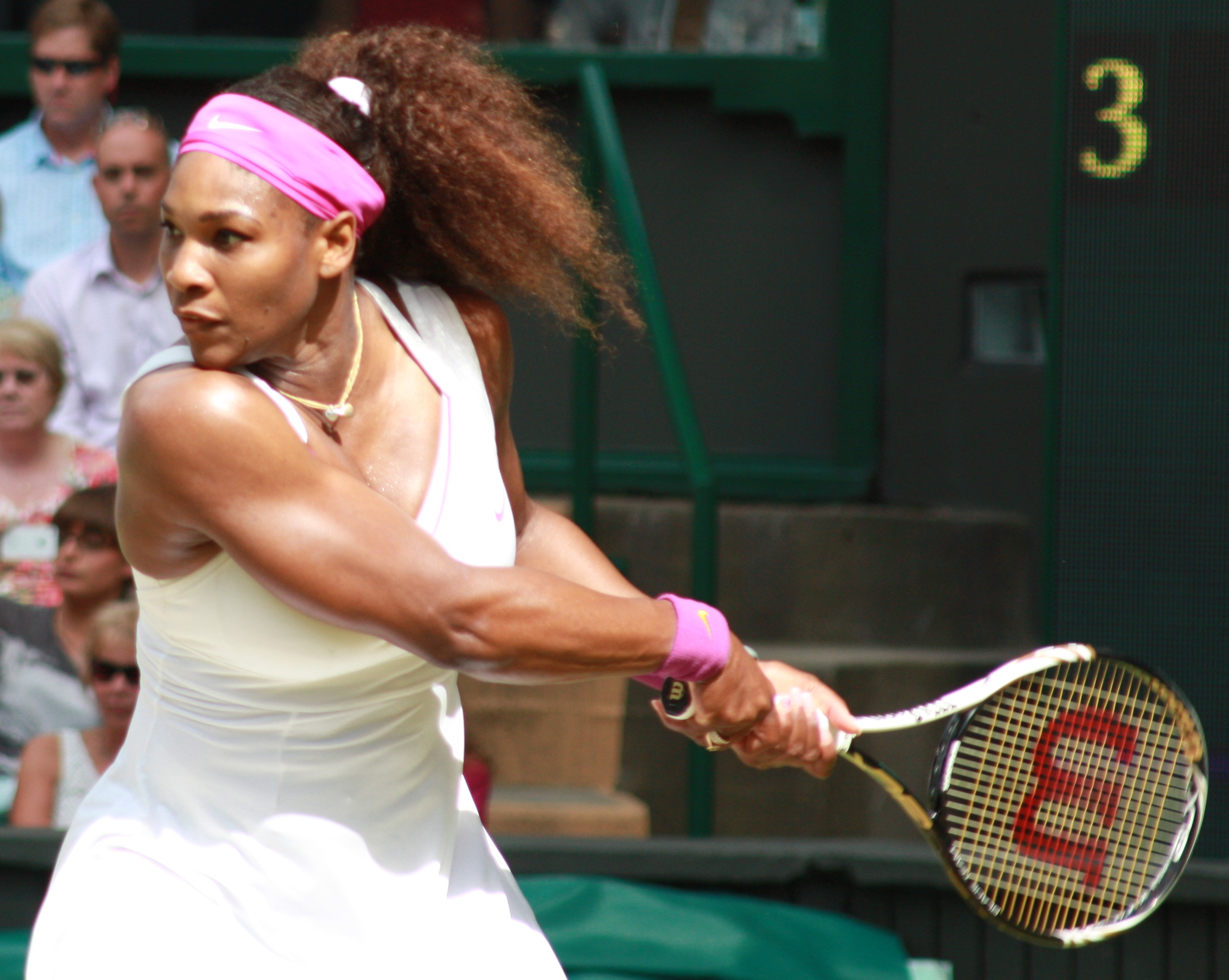
Semifinále Wimbledonu

Následně odletěla na Rome Masters, kde jako devátá nasazená došla do semifinále. Před jeho začátkem z turnaje odstoupila pro zádové zranění a Číňanka Li Na prošla do finále bez boje. Na žebříčku znovu postoupila o jedno místo na pátou pozici. Na pařížském grandslamu French Open zaznamenala jako jedna z favoritek negativní osobní rekord. Z pozice páté nasazené tenistky skončila již v úvodním kole na raketě 111. hráčky světa Francouzky Virginie Razzanové, což znamenalo první prohru v úvodním kole dvouhry Grand Slamu v kariéře. Roland Garros pro ni představoval 47. start v singlové grandslamové soutěži. Do smíšené čtyřhry pak nastoupila poprvé od Australian Open 1999. S krajanem Bobem Bryanem však vypadli v úvodní fázi turnaje, když nestačili na argentinský pár Gisela Dulková a Eduardo Schwank.
Do travnatého Wimbledonu vstupovala jako turnajová šestka. V úvodním kole si poradila s Barborou Záhlavovou-Strýcovou a následně také s Melindou Czinkovou. Ve třetím kole narazila na dvacátou pátou nasazenou čínskou hráčku Čeng Ťie. Ve vítězném třísetovém utkání nastřílela 23 es, což znamenalo nový ženský wimbledonský rekord. V osmifinále přešla přes Kazašku Jaroslavu Švedovovou a mezi posledními osmi se střetla s českou obhájkyní titulu Petrou Kvitovou, jíž nepovolila ani jeden set. Při semifinálové výhře nad světovou dvojkou Viktorií Azarenkovouá, opět posunula svůj nedávný rekord na 24 es zahraných v jediném utkání. V boji o mísu Venus Rosewater narazila na třetí hráčku světové klasifikace Polku Agnieszku Radwańskou, pro niž to byla debutová účast v grandslamovém finále. Williamsová si výhrou připsala 14. singlový grandslam kariéry a pátý wimbledonský, čímž se ve wimbledonské statistice vyrovnala starší sestře Venus.

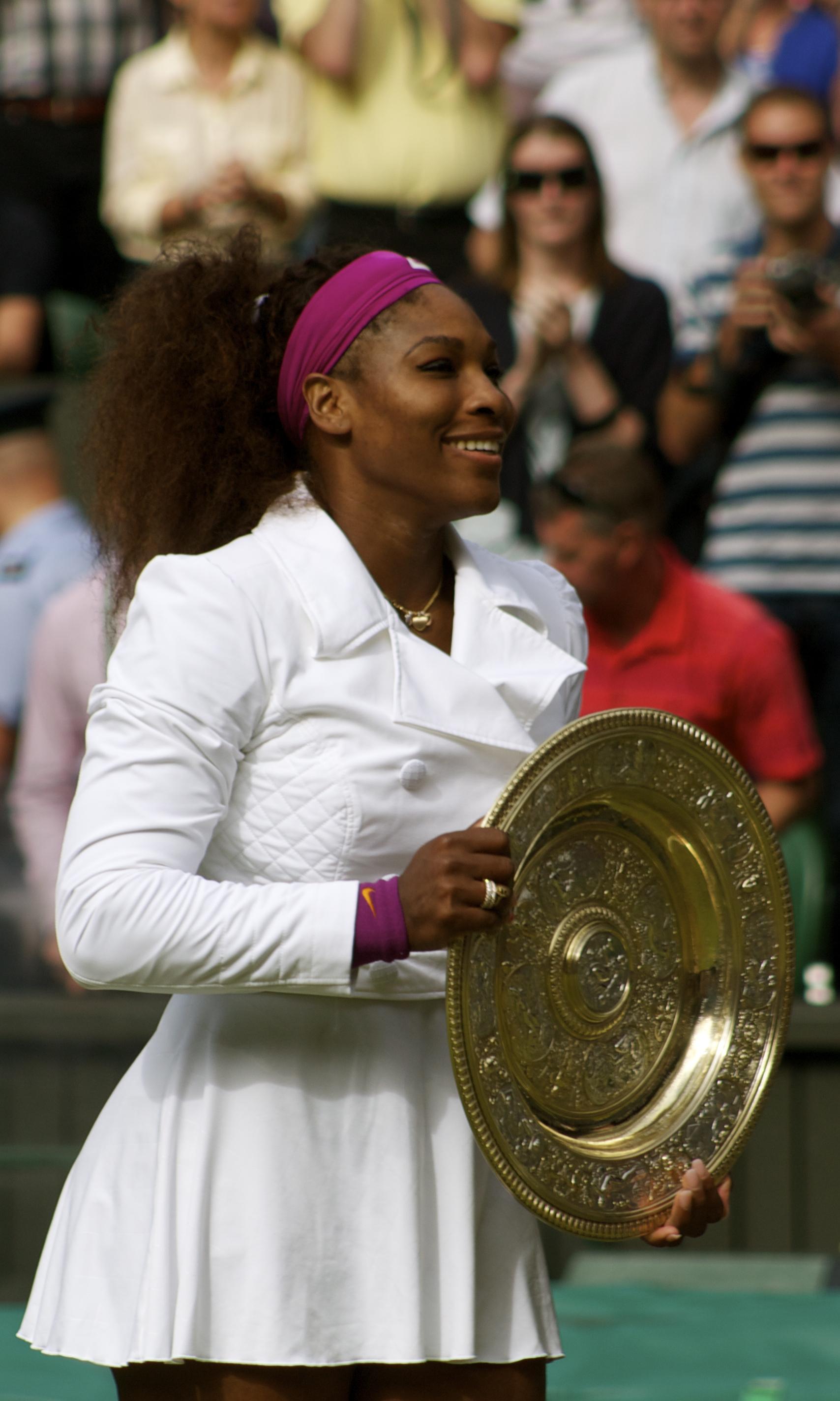
S mísou Venus Rosewater po zisku pátého wimbledonského titulu

Ve wimbledonské ženské čtyřhře nastoupila po boku Venus. Jednalo se o jejich první deblový turnaj od Wimbledonu 2010. Ve finále zdolaly šestý nasazený pár Češek Andrea Hlaváčková a Lucie Hradecká. Společně získaly pátý titul v této soutěži a celkově třináctý grandslamový.
Týden po londýnské události se objevila ve Stanfordu, kde obhajovala titul z pozice nasazené jedničky. Do finále se probojovala se ztrátou pouhých deseti gamů z předešlé části turnaje. Poprvé od roku 2004 se v boji o titul na americkém ženském turnaji utkaly dvě Američanky. Williamsová přehrála krajanku Coco Vandewegheovou, startující jako šťastnou poraženou Výhra pro ni znamenala 43. titul na okruhu.
Poté se vrátila zpět do Londýna, kde na přelomu července a srpna proběhly Letní olympijské hry. Hrálo se opět na trávě v All England Clubu. Semifinále ženské dvouhry proti běloruské světové jedničce Azarenkové pro ni znamenalo hladkou výhru. Ve finále pak deklasovala v nejjednoznačnějším zápase o olympijské zlato v historii Mariu Šarapovovou. Během šesti zápasů Williamsová ztratila pouze 17 her, což představovalo poměr 81 % vyhraných gamů. V celém turnaji, včetně ženské čtyřhry, neprohrála ani jeden set. Ziskem zlaté medaile ve dvouhře se po Steffi Grafové stala druhou tenistkou historie, která završila Golden Slam, tj. vyhrála na všech čtyřech grandslamech a také soutěž olympijských her ve dvouhře.
V ženské čtyřhře nastoupila se sestrou Venus a celou soutěž opět vyhrály, jako tři týdny předtím ve Wimbledonu. Finálový zápas měl dokonce stejné složení, když proti nim nastoupil čtvrtý nasazený pár Hlaváčková s Hradeckou. Zlatou medaili získaly Američanky výhrou ve dvou sadách4. Staly se tak prvními tenistkami, včetně mužských kategorií, které dokázaly vyhrát konkrétní olympijskou soutěž třikrát. Předešlé dva tituly získaly v letech 2000 a 2008. Současně obě sourozenkyně dokázaly jako první tenistky či tenisté získat na olympijských turnajích čtyři zlaté kovy.
Do US Open vstupovala jako čtvrtá nasazená. Předchozí formu z letní části potvrdila sérií 23 vítězných gamů, kterou zahájila za stavu 4–4 v prvním setu utkání třetího kola s Jekatěrinou Makarovovou a ukončila ji až při poměru 3–0 první sady čtvrtfinále proti Aně Ivanovićové. V semifinále si poradila s Italkou Erraniovou a v boji o titul zdolala světovou jedničku Azarenkovou ve třech setech, přestože v rozhodujícím dějství již prohrávala 3–5 na gamy. Následně však vyhrála čtyři hry a utkání dovedla do vítězného konce. Zařadila se tak po bok Steffi Grafové a starší sestry Venus Williamsové, jako třetí tenistka historie, která dokázala v jedné sezóně vyhrát Wimbledon, letní olympijské hry a US Open.
Sezónu uzavřela istanbulským Turnajem mistryň, do něhož vstupovala jako třetí nasazená. Poté, co v základní skupině porazila Kerberovou, Li i Azarenkovou, postoupila do semifinále, kde přešla přes Agnieszku Radwańskou. V boji o titul zdolala Šarapovovou. Připsala si tak třetí vítězství z této události.

### 2013: Kralování ženskému tenisu a dva Grand Slamy
Během sezóny vyhrála jedenáct singlových titulů, nejvíce ve své kariéře v rozmezí jediného roku. V únoru se vrátila na 1. místo žebříčku WTA, které již neopustila a na antuce neprohrála žádný zápas.

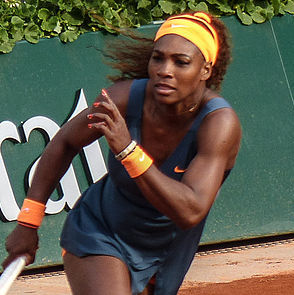
Během vítězného French Open 2013

Rok odstartovala titulem na Brisbane International, kde ve finále zdolala Anastasii Pavljučenkovovou. V celém turnaji ztratila pouze 17 her a na Australian Open přijížděla jako hlavní favoritka. V úvodním kole ženské dvouhry proti Gallovitsové-Hallové si však poranila kotník. Přesto prošla do čtvrtfinále, v němž ji vyřadila Sloane Stephensová.
Čtvrtfinálovou výhrou na únorovém Qatar Total Open nad Petrou Kvitovou, se pošesté vrátila do čela klasifikace WTA. Ve finále nestačila na Viktorii Azarenkovou. Po prohře však odstartovala šňůru 34zápasové neporazitelnosti na Sony Open Tennis, kde po zdolání Marii Šarapovové, slavila titul. Série pokračovala triumfem na Family Circle Cupu po finálovém vítězství nad Jelenou Jankovićovou,, trofejí z Mutua Madrid Open, kde na ni nestačila opět Šarapovová, a další turnajovou výhrou na římském Internazionali BNL d'Italia, kde si poradila s Azarenkovou.
Výbornou formu potvrdila svým druhým titulem z French Open, když v rozhodujícím střetnutí zdolala obhájkyni titulu Šarapovovou. Po Martině Navrátilové, Chris Evertové a Steffi Grafové se stala čtvrtou ženou, jež vyhrála každý z grandslamových turnajů alespoň dvakrát. Její neporazitelnost ukončila až v osmifinále Wimbledonu Němka Sabine Lisická.

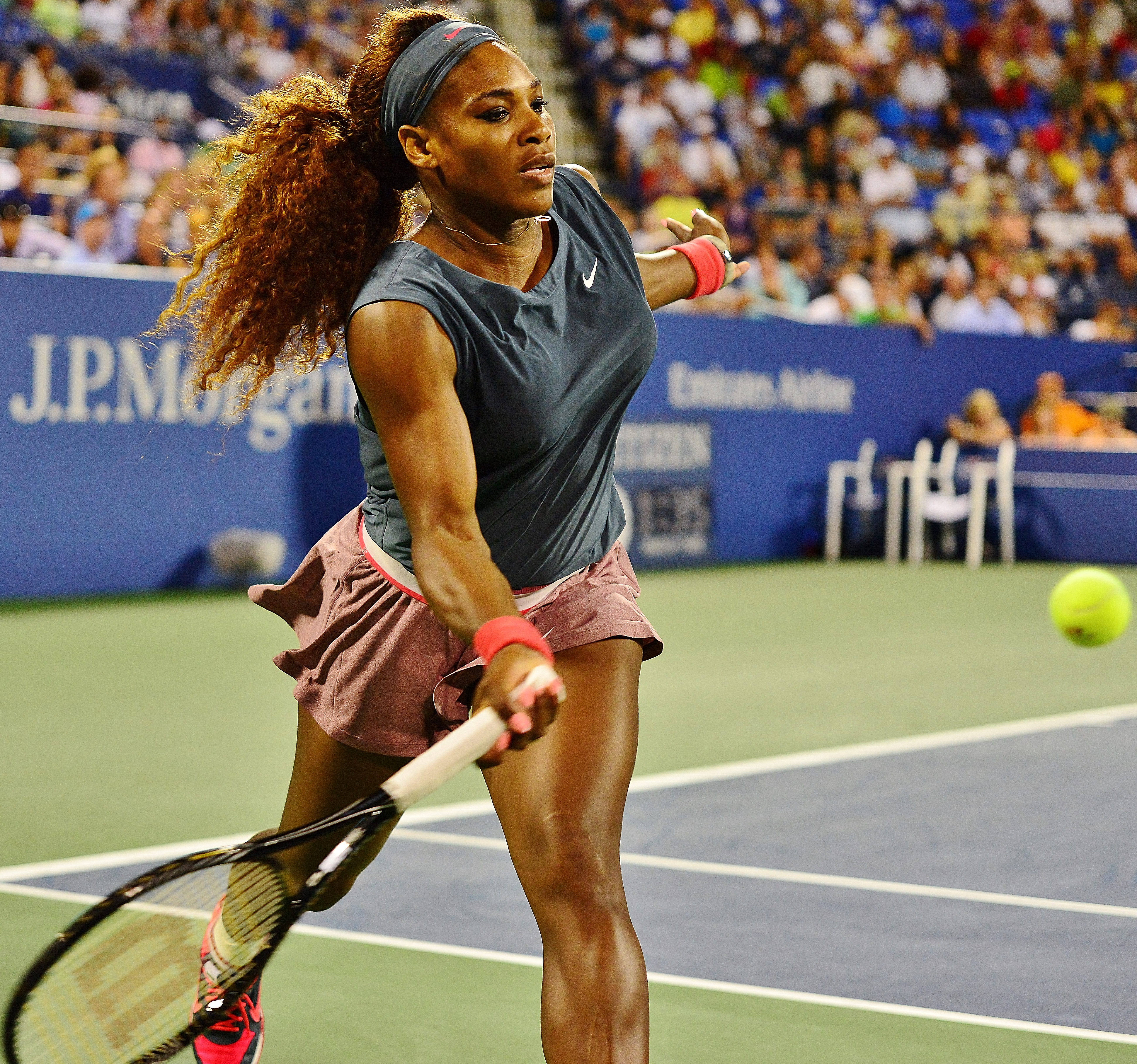
17. singlový grandslam vybojovala na US Open 2013

O tři týdny později si připsala premiérové vítězství kariéry v kategorii International na Swedish Open, kde si ve finále poradila se švédskou Johannou Larssonovou. Trofej znamenala, že v sezóně 2013 zůstala na antuce neporažena. Letní US Open Series rozehrála na Rogers Cupu, na němž získala osmý triumf roku po finálové výhře nad Soraně Cîrsteaové
. Do boje o titul se probojovala další týden na Cincinnati Masters a finálová účast jí zajistila výhru v celé sérii US Open. Turnaj však nevyhrála, když v posledním zápase byla nad její síly Viktoria Azarenková. Sedmnáctou grandslamovou trofej kariéry si připsala na US Open, kde ve finále oplatila Azarenkové čerstvou porážku. Na čínském China Open pak triumfovala podesáté v roce, když v duelu o titul hladce zdolala Jelenu Jankovićovou. Poprvé v kariéře tak během jedné sezóny dosáhla na dvouciferný počet titulů z dvouhry.
Podruhé za sebou vyhrála všech pět utkání na závěrečném Turnaji mistryň v Istanbulu, kde si po semifinálové výhře nad Jankovićovou poradila v boji o titul s čínskou turnajovou čtyřkou Li Na ve třech setech. Sezónu tak potřetí v kariéře zakončila na 1. místě žebříčku.

### 2014: Světovou jedničkou více než 200týdnů a 18.grandslam
V úvodu sezóny prodloužila svou neporazitelnost úspěšnou obhajobou Brisbane International na dvacet dva zápasů. V semifinále si počtrnácté v řadě poradila se čtvrtou hráčkou žebříčku Marií Šarapovovou a ve finále zdolala světovou dvojku Viktorii Azarenkovou po dvousetovém průběhu. Během Australian Open jí stěžovalo hru zranění. V osmifinále vypadla se Srbkou Anou Ivanovićou. Později sdělila, že uvažovala o odstoupení z turnaje před třetím kolem proti Hantuchové vzhledem k zádovým potížím. Mezi poslední čtyřku tenistek došla na Dubai Tennis Championships, kde byla nad její síly Francouzka Alizé Cornetová. Poprvé od srpnového Western & Southern Open 2012, nepočítaje grandslam, tak byla vyřazena již před branami finále, a poprvé od dané události také prohrála utkání bez zisku jediné sady.

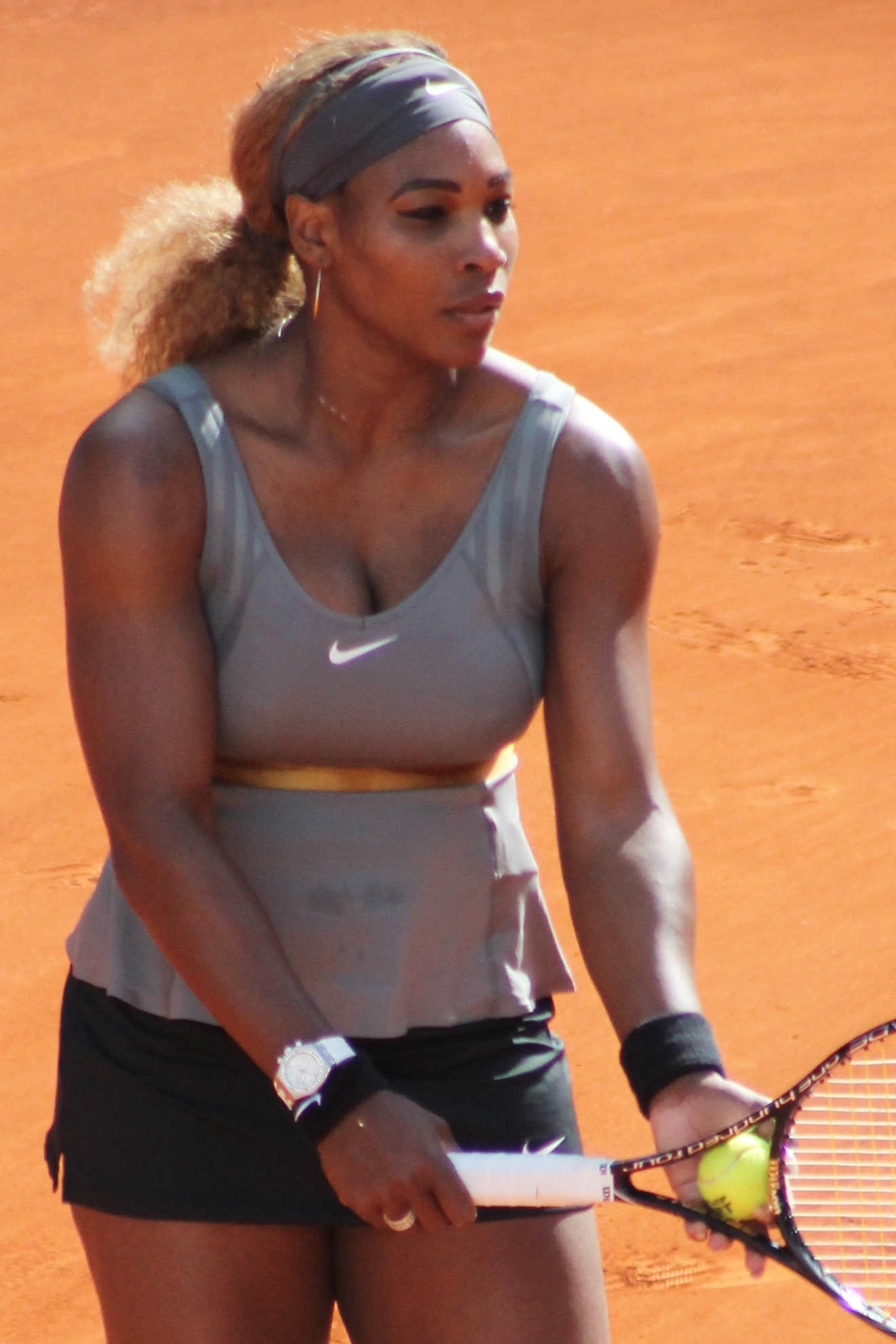
Podání na Madrid Masters 2014

Březnový Indian Wells Masters opět bojkotovala. V daných dvou týdnech překonala šestou v pořadí a dětský idol Moniku Selešovou v počtu 178 týdnů na čele světové klasifikace. Jako obhájkyně titulu přijížděla na Miami Masters, kde po semifinálovém vyřazení Šarapovové zdolala i Li Na a ziskem rekordního sedmého titulu z floridské události tak překonala Agassiho výkon. Na zelené antuce Family Circle Cupu překvapivě vypadla ve svém úvodním duelu druhého kola se Slovenkou Janou Čepelovou, když ji provázelo poranění dolní končetiny. Následně uvedla, že se cítí být vyčerpaná a na několik týdnů si potřebuje od tenisu odpočinout. Na dvorce se vrátila květnovým Madrid Masters, kde před čtvrtfinále s Petrou Kvitovou odstoupila pro zranění levého stehna. Ze šesté na druhou pozici v žebříčku WTA Race pro turnaj mistryň se posunula po třetím úspěšně obhájeném titulu v sezóně, když opanovala Rome Masters. Po semifinálové odplatě z lednového grandslamu s Ivanovićovou zvládla i finálový duel proti světové jedenáctce Saře Erraniové, která na ni uhrála jen tři gamy. Ve druhém kole navazujícího French Open však utržila nejhorší grandslamovou porážku v kariéře, když Španělce Garbiñe Muguruzaové dokázala odebrat po dvou hrách v každém setu.
Ve Wimbledonu si v prvních dvou kolech poradila s Annou Tatišviliovou a Chanelle Scheepersovou. Ve třetí fázi však překvapivě vypadla s Francouzkou Alizé Cornetovou, s níž utržila druhou prohru v roce. Jednalo se o její nejrychlejší wimbledonské vyřazení od sezóny 2005. Ze soutěže čtyřhry, kde hrála po boku Venus, musel sesterský pár utkání druhého kola skrečovat za stavu 0–3 na gamy, když mladší ze sourozenkyň nebyla schopna hry. Oficiálním prohlášením bylo sděleno za příčinu virové onemocnění. Následně se odhlásila ze Swedish Open.
Následovala vítězná vlna na amerických betonech, když vyhrála 19 z 20 dalších zápasů. Čtvrtý sezónní titul dobyla na stanfordském Bank of the West Classic. Cestou pavoukem přehrála tři hráčky elitní dvacítky – Ivanovićovou, Petkovicovou a Kerberovou. Ve vydání žebříčku z 4. srpna 2014 se stala pátou hráčkou v historii klasifikace WTA, která strávila na čele alespoň 200 týdnů. Na Canada Masters skončila v semifinále, když na její raketě nejdříve zůstaly Samantha Stosurová, Lucie Šafářová a Caroline Wozniacká, aby poté navzdory 19 zahraným esům nestačila na sestru Venus, poprvé od roku 2009 po sérii pěti výher.
Na šestý pokus vyhrála poprvé Cincinnati Masters, když ve finále přehrála Anu Ivanovićovou. Poté potřetí v řadě triumfovala na US Open, kde ji soupeřky nepřipravily o žádný set. V semifinále přešla přes vítězku debla Jekatěrinu Makarovovou a ve finále zdolala Dánku Caroline Wozniackou. Osmnáctý kariérní grandslam z dvouhry znamenal posun na 2. příčku statistik otevřené éry po bok Evertové a Navrátilové. Vyrovnala také rekord šesti titulů Evertové na US Open. Za výhru inkasovala 3 milióny dolarů a bonus 1 miliónu za prvenství v US Open Series, což znamenalo čtyřmiliónovou odměnu – k danému datu, nejvyšší výdělek v historii tenisu (včetně mužů). Jako první žena touto částkou také překročila hranici 60 miliónů dolarů, které v kariéře vydělala.
Na singapurském Turnaji mistryň utržila ve druhé fázi červené skupiny debakl od Simony Halepové, který znamenal konec 16zápasové neporazitelnosti na této akci. Rumunka ji také přivodila nejtěžší porážku za posledních 16 let. Zbylé dva duely nad Bouchardovou a Ivanovićovou světová jednička vyhrála a postoupila do semifinále. V něm zdolala Caroline Wozniackou až v tiebreaku rozhodující sady. Ve finále pak oplatila čerstvou prohru Halepové. Získala tak pátý titul z Turnaje mistryň, třetí v řadě, a počtvrté v kariéře zakončila rok na prvním místě žebříčku WTA. V průběhu sezóny neopustila jeho čelo ani na jeden týden. Takový výkon naposledy před ní dosáhla Němka Steffi Grafová v roce 1996. Stala se také nejlepší tenistkou okruhu WTA.

### 2015: Zisk druhého „Serena Slamu“

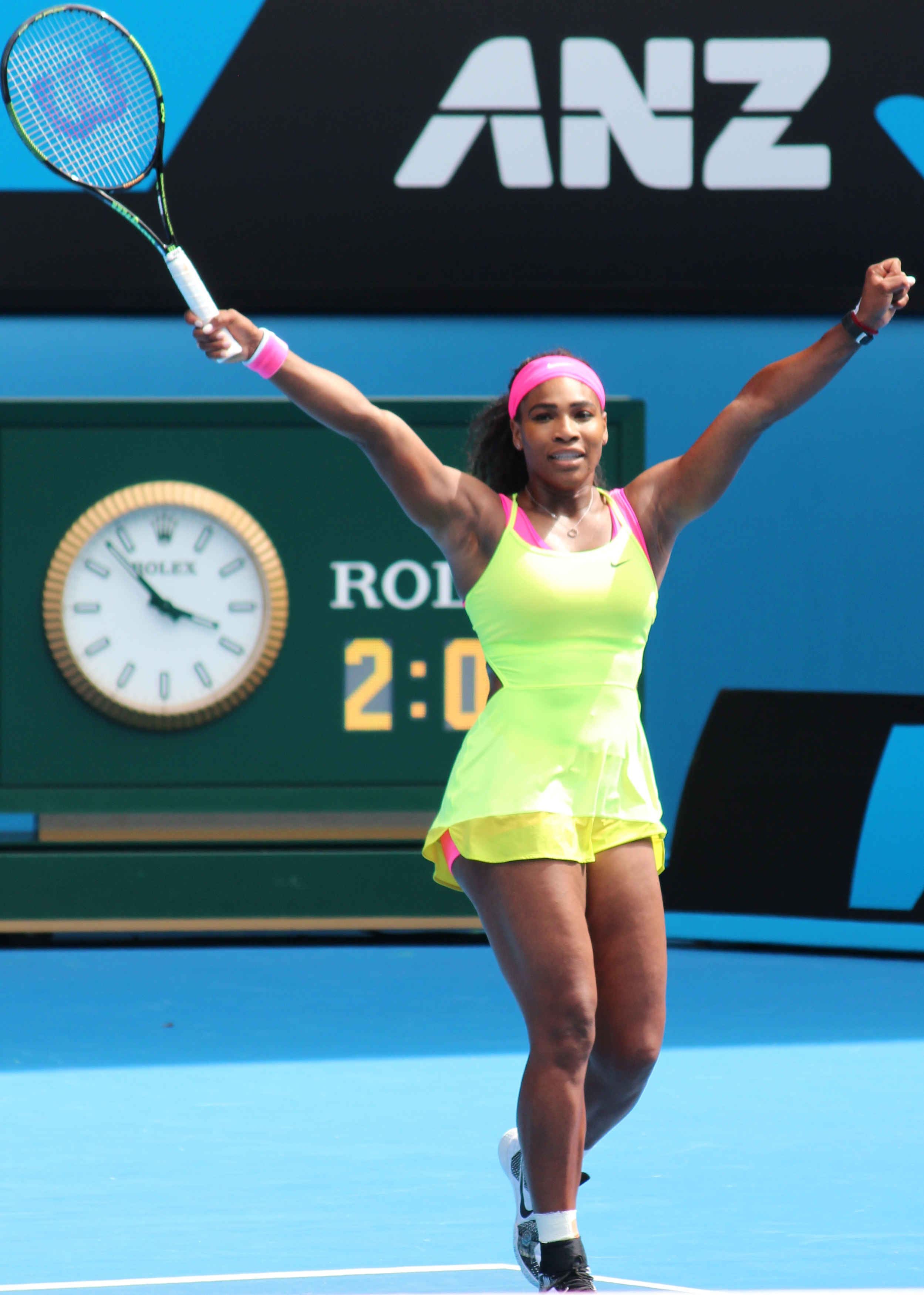
Šestý titul na Australian Open představoval 19. Grand Slam

Sezónu potřetí rozehrála jako členka amerického týmu na Hopmanově poháru. Základní skupinu vyhrála v páru s Johnem Isnerem, když porazila Pennettaovou, Šafářovou a hladce podlehla Bouchardové. Ve finále proti Polsku zajistila jediný bod vítězstvím nad Agnieszkou Radwańskou, ale v rozhodujícím mixu Američané prohráli a obsadili druhé místo.
Na Australian Open startovala jako nejvýše nasazená. V úvodních třech kolech uštědřila každé soupeřce po jednom „kanáru“. Ve čtvrtém kole otáčela duel s Garbiñe Muguruzaovou. Ve čtvrtfinále zdolala finalistku předchozího ročníku Dominiku Cibulkovou, aby ji nezastavila ani překvapivá 19letá semifinalistka Madison Keysová. V boji o titul přehrála světovou dvojku Marii Šarapovovou. Dosáhla tak na šestnácté vzájemné vítězství v řadě a devatenáctý grandslamový titul ze singlu, což znamenalo posun na druhé místo otevřené éry za 22 titulů Steffi Grafové. Ve 33 letech se také stala nejstarší vítězkou Australian Open open éry, stejně jako šestou melbourneskou trofejí navýšila svůj rekord v otevřené éře. S Venus Williamsovou se odhlásily ze soutěže čtyřhry.
Následující víkend odehrála v Buenos Aires utkání amerického týmu ve 2. světové skupině Fed Cupu proti Argentině. K výhře 4:1 na zápasy přispěla vítězstvím nad Maríou Irigoyenovou. Poté oznámila, že by se měla zúčastnit Indian Wells Masters a ukončit tak 14letý bojkot tohoto turnaje. V úvodním zápase se jí při návratu na kalifornskou událost dostalo ovací ve stoje. Před semifinále proti světové trojce Simoně Halepové odstoupila pro poranění pravého kolena.

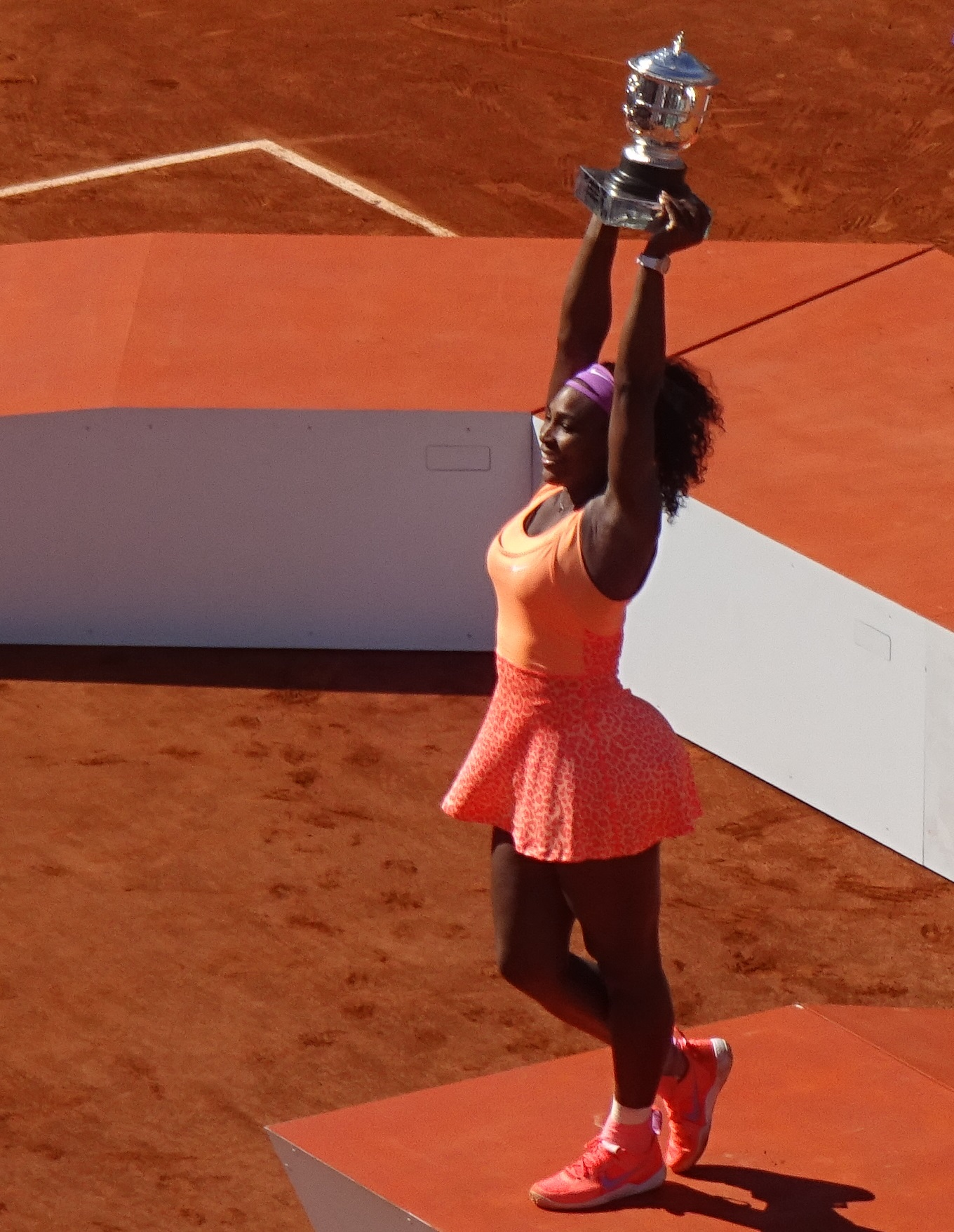
S pohárem Suzanne Lenglenové po finálové výhře na French Open. Pařížským vítězstvím se stala třetí tenistkou historie, jež vyhrála každý Grand Slam alespoň třikrát

Na navazujícím Miami Open dosáhla čtvrtfinálovou výhrou nad Sabine Lisickou jubilejního 700. vítězného zápasu na okruhu WTA Tour. Stala se tak osmou hráčkou otevřené éry, jíž se tento výkon podařil. Mezi poslední čtveřicí tenistek zdolala Halepovou po těsném třísetovém boji. Ve finále pak deklasovala dvanáctou nasazenou Carlu Suárezovou Navarrovou. Prodloužila tak sérii neporazitelnosti na 21 utkání. Z Miami Masters si připsala rekordní osmý titul, čímž se stala čtvrtou tenistkou historie, která vyhrála jeden turnaj alespoň osmkrát. Zařadila se tím po bok Chris Evertové, Steffi Grafové a Martiny Navrátilové.
V týdnu od 20. dubna figurovala 114. týden na čele žebříčku WTA bez přerušení, což znamenalo posun na třetí příčku za 186 týdnů Grafové a 156 týdnů Navrátilové. Premiérovou porážku sezóny utrpěla v semifinále antukového Mutua Madrid Open od světové čtyřky Petry Kvitové. Češka tak ukončila její 27zápasovou neporazitelnost. Jediné utkání odehrála na římském Internazionali BNL d'Italia než odstoupila pro poranění lokte.
Postupem do čtvrtého kola French Open přes Viktorii Azarenkovou se stala první ženou otevřené éry, která vyhrála alespoň 50 zápasů na každém ze čtyř Grand Slamů. V něm vyřadila krajanku Sloane Stephensovou. Ve svém 40. grandslamovém čtvrtfinále si hladce poradila s Erraniovou. Mezi poslední čtyřkou dokázala otočit nepříznivý průběh se Švýcarkou Timeou Bacsinszkou, když ztratila první set i podání ve druhé sadě. V závěru si však připsala deset gamů v řadě.

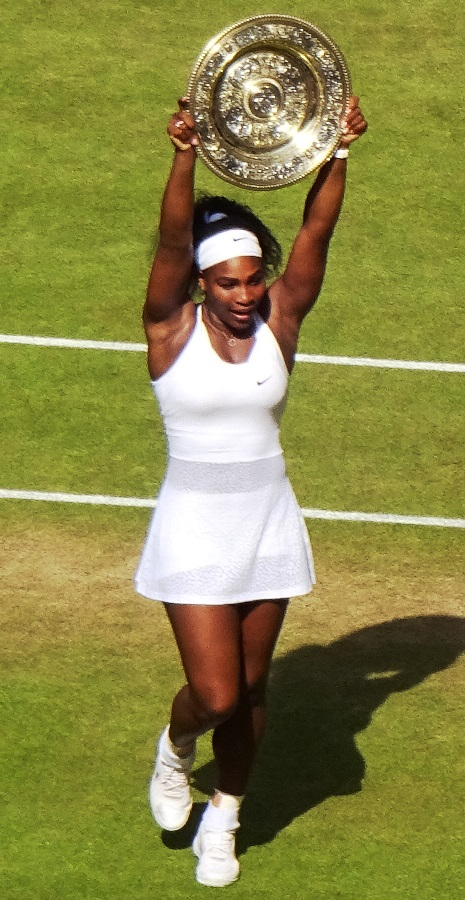
Zisk šesté mísy Venus Rosewater z Wimbledonu znamenal 21. grandslam

Třetí titul z Roland Garros vybojovala po třísetové finálové výhře nad Lucií Šafářovovu, která jí od poloviny zápasu zkomplikovala cestu za 20. grandslamem. Trofej znamenala, že se stala třetí tenistkou historie, jež vyhrála každou událost Grand Slamu nejméně třikrát, což se před ní podařilo pouze Margaret Courtové a Steffi Grafové. Jako první hráčka, od svého výkonu v roce 2002, dosáhla na vítězství ve třech majorech za sebou. Australian Open i French Open v jediné sezóně naposledy před ní opanovala Jennifer Capriatiová roku 2001.
Na prahu vyřazení se ocitla ve třetím kole Wimbledonu proti Heather Watsonové. V rozhodující sadě ztrácela za stavu 0–3 dvě prohraná podání. Britka na servisu však nevyužila gamebol na vedení 4–0, a poté ani vedení 5–4, kdy šla podávat na ukončení zápasu. Postup komentovala Američanka slovy: „Budu upřímná. Nevím, jak se mi povedlo vyhrát, sama jsem v to rozhodně nedoufala.“ V osmifinále přehrála sestru Venus Williamsovou za 67 minut, když využila čtyři z devíti brejkových příležitostí a aktivní poměr vzájemných duelů zvýšila na 15–11. V semifinále zdolala Marii Šarapovovou, jež si nevypracovala žádnou brejkovou příležitost. Bylo to její sedmé vzájemné vítězství za sebou a celkový poměr zvýšila na 18–2. Pošesté zvedla mísu Venus Rosewater nad hlavu po finálové výhře nad 21letou Španělkou Garbiñe Muguruzaovou. Stala se první ženou v historii, která získala po šesti titulech na třech grandslamech. 21. grandslamový titul z dvouhry znamenal ztrátu jedné trofeje na Grafovou. Podruhé v kariéře také dobyla nekalendářní grandslam, tj. zisk všech čtyř majorů za sebou, médii v jejím podání označovaný za Serena Slam. Ve věku 33 let a 289 dní se stala nejstarší šampionkou Grand Slamu open éry, když překonala věkový rekord Martiny Navrátilové, jež vyhrála Wimbledon 1990 ve věku 33 let a 263 dní. Na okruhu WTA Tour si připsala 68. trofej a dotáhla se na čtvrtou příčku Australanky Evonne Goolagongové.
V žebříčku WTA z 13. července dosáhla, jako první tenistka od jeho zavedení, v roli světové jedničky více než dvojnásobný počet bodů před druhou ženou v pořadí. Po Wimbledonu posedmé vyhrála anketu ESPY pro nejlepší tenistku roku. Před utkáním druhého kola na bastadském Swedish Open s Klárou Koukalovou odstoupila pro zranění lokte.
Pro nedoléčené zranění se odhlásila ze srpnového Bank of the West Classic, kde měla obhajovat trofej Její 19zápasovou neporazitelnost ukončila 18letá Švýcarka a světová dvacítka Belinda Bencicová v semifinále Canada Masters. Jednalo se o druhou porážku v sezóně a první na tvrdém povrchu od WTA Finals 2014. Další týden obhájila trofej na Cincinnati Masters po výhře nad světovou trojkou Simonou Halepovou. 69. trofej na okruhu WTA Tour znamenala odpoutání se od Goolagongové a setrvání na páté pozici open éry. Na US Open Series skončila druhá o pět bodů za Karolínou Plíškovou.
Na US Open přijížděla s cílem završit kalendářní Grand Slam, čímž se mohla zařadit po bok tří hráček historie, které jej do té doby vybojovaly. Do semifinále pronikla po třísetové výhře nad sestrou Venus Williamsovou. Mezi poslední čtveřicí však nezvládla zápas se čtyřicátou třetí ženou žebříčku Robertou Vinciovou, přestože úvodní set získala poměrem 6–2. Italská soupeřka však dokázala otočit průběh a další dva sety si připsala shodně 6–4, přestože v rozhodujícím dějství doháněla ztrátu gamů 0–2. Stanice ESPN to označila za jedno z největších vítězství v historii sportu a periodikum FiveThirtyEight za největší vítězství v éře moderního tenisu. Williamsová tak poprvé v sezóně prohrála grandslamové utkání, čímž završila svou 26zápasovou neporazitelnost, respektive 33zápasovou počítaje i triumf na US Open 2014. Vinciová výhru komentovala jako nejlepší moment svého života. V předchozích čtyřech vzájemných střetnutích neuhrála proti Američance žádný set. Nicméně si i přes porážku zabezpečila popáté v kariéře pozici světové jedničky na konci roku.
Dne 1. října oznámila ukončení sezóny. Hlavním důvodem pro ni byl čas na vyléčení různých zdravotních šrámů: „Hrála jsem zraněná většinu sezony, ať už to byl loket, koleno nebo – krátce po jistém utkání ve Flushing Meadows – srdce. Jsem bojovnice a chci hrát tak dobře, jak dokážu, co nejdéle to půjde. Tohle bylo velmi těžké rozhodnutí, ale udělala jsem ho z lásky ke hře.“ Williamsová tak neobhajovala na Turnaji mistryň titul z posledních tří let.
V roce 2015 se stala druhou nejlépe placenou sportovkyní světa, když na turnajových odměnách vydělala 11,6 milionu dolarů a dalších 13 milionů jí plynulo z reklam. V prosinci téhož roku byla vyhlášena sportovkyní roku časopisem Sports Illustrated.

### 2016: Sedmou wimbledonskou trofejí vyrovnán rekord 22 grandslamů Grafové
Sezónu otevřela na Hopman Cupu v páru s Jackem Sockem. Do prvního zápasu ji 4. ledna nevpustil zánět kolena. Její místo tak zaujala 656. hráčka žebříčku Victoria Duvalová. Druhý singl proti Jarmile Wolfeové z týmu Zlaté Austrálie skrečovala po prohraném prvním setu. Mix pak již odehrála Duvalová a z turnaje odstoupila. V roli obhájkyně titulu prošla do finále Australian Open bez ztráty setu. Ve dvacátém šestém finálovém duelu na Grand Slamu však utržila pátou porážku. Nad její síly byla německá debutantka v této fázi majoru Angelique Kerberová, která ji přehrála ve třech setech. Jednalo se o její první prohru ze sedmi finále na Australian Open i první třísetovou grandslamovou porážku v přímé bitvě o titul, když všech osm předchozích zvládla.
Poté se objevila až na březnovém BNP Paribas Open, na němž postoupila do finále poprvé od roku 2001, kdy v Indian Wells triumfovala. Následně kalifornský turnaj řadu let bojkotovala. Ve čtvrtfinále vyřadila Simonu Halepovou a poté Agnieszku Radwańskou. Ve finále však podlehla třinácté nasazené Viktorii Azarenkové, jíž předtím pětkrát v řadě porazila bez ztráty setu. Poprvé od roku 2004 tak prohrála dvě finále za sebou. Jako obhájkyně trofeje přijela na Miami Open, kde skončila ve čtvrtém kole na raketě Světlany Kuzněcovové. Znamenalo to její první porážku v Miami od roku 2012 a konec tamější 20zápasové neporazitelnosti. V tak rané fázi na miamské události vypadla naposledy v sezóně 2000.

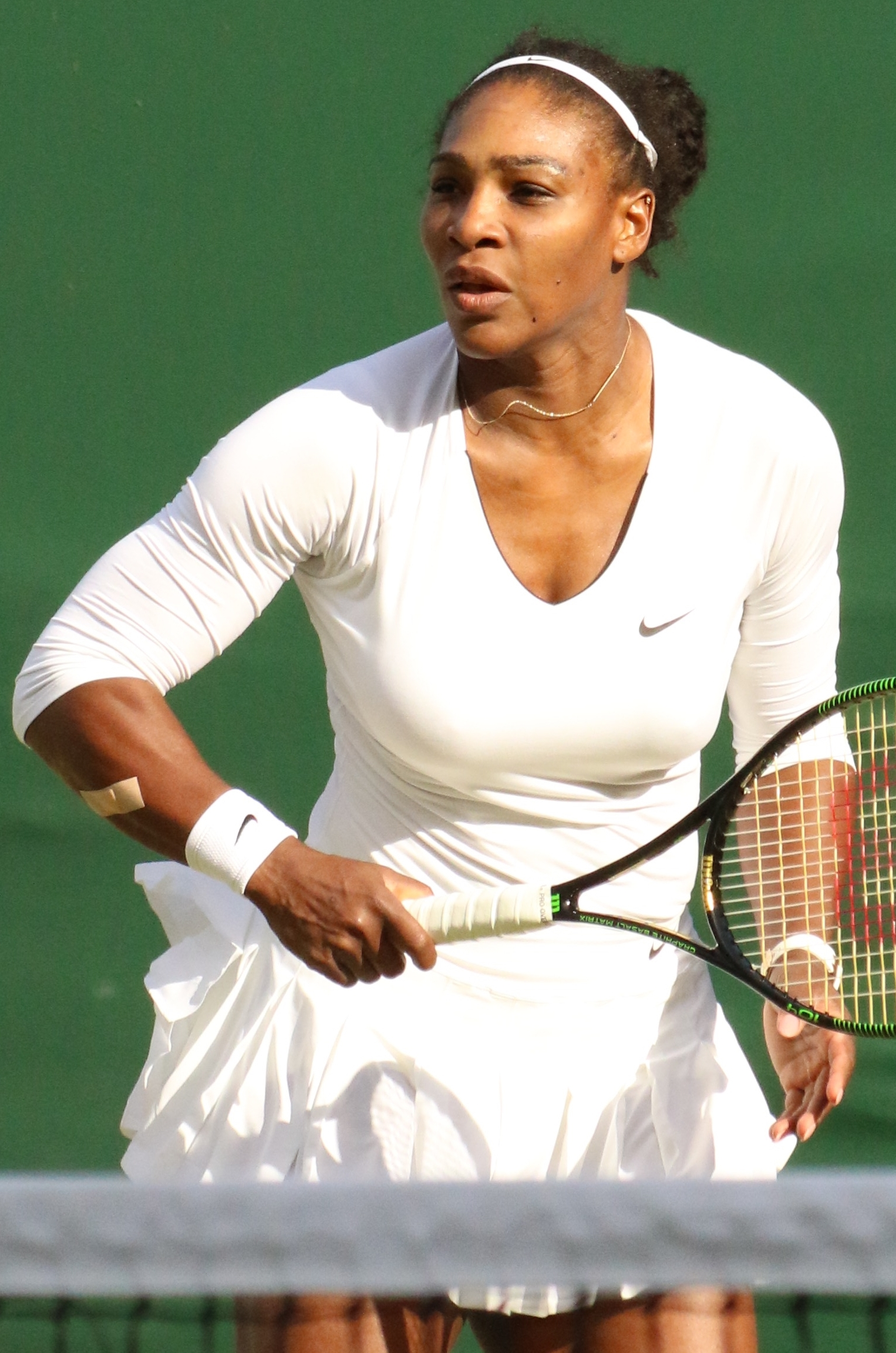
Wimbledonským titulem vyrovnala 22grandslamový rekord open éry Steffi Grafové

Jubilejní 70. singlový titul vybojovala na Internazionali BNL d'Italia, hraném v Římě. Ve čtvrtfinále oplatila porážku Kuzněcovové, když Ruska získala jen dva gamy. Po semifinálové výhře nad Irinou-Camelií Beguovou zvládla i závěrečný duel proti světové čtyřiadvacítce Madison Keysové a z Rome Masters si tak odvezla čtvrtý titul. Na trofej čekala 265 dní. Finále bylo prvním ryze americkým finále na antuce okruhu WTA Tour po 14 letech, když naposledy předtím se v této fázi antukového turnaje utkaly Serena a Venus Williamsovy na French Open 2002.
Na cestě do finále French Open ztratila jediný set ve čtvrtfinále proti kazašské šedesáté hráčce žebříčku Julii Putincevové. Po otočení průběhu a zisku zbývajících dvou sad si v semifinále poradila s překvapením turnaje Kiki Bertensovou z Nizozemska. V repríze wimbledonského finále z roku 2015 oplatila jí platila porážku 22letá světová čtyřka Garbiñe Muguruzaová. I na druhém majoru sezóny tak odešla poražena z přímého boje o titul a poprvé v kariéře prohrála dvě grandslamová finále za sebou. Poměr vzájemných zápasů Španělka snížila na 2–3, když všech pět utkání dvojice odehrála na Grand Slamu.
Na cestě do finále Wimbledonu ztratila jediný set, když otočila duel druhého kola proti krajance Christině McHaleové. Následně uštědřila po jednom „kanáru“ Němce Annice Beckové a třinácté nasazené Světlaně Kuzněcovové. Po zvládnutém čtvrtfinále s turnajovou jednadvacítkou Pavljučenkovovou na ni uhrála jen dva gamy třetí ruská soupeřka v řadě Jelena Vesninová. Ve finále oplatila lednovou porážku čtvrté nasazené Angelique Kerberové ve dvousetovém zápasu. Na čtvrtý pokus vybojovala dvacátý druhý grandslamový titul z dvouhry, díky němuž vyrovnala rekord Steffi Grafové v počtu trofejí v otevřené éře tenisu. Němku a Dorotheu Lambertovou Chambersovou vyrovnala i v počtu wimbledonských vavřínů, když ve Wimbledonu triumfovala posedmé. Prodloužila také rekordní rozpětí mezi premiérovou a poslední trofejí z majoru na 16 let a 10 měsíců. Po Margaret Courtové (11–1) držela druhou nejvyšší úspěšnost v grandslamových finále open éry (22–6). Ve věku 34 let a 288 dní se stala nejstarší vítězkou majoru v této éře. Zopakovala tak scénář Martiny Navrátilové z roku 1987, která jako jediná před ní vyhrála Wimbledon po dvou porážkách ve finále grandslamu během jediné sezóny. Z Londýna si odvezla double, když po čtyřech letech vybojovala s Venus Williamsovou šestou wimbledonskou trofej a čtrnáctou grandslamovou z ženské čtyřhry. Všechny finálové zápasy od debutového vavřínu na French Open 1999 přitom vyhrály. Ve statistikách jim patřilo 2. místo za dvojicí Martina Navrátilová a Pam Shriverová s dvaceti deblovými vítězstvími.

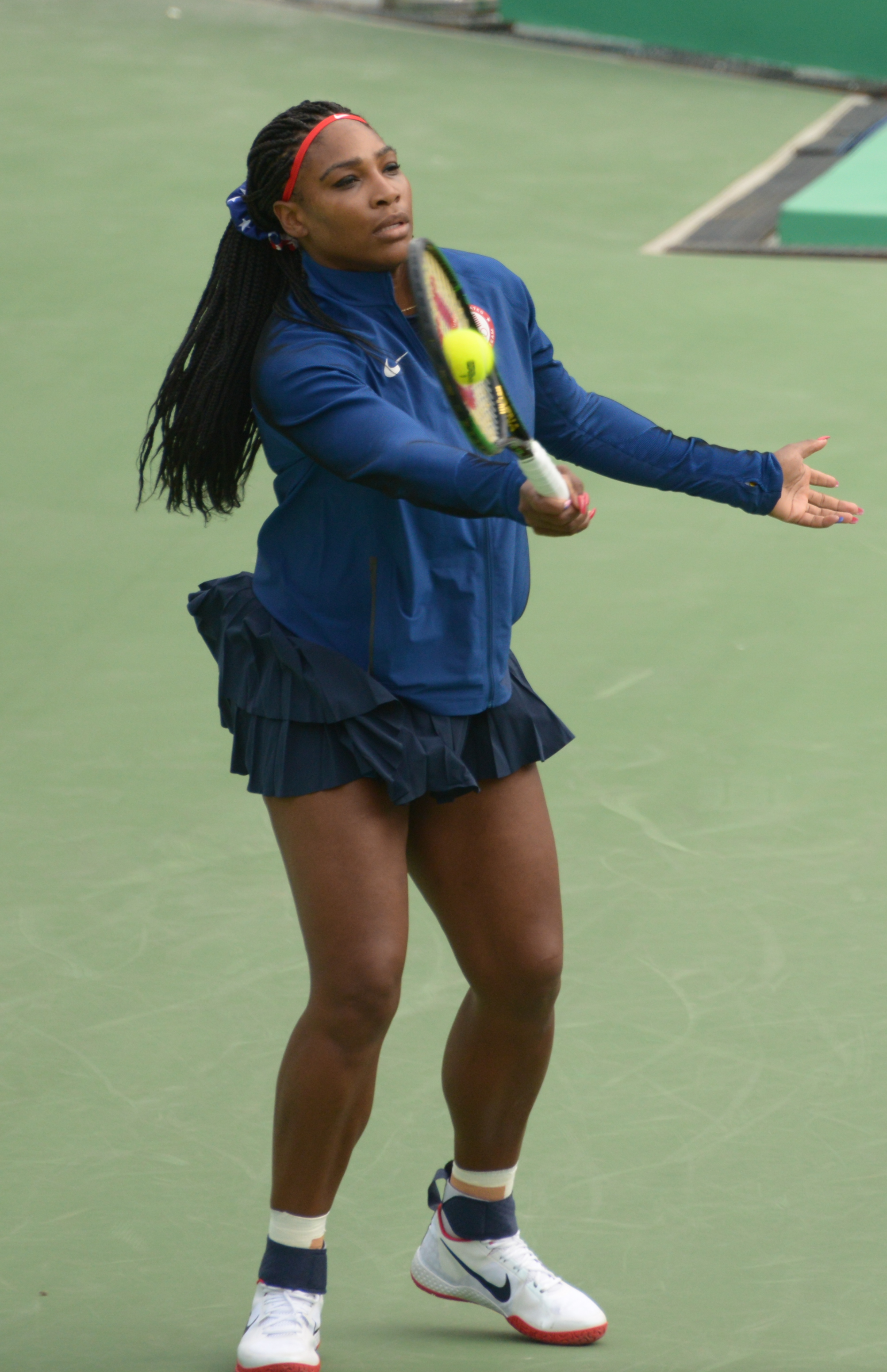
Jako obhájkyně dvou zlatých na olympijském turnaji nepostoupila v žádné soutěži do závěrečných kol

Z Rogers Cupu se odhlásila 24. července se zdůvodněním zánětu ramene. Dvě zlaté obhajovala na Letních olympijských hrách v Riu de Janeiru. V singlové soutěži však ve třetím kole podlehla Ukrajince Elině Svitolinové. Spolu s Venus Williamsovou pak prohrály již v úvodním kole ženské čtyřhry, když nestačily na český pár Lucie Šafářová a Barbora Strýcová. Přišly tak o svou neporazitelnost v zápasech  pod pěti olympijskými kruhy, která od roku 2000 čítala šňůru patnácti výher (15–0). Přes obdržení divoké karty na Western & Southern Open, se z turnaje odhlásila pro pokračující potíže s ramenem. Na US Open zopakovala semifinálový výsledek, když ji v této fázi vyřadila desátá nasazená Karolína Plíšková ve dvou setech. Přesto se výhrou ve třetím kole nad Švédkou Johannu Larssonovou stala nejúspěšnější ženou ve statistice vítězných zápasů na Grand Slamu. Celkově 307. vítězstvím pokořila rekord Navrátilové. Její pozápasová bilance činila 307–42. Navazující postup do čtvrtfinále přes Kazašku Jaroslavu Švedovovou znamenal 308. vyhraný zápas a posun na první místo historických statistik Grand Slamu, když se odpoutala od 307 výher Rogera Federera. V pondělí 5. září 2016 vyrovnala rekord Steffi Grafové v počtu 186 týdnů na čele klasifikace bez přerušení. O týden později ji na 1. místě žebříčku vystřídala šampionka newyorského majoru Angelique Kerberová.

### 2017: Rekord open éry 23. grandslamem a narození dcery
Sezónu poprvé v kariéře rozehrála na aucklandském ASB Classic, kde po výhře nad Francouzkou Pauline Parmentierovou dohrála na raketě krajanky Madison Brengleové. Na Australian Open zdolala cestou pavoukem bývalé členky elitní světové desítky Belindu Bencicovou, Lucii Šafářovou i Johannu Kontaovou. V semifinále jí odebrala jen tři gamy Chorvatka Mirjana Lučićová Baroniová. V devátém vzájemném finále grandslamu se utkala se sestrou Venus Williamsovou a poprvé v open éře se v takovém zápase utkali dva tenisté starší 35 let. Za 1.21 hodiny ji přehrála ve dvou setech a vybojovala rekordní dvacátou třetí grandslamovou trofej z dvouhry v otevřené éře, stejně tak i sedmou z Melbourne Parku. Jako první tenista historie vyhrála na dvou majorech sedmkrát. Bodový zisk ji následně posedmé posunul do čela žebříčku WTA, jakožto nejstarší nastupující světovou jedničku.
Z březnových BNP Paribas Open a Masters Open se odhlásila pro levostranné kolenní zranění. Po skončení prvního z nich se 20. března se do čela klasifikace vrátila Kerberová.
V polovině dubna oznámila, že se nachází ve 20. týdnu těhotenství, což znamenalo prodloužení herního výpadku. Návrat na dvorce naplánovala na sezónu 2018. Lednový grandslam tak vyhrála již gravidní. Dcera Alexis Olympia Ohanianová se narodila na počátku září ve floridském West Palm Beach. První zápas poté odehrála 30. prosince, když na World Tennis Championship v Abú Zabí prohrála exhibiční duel proti úřadující vítězce French Open Jeļeně Ostapenkové.

### 2018: Finalistka Wimbledonu a US Open po návratu na okruh
Z plánované účasti na Australian Open se 5.  ledna 2018 odhlásila pro nedostatečnou přípravu po narození dcery. Po překonání zdravotních potíží v důsledku těhotenství se na dvorce vrátila po boku Venus Williamsové v únorovém čtvrtfinále Fed Cupu proti Nizozemsku. Sestry Williamsovy – za rozhodnutého stavu ve prospěch Američanek –, prohrály závěrečnou čtyřhru s párem Lesley Kerkhoveová a Demi Schuursová, čímž pro ni 11.  února začala sezóna. Navzdory tvrzením, že se nachází v dobré formě, utrpěla časné porážky na březnových turnajích BNP Paribas Open v Indian Wells a Miami Open v Key Biscayne. Na prvním z nich podlehla ve třetím kole světové osmičce Venus Williamsové, poprvé od roku 2008 nezískala proti sestře ani set, a poté na úvod čerstvé šampionce z Indian Wells Naomi Ósakaové.

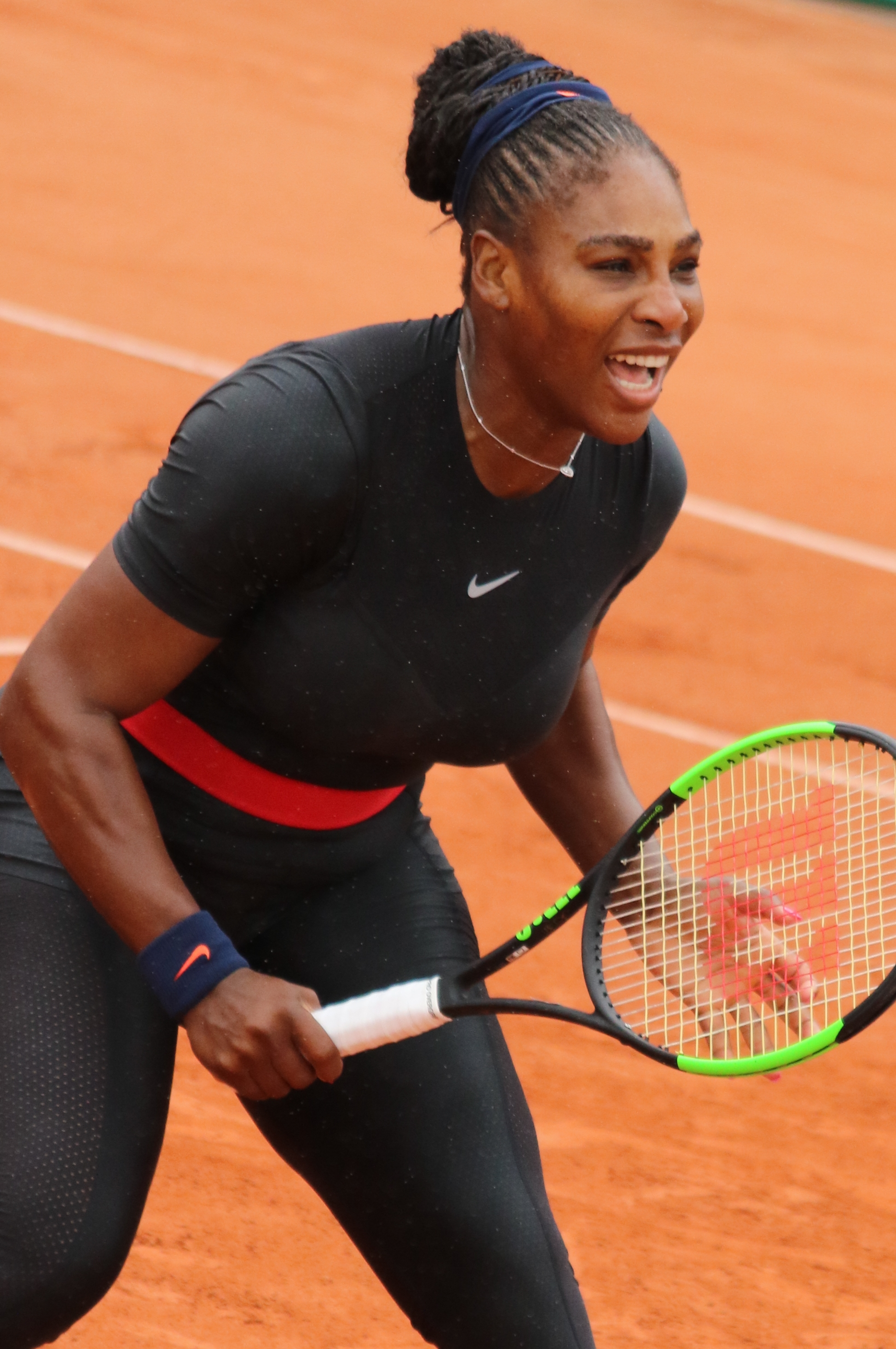
Na French Open odstoupila před osmifinále pro zranění

Na grandslam se vrátila pařížským French Open. Po výhrách nad světovou sedmdesátkou Kristýnou Plíškovou a sedmnáctkou Ashleigh Bartyovou, si ve třetím utkání poradila s jedenáctou hráčkou žebříčku Julií Görgesovou. Před osmifinále proti dvacáté osmé nasazené Marii Šarapovové z turnaje odstoupila pro zranění velkého prsního svalu, které si přivodila ve třetí fázi čtyřhry, v níž se sestrou podlehly Andreje Klepačové s Maríí José Martínezovou Sánchezovou.
Dalším turnajem se stal londýnský Wimbledon. Kontroverzi vyvolalo její nasazení na pozici turnajové pětadvacítky, ačkoli na žebříčku figurovala až jako 181. tenistka pořadí. Tradiční právo wimbledonských organizátorů zohledňovat předchozí výkony bylo u Williamsové kritizováno jako neoprávněné zvýhodňování, když se v úvodních dvou kolech automaticky vyhnula nasazeným soupeřkám. Samotná hráčka rozhodnutí komentovala slovy: „Příjemně mě to překvapilo. Přijela jsem s očekáváním, že bych zřejmě nasazena být neměla“. Slovenská dvaatřicátá hráčka žebříčku Dominika Cibulková se tak na její úkor nedostala mezi nasazené.
Poprvé v historii grandslamu nepostoupil do čtvrtfinále dvouher, během tzv. šíleného pondělí, žádný z deseti nejvýše nasazených mužského i ženského singlu. Na cestě mezi poslední wimbledonskou osmičku na raketě Williamsové dohrály Nizozemka Arantxa Rusová, bulharská kvalifikantka Viktorija Tomovová, šedesátá druhá žena pořadí Kristina Mladenovicová a další postupující z kvalifikace Jevgenija Rodinová z Ruska. Jediný set před finále ztratila na úvod čtvrtfinále s Italkou Camilou Giorgiovou a 52. hráčkou klasifikace. Dovedením zápasu do vítězného konce se stala nejníže postavenou semifinalistkou ve wimbledonské historii. Po měsíci opět přehrála světovou třináctku Julii Görgesovou a postoupila do prvního finále v roli matky. Závěrečný duel proti jedenácté ženě klasifikace Angelique Kerberové byl reprízou boje o titul z Wimbledonu 2016. Na rozdíl od dva roky starého utkání odešla z jubilejního desátého wimbledonského finále poražena po dvousetovém průběhu.
Letní US Open Series na amerických betonech rozehrála již jako členka první třicítky srpnovým Silicon Valley Classic v San José. Jednalo se o její první start na turnaji severoamerické série od roku 2015. V úvodním kole utržila nejtěžší porážku kariéry, když za 51 minut získala jediný gem na britskou světovou osmačtyřicítku Johannu Kontaovou. „Kanár“ ve druhé sadě byl jejím devátým prohraným setem v poměru 0–6. V rozhovoru pro časopis Time později sdělila, že deset minut před zápasem zkontrolovala Instagram, kde objevila informaci, že muž, který v roce 2003 zastřelil její poloviční sestru Yetundu Priceovou, byl podmínečně propuštěn. K zápasu pak dodala: „Nemohla jsem to dostat z hlavy“.
Předposlední turnaj sezóny odehrála na cincinnatském Western & Southern Open jako přípravu před newyorským majorem. Po výhře nad třiadvacátou ženou žebříčku Darjou Gavrilovovou nestačila ve třech setech na světovou šestku Petru Kvitovou. V 51.  duelu proti českým tenistkám odešla teprve počtvrté poražena. Na US Open ve Flushing Meadows přijela v pozici sedmnácté nasazené. Během postupu do devátého newyorského finále ztratila jediný set ve čtvrtém kole s Estonkou Kaiou Kanepiovou z konce první padesátky poté, co v předchozím zápase vyřadila sestru Venus Williamsovou. Ve čtvrtfinále oplatila světové osmičce Karolíně Plíškové dva roky starou porážku. Dosáhla tak prvního vítězného utkání proti člence světové desítky od návratu na okruh. V semifinále uhrála pouze tři gemy Lotyška Anastasija Sevastovová, jíž patřila osmnáctá příčka. Prohrané finále proti devatenácté v pořadí, Japonce Naomi Ósakaové, vyvolalo mediální odezvu pro kontroverzní chování Williamsové. Ve druhém setu byla Američanka napomenuta za koučování z tribuny a portugalský hlavní rozhodčí Carlos Ramos ji následně penalizoval ztraceným fiftýnem. V diskusi s ním jej americká hráčka označila za lháře a zloděje. Konzultace Ramose se supervisorem, během výměny stran za stavu gamů 4–3 z pohledu Japonky, vyústila v další napomenutí Williamsové ve formě ztráty celého gemu. Ósakaová se tak automaticky ujala vedení 5–3 a duel dovedla do vítězného konce. Williamsová po zápase Ramose obvinila ze sexismu a své jednání obhajovala jako boj za rovnost žen, což se setkalo se souhlasným přijetím zejména u reportérů amerických médií.

### 2019: Návrat do Top 10, zranění a opět finalistkou Wimbledonu a US Open
Sezónu otevřela na Australian Open, kde jako turnajová šestnáctka prošla do čtvrtfinále. V prvních třech zápasech proti Tatjana Mariové, Eugenii Bouchardové a Dajaně Jastremské neztratila žádnou sadu. Ve čtvrtém kole pak vyřadila světovou jedničku Simonu Halepovou po třísetovém průběhu a navýšila vzájemný poměr utkání na 9–1. Ve čtvrtfinále proti ní předvedla málo vídaný obrat sedmá hráčka žebříčku Karolína Plíšková. Češka sice vyhrála úvodní sadu a v páté hře druhé prolomila podání, ale následně se průběh otočil. Williamsová zvýšila agresivitu a zpřesnila returny, čímž si vynutila rozhodující dějství. V něm mířila za postupem, když si vypracovala mečbol na servisu při vedení 5–1 na gemy. Plíšková však hru získala a začala „stíhací jízdu“, během níž si Američanka podvrtla kotník. V setu pak česká hráčka odvrátila další tři mečboly a sérií šesti gemů postoupila po výsledku 7–5. Jednalo se o nejčasnější vyřazení Williamsové v Melbourne od roku 2014 a ukončení její šňůry 14 vítězných grandslamových čtvrtfinále, když poslední prohru v něm zaznamenala na Australian Open 2013. Do první světové desítky, na 10. místo, se vrátila poprvé od července 2017 ve vydání žebříčku z 18. února 2019. O jedenáct měsíců dříve klesla po návratu na okruh až na 491. příčku.

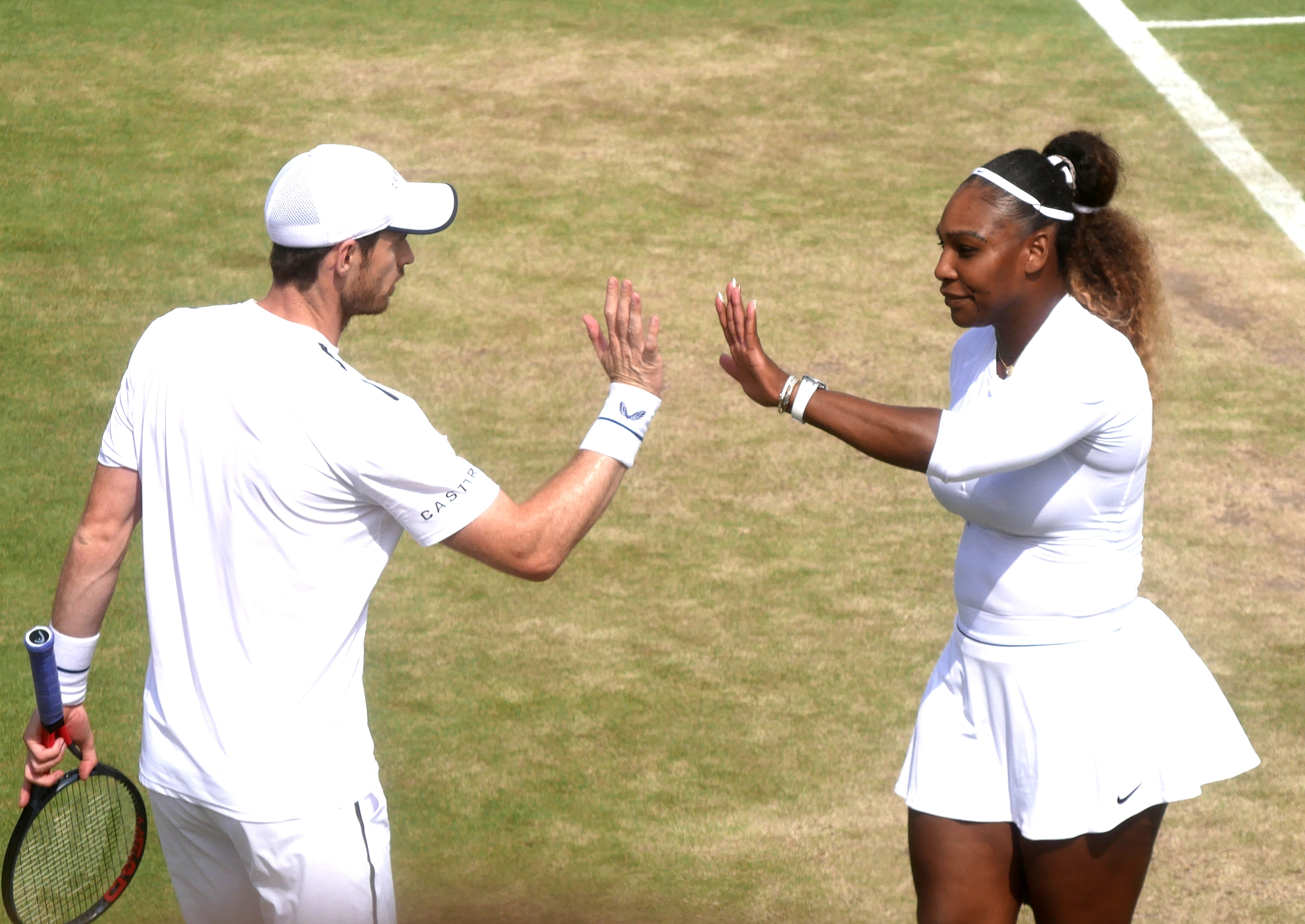
Do wimbledonské smíšené soutěže zasáhla s Andym Murrayem. Pár složený z wimbledonských vítězů prohrál ve třetím kole.

Po volném losu na BNP Paribas Open přehrála Viktorii Azarenkovou. V úvodu druhé sady dalšího utkání proti světové dvacítce Garbiñe Muguruzaové skrečovala pro virózu, která způsobila její vyčerpání a závratě. Rovněž ve třetím kole dohrála na Miami Open poté, co nenastoupila k zápasu s osmnáctou ženou klasifikace Wang Čchiang pro zranění levého kolena. Nedoléčené poranění ji před duelem se sestrou přinutilo odstoupit i z květnového Internazionali BNL d'Italia. Absence tréninku a herní praxe se projevily vyřazením ve třetím kole French Open s krajankou Sofií Keninovou. Incident se pak odehrál v tiskovém centru, kdy Dominic Thiem musel opustit sál během rozhovoru s novináři. Organizátoři vyhověli požadavku Williamsové nečekat na povinný pozápasový rozhovor s médii. V reakci na tuto skutečnost ji Thiem označil za „špatnou osobnost“. Při devatenácté účasti ve Wimbledonu zopakovala finálovou účast z předchozí sezóny. Set ztratila ve druhém kole se slovinskou kvalifikantkou Kajou Juvanovou a ve čtvrtfinále s krajankou z šesté desítky žebříčku Alison Riskeovou. Jednalo se o její 97. vítězný zápas na londýnském pažitu, čímž se osamostatnila na druhé příčce historických statistik za Martinou Navrátilovou se 120 výhrami. V semifinále ztratila jen tři hry s debutantkou v této fázi grandslamu, Češkou Barborou Strýcovou, a také počtvrté ji porazila. Semifinová bilance Američanky v All England Clubu činila již 11–1. Rovněž se stala nejstarší semifinalistkou v otevřené éře grandslamu. Do finále nastoupila v 37 letech a 291 dnech věku jako nejstarší finalistka grandslamové dvouhry v open éře, čímž překonala věkový rekord Martiny Navrátilové z Wimbledonu 1994. V boji o titul však za necelou hodinu uhrála jen čtyři gemy na světovou sedmičku Simonu Halepovou.
Dalším turnajem se stal srpnový Rogers Cup v Torontu, kde opět postoupila do finále. Mezi poslední osmičkou vyřadila druhou hráčku žebříčku Naomi Ósakaovou a poté překvapení soutěže, českou kvalifikantku Marii Bouzkovou. Češka získala hladce úvodní sadu, ale další dvě ztratila. Ve finále Williamsová skrečovala Biance Andreescuové za stavu her 1–3 pro křeče zádového svalstva. Po návratu z mateřské dovolené tak neuspěla ani ve čtvrtém finále. Kvůli přetrvávajícím potížím se zády vynechala Cincinnati Masters a přijela až na US Open v roli osmé nasazené. Na úvod se poprvé ve Flushing Meadows utkala s Ruskou Marií Šarapovovou, figurující na osmdesátém sedmém místě žebříčku. V utkání odvrátila všech pět brejkbolových hrozeb, z deseti druhých servisů Rusky nedovolila soupeřce uhrát ani jeden bod a ztratila pouze dva gemy. Aktivní bilanci vzájemných zápasů navýšila na 20–2. Poté na cestě do finále ztratila jediný set s krajankou startující na divokou kartu Caty McNallyovou a pošesté v New Yorku otočila zápas po ztrátě první sady. Dalších výher dosáhla proti Karolíně Muchové a světové dvaadvacítce Petře Martićové. Ve čtvrtfinále za 44 minut deklasovala světovou osmnáctku Wang Čchiang, čímž si připsala 100. vítězný duel na US Open. Číňance na newyorském turnaji uštědřila celkem 22. „kanára“. Přes světovou pětkou Elinu Svitolinovou hladce prošla do boje o titul. V něm po měsíci opět podlehla 19leté Kanaďance Biance Andreescuové, která udržela sezónní neporazitelnost proti členkám první světové desítky 8–0. Ve 37 letech a 347 dnech věku posunula rekord nejstarší grandslamové finalistky vůbec i nejdelší interval jednoho tenisty mezi dvěma grandslamovými finále, když do prvního nastoupila na US Open 1999. Jednalo se rovněž o nejvyšší věkový rozdíl mezi finalisty „turnajů velké čtyřky“.

### 2020: První titul v roli matky
Sezónu podruhé v kariéře zahájila novozélandským ASB Classic. Cestou do 98. finále kariéry ztratila pouze jeden set ve druhém kole s krajankou McHaleovou. Finálové vítězství nad nenasazenou Jessicou Pegulaovou z deváté světové desítky znamenalo sedmdesátý třetí singlový titul a první po narození dcery. Vítězstvím také přerušila sérii pěti finálových porážek, když naposledy předtím ve finále zvítězila před téměř třemi lety na Australian Open 2017. Teprve potřetí v kariéře zasáhla do soutěže čtyřhry s jinou hráčkou než sestrou Venus Williamsovou, když na aucklandském turnaji spojila síly s loučící se Dánkou Wozniackou. Ve finále nestačily na americkou dvojici Asia Muhammadová a Taylor Townsendová. Na australský major přijela jako osmá nasazená. Po jasných výhrách v prvních dvou kolech nad Ruskou Anastasijí Potapovovou a Slovinkou Tamarou Zidanšekovou jí debakl z US Open 2019 oplatila sedmadvacátá hráčka světa Wang Čchiang. Číňanka o výhře rozhodla až v koncovce třetí sady.

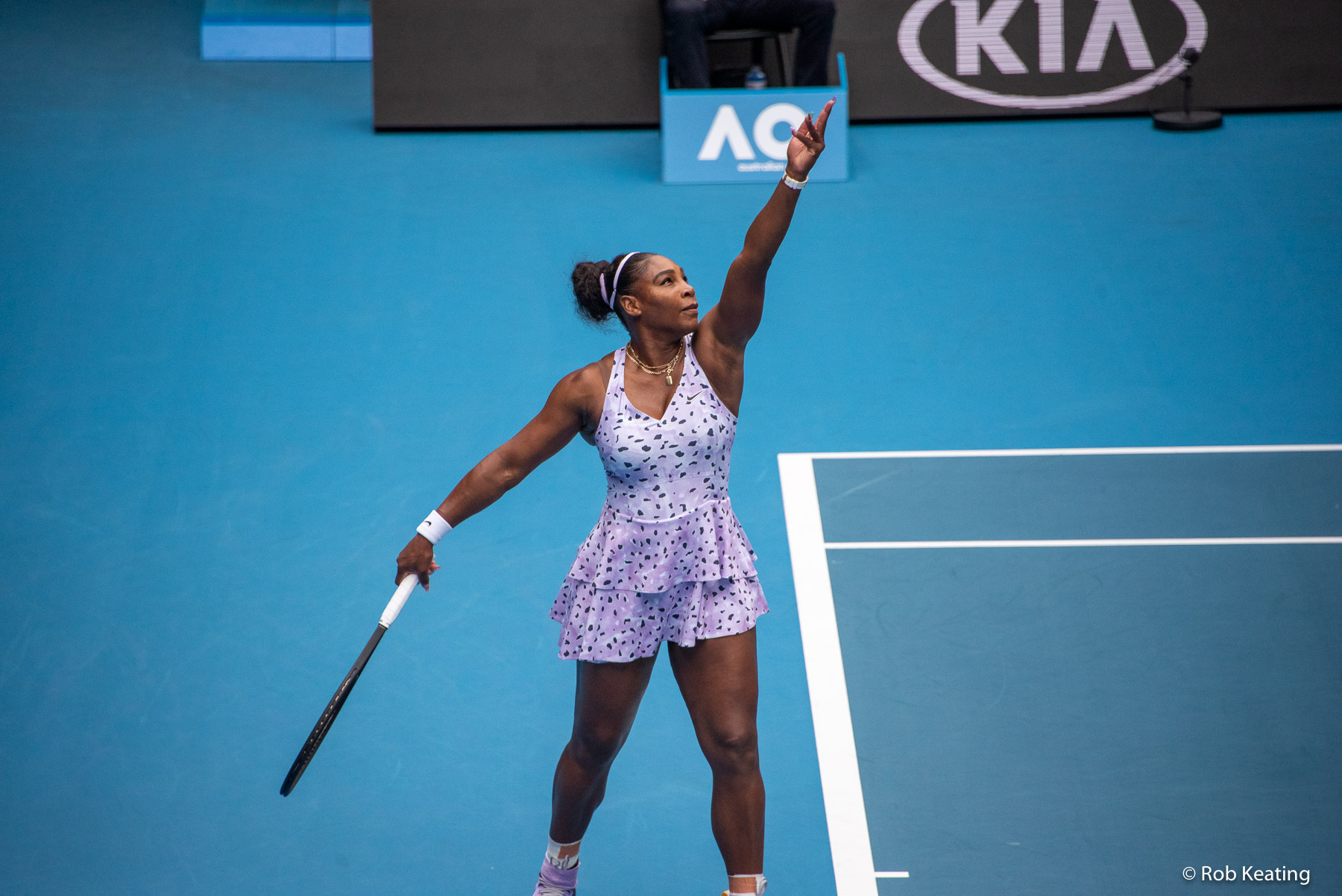
Servis na Australian Open 2020

Na začátku března byla sezóna na pět měsíců přerušena pro pandemii koronaviru. Po obnovení se představila jako nasazená jednička na dodatečně zařazeném Top Seed Open v Lexingtonu. Ve druhém kole vyřadila sestru Venus Williamsovou. V třicátém prvním vzájemném duelu zaznamenala devatenáctou výhru. Utkání navýšilo časový rekord v podobě nejdelšího intervalu mezi prvním a posledním zápasem dvou hráček na okruhu. Sourozenkyně se poprvé střetly před 22 roky a 7 měsíci na lednovém Australian Open 1998. Rovněž se jednalo o utkání dvou tenistek s nejvyšším součtem věku – 78 let, od sezóny 2004, v níž se střetly 47letá Martina Navrátilová s 31letou Amy Frazierovou. Ve čtvrtfinále překvapivě nestačila na stošestnáctou hráčka světa Shelby Rogersovou. Ta se stala čtvrtou tenistkou postavenou mimo první světovou stovku, která Williamsovou na okruhu porazila. Pro absenci šesti hráček první světové desítky se na US Open stala třetí nasazenou. Úvodní výhrou nad krajankou Kristie Ahnovou dosáhla ve Flushing Meadows 102. vítězné dvouhry, čímž překonala rekord soutěže sdílený s Chris Evertovou. Mezi poslední šestnáctkou oplatila čerstvou porážku dvaadvacáté hráčce žebříčku Marii Sakkariové ze srpnového Western & Southern Open. Ve čtvrtfinále otočila průběh s Bulharkou Cvetanou Pironkovovou, která hrála první turnaj po mateřské dovolené. V semifinálové fázi neudržela vedení proti další matce Viktorii Azarenkové z konce první světové třicítky. Běloruska nad ní ve dvacátém třetím vzájemném utkání zvítězila popáté v kariéře, a po deseti porážkách poprvé na grandslamu. Do konce sezóny odehrála už jen zářijové French Open, kde podruhé v roce zdolala Kristie Ahnovou. Před druhým kolem proti Pironkovové odstoupila pro poranění Achillovy šlachy. Poprvé od roku 2006 tak na grandslamu nepostoupila do semifinále.

### 2021: Semifinalistka Australian Open, 1000. zápas na okruhu a zranění
Sezónu ovlivněnou koronavirovou pandemií zahájila únorovou přípravou melbournského grandslamu na Yarra Valley Classic v Melbourne Parku. Na cestě do semifinále vyřadila Australanku Darju Gavrilovovou, Cvetanu Pironkovovou a až v rozhodujícím supertiebreaku krajanku Daniellu Collinsovou z konce první světové padesátky. Obě Američanky se utkaly vůbec poprvé. Před utkáním proti světové jedničce Ashleigh Bartyové z turnaje odstoupila pro poranění pravého ramena.

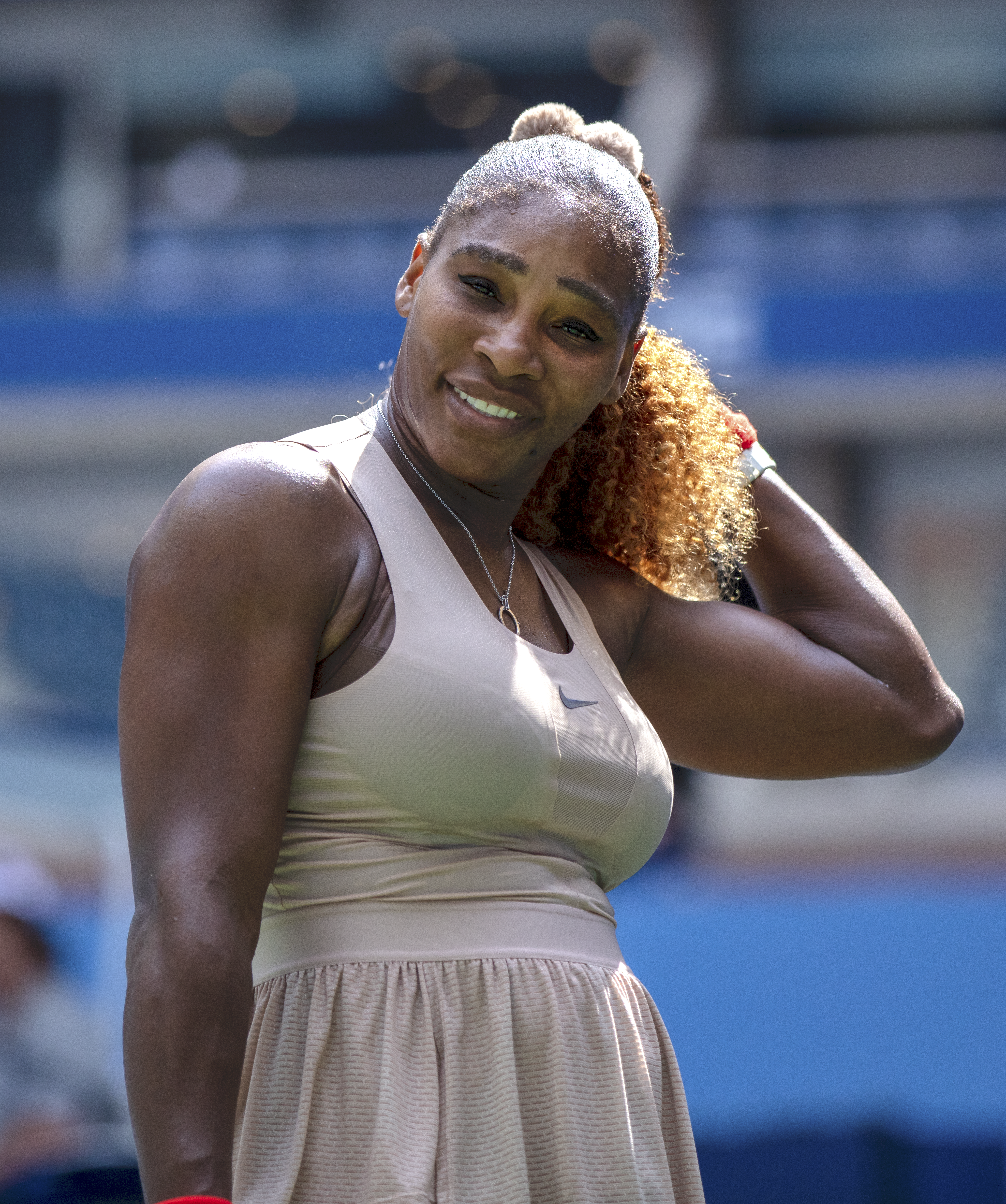
Na US Open prohrála v semifinále s Viktorií Azarenkovou, ačkoli všech deset předchozích duelů na grandslamu vyhrála

Z pozice desáté nasazené zahájila Australian Open hladkou výhrou nad Němkou Laurou Siegemundovou. Poté zvládla duely s hráčkami figurujícími na přelomu první stovky žebříčku, Srbkou Ninou Stojanovićovou a Ruskou Anastasijí Potapovovou. Ve čtvrtém kole ztratila set proti sedmé ženě klasifikace Aryně Sabalenkové. Jubilejní 850. výhrou na okruhu vyrovnala grandslamový rekord 54 čtvrtfinále Chris Evertové. Ani ve čtvrtfinále ji nezastavila světová dvojka Simona Halepová. Postupem do devátého semifinále Australian Open vyrovnala rekord otevřené éry Martiny Navrátilové i Federerův rekordní počet 362 vyhraných dvouher na grandslamu. V semifinále však dohrála na raketě třetí ženy klasifikace a pozdější vítězky Naomi Ósakaové ve dvou setech. Japonka tak navýšila aktivní poměr vzájemných zápasů na 3–1.
Po téměř tříměsíční absenci, kdy vynechala turnaje spadající do kategorie WTA 1000 v Dubaji, Miami a pro kritické výroky ředitele Madrid Open Iona Țiriaca na její osobu i z Madridu, zasáhla až do květnového Rome Masters. Utkání druhého kola proti Argentince Nadie Podoroské představovalo její jubilejní 1000. zápas v hlavní soutěži na okruhu WTA v její kariéře. Po nezvládnutých koncovkách obou setů však zápas prohrála. Na úvodním ročníku parmského Emilia-Romagna Open ji ve druhém kole vyřadila Kateřina Siniaková ze sedmé desítky žebříčku. Pařížský grandslam French Open otevřela historicky prvním zápasem, který spadal do tzv. night session, když přehrála ve dvou setech Beguovou. Ve čtvrtém kole podlehla 21leté Kazašce Jeleně Rybakinové. V 39 letech se stala nejstarší osmifinalistkou Roland Garros v open éře, čímž o tři roky překonala sestru Venus Williamsovou.
Ve dvacáté wimbledonské účasti podruhé v kariéře nepostoupila do druhého kola grandslamu. V sedmém gamu úvodní sady skrečovala zápas s Běloruskou Aljaksandrou Sasnovičovou pro zranění pravého hamstringu. Na turnajích velké čtyřky skrečovala teprve druhé utkání. Poprvé se tak stalo ve třetím kole Wimbledonu 1998. Již během jara avizovala, že se nezúčastní přeložené tokijské olympiády z důvodu opatření proti šíření koronaviru, kvůli nimž by s sebou nemohla přivést dceru Olympii. Po absenci na přípravných severoamerických turnajích měla startovat na US Open, kvůli nedoléčenému zranění z Wimbledonu se však necelý týden před začátkem soutěže odhlásila. Dlouhodobý herní výpadek a ztráta bodů za finálové účasti ve Wimbledonu, Rogers Cupu a US Open znamenaly propad na konec první padesátky žebříčku.

### 2022: Návrat na dvorce v Eastbourne a ukončení kariéry na US Open
V prosinci 2021 oznámila odhlášení z lednového Australian Open pro poranění dolní končetiny. První část roku se věnovala především propagaci životopisného filmu Král Richard: Zrození šampiónek o tenisových začátcích sester Williamsových a trenerském drilu otce Richarda Williamse. Obě sourozenkyně se staly vedoucími producentkami a objevily se na řadě akcí včetně 94. ročníku udílení Oscarů.

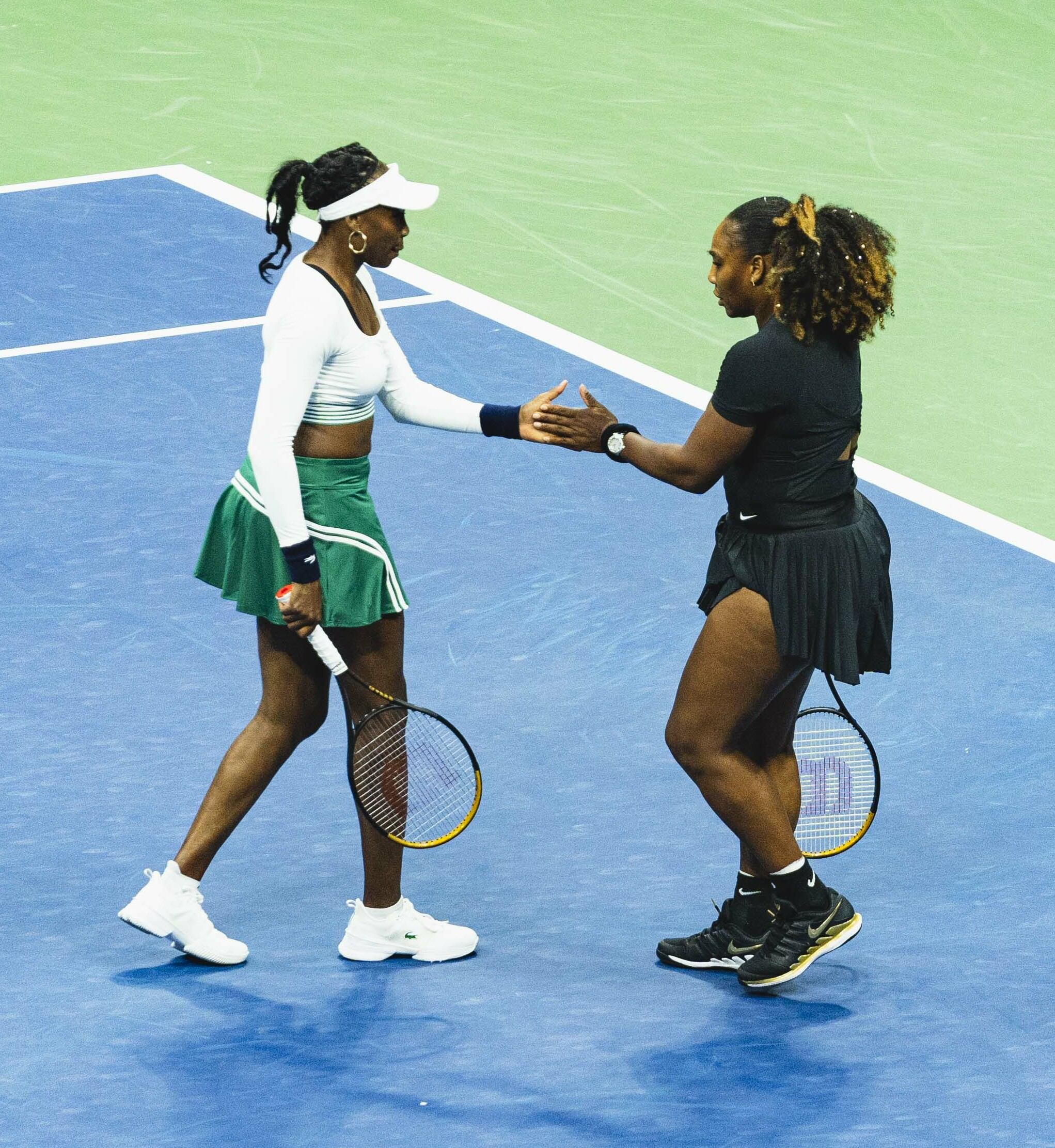
Kariéru ukončila na US Open 2022. V úvodu čtyřhry se sestrou Venus (vlevo) podlehly Češkám Hradecké a Noskové

Pokračující dlouhodobá absence znamenala další propad žebříčkem, když v únoru figurovala již ve třetí stovce. Po odečtení bodů za antukové turnaje sestoupila až k 1 223. pozici. Na turnajích přesto mohla dále využívat tříletou žebříčkovou ochranu od narození dcery. Spekulace o konci kariéry posílila skutečnost, když s ní ukončil spolupráci trenér Patrick Mouratoglou a začal spolupracovat s Halepovou. V oznámeném seznamu startujících hráček pro Wimbledon 2022 ze začátku června původně nefigurovala. Na svém instagramovém účtu však 14. června oznámila návrat na dvorce. Pořadatelé londýnského majoru potvrdili udělení divoké karty Williamsové. Před ním zasáhla ještě do čtyřhry Rothesay International Eastbourne, kde se její partnerkou stala třetí hráčka světa Tunisanka Ons Džabúrová. V prvním kole otočily průběh utkání proti česko-španělskému páru Marie Bouzková a Sara Sorribesová Tormová, když v supertiebreaku odvrátily mečboly soupeřek a zvítězily poměrem [13–11]. Ve čtvrtfinále porazily Šúko Aojamovou s Čan Chao-čching. Před semifinálovým duelem z turnaje odstoupily kvůli zranění kolene Džabúrové. Williamsová odehrála teprve čtvrtý deblový turnaj po boku jiné spoluhráčky než sestry Venus. K singlovým soutěžím se vrátila ve wimbledonské dvouhře. V prvním kole ji vyřadila po více než tříhodinovém utkání Francouzka Harmony Tanová, když Williamsová nedopodávala utkání do vítězného konce a prohrála v supertiebreaku třetí sady poprvé hrané do deseti bodů, přestože v něm vedla již 4–0. Jednalo se teprve o třetí porážku v prvním kole majoru, druhou ve Wimbledonu a druhou od francouzské protihráčky.
Na úvod torontského National Bank Open přehrála Španělku Nurii Párrizasovou Díazovou, čímž na okruhu vyhrála první zápas po 430 dnech. Ve druhém kole však nestačila na světovou dvanáctku Belindu Bencicovou ve dvou setech. Po utkání vyšel její sloupek na webu časopisu Vogue, v němž oznámila ukončení profesionální kariéry, s poslední turnajovou účastí na US Open. K těžkému rozhodnutí 40letá tenistka uvedla: „Nesnáším to. Vybírat si mezi tenisem, rodinou a dětmi. Kdybych byla muž, nemusela bych. Ale musím. A vybírám si rodinu. […] Tento měsíc mi ale bude 41 let a něčeho se vzdát musím. […] Zdráhala jsem se přiznat sobě i komukoli jinému, že se potřebuju od tenisu posunout dál.“
Poslední turnaj kariéry odehrála na US Open. Ve druhém kole dvouhry vyřadila estonskou světovou dvojku Anett Kontaveitovou, čímž se stala první hráčkou starší 40 let, jež na okruhu porazila členku z první světové trojky. Udržela tím kariérní neporazitelnost v prvních dvou kolech newyorského majoru, znamenající navýšení rekordní zápasové bilance na 42–0. Ve třetím kole, v posledním utkání kariéry, však nestačila na čtyřicátou šestou ženu klasifikace Ajlu Tomljanovićovou po třísetovém průběhu. S Venus Williamsovou zasáhla také do newyorské čtyřhry, v níž na úvod podlehly Češkám Lucii Hradecké a Lindě Noskové. Podruhé v kariéře tak na grandslamu nepostoupily z prvního kola, čímž zopakovaly časné vyřazení z jejich grandslamového debutu na US Open 1997.

## Soupeření sester Williamsových
V rámci ženské dvouhry Grand Slamu odehrála proti starší sestře Venus Williamsové patnáct zápasů, z toho devět finálových a na dalších turnajích okruhu WTA Tour se s ní potkala šestnáctkrát. V zápasech udržela aktivní bilanci výher a proher 19–12. Sestry se staly jedinými tenistkami v otevřené éře světového tenisu, které spolu sehrály čtyři po sobě jdoucí finále grandslamu, a to od French Open 2002 po Australian Open 2003, z nichž vyšla čtyřikrát vítězně Serena Williamsová. Naposledy se utkaly v srpnu 2020 na Top Seed Open 2020 v Lexingtonu, kde 38letá Serena vyhrála ve druhém kole. Zápas uzavřel nejdelší časový interval mezi prvním a posledním zápasem dvou hráček na okruhu, když se obě sestry poprvé střetly před 22 roky a 7 měsíci. Jednalo se také o utkání dvou tenistek s nejvyšším součtem věků od sezóny 2004 – 78 let, kdy se střetly 47letá Martina Navrátilová s 31letou Amy Frazierovou.

## Další aktivity

### Móda

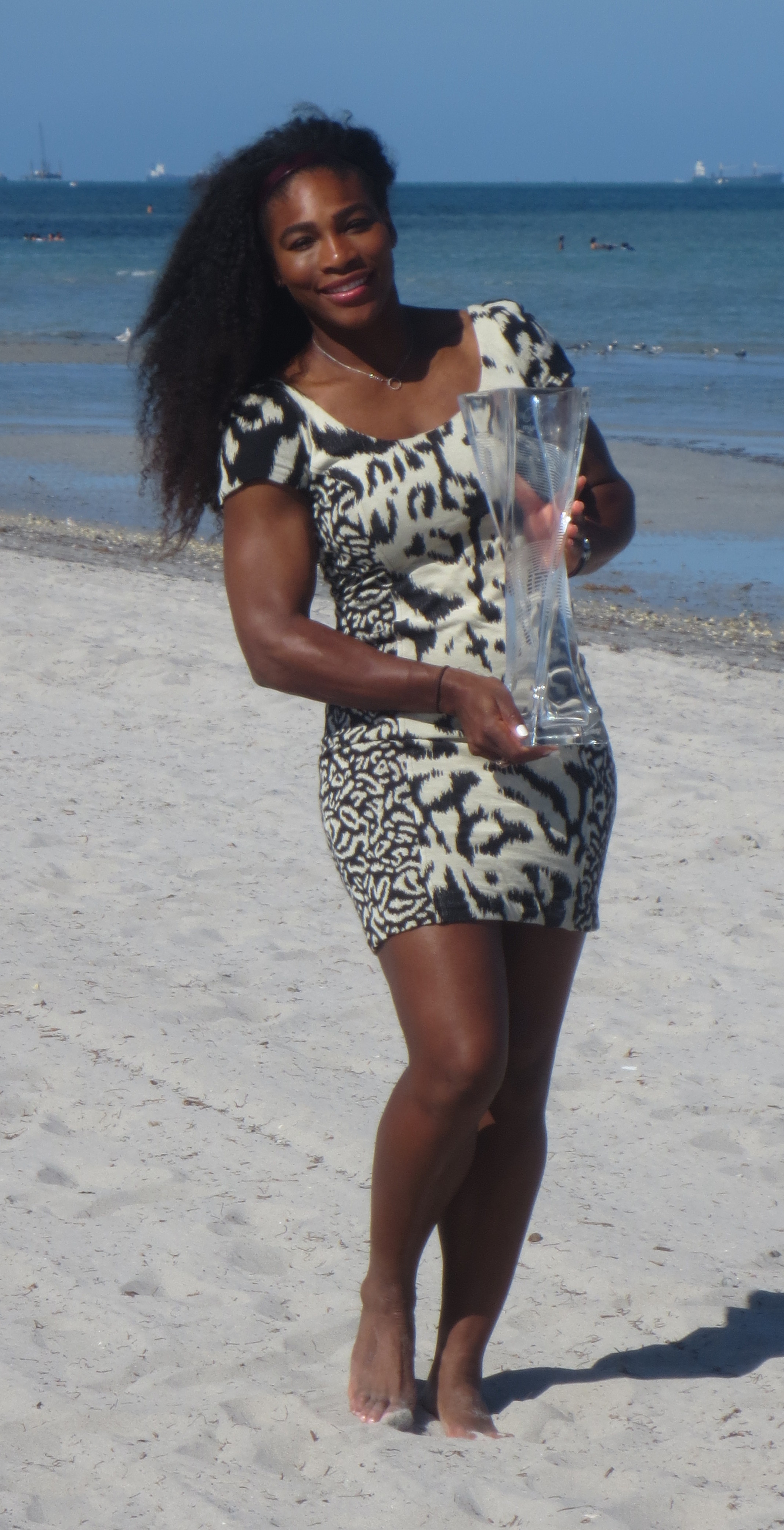
S trofejí pro vítězku Miami Open 2015

Serena Williamsová byla známá nekonformním a barevným oblečením, které nosila během zápasů. Pozornost vzbudila na US Open 2002 svým černým elastanovým lycra kočičím oblečením. O dva roky později se na stejném grandslamu představila bavlněnou denim sukni a botami až do výše kolen, ve kterých ovšem nesměla nastoupit k zápasům. Ve Wimbledonu 2008 se před utkáními rozehrávala v bílém nepromokavém plášti, a to i při slunečném počasí. Také mimo dvorce se prezentuje novou módou. V listopadu 2004 se na londýnské premiéře akční komedie Když se setmí ukázala v červených šatech s hlubokým výstřihem.
Během smluvního působení u firmy Puma měla speciální řady oblečení, stejně jako po přestupu ke společnosti Nike, s níž v dubnu 2004 uzavřela kontrakt na 40 miliónů dolarů. Od roku 2004 také navrhuje vlastní módní řadu šatů s názvem „Aneres“, což je křestní jméno napsané pozpátku a od roku 2009 se pod jejím jménem prodávají kolekce kabelek a klenotů. Kolekce nazvaná Signature Statement je distribuována především v síti Home Shopping Network (HSN).
V roce 2015 se stala první sportovkyní černé pleti, která se objevila na titulní straně časopisu Vogue, a to v dubnovém čísle nasnímaná Annie Leibovitzovou.

### Média
Sama sebe nadabovala v díle animovaném seriálu Simpsonovi (2001), v němž si její postavička zahrála po boku sestry Venus, Peta Samprase a Andreho Aggasiho. Svůj hlas opět propůjčila postavám z dětského animovaného seriálu Higglytown Heroes (2005) a epizodě kresleného Avatar: Legenda o Aangovi vysílaného na kabelovém kanálu Nickelodeon, který označila za svůj oblíbený.
Sérii snímků nafotila pro vydání 2003 a 2004 časopisu Sports Illustrated Swimsuit Issue. V dubnu 2005 zveřejnila hudební stanice MTV záměr vysílat reality show ze životů Sereny a Venus, s variantou přenosu na kanálu ABC Family. Dvakrát se objevila ve skryté kameře Punk'd stanice MTV a v roce 2007 také jako poslední hvězda v reality seriálu kanálu ABC s názvem Fast Cars and Superstars: The Gillette Young Guns Celebrity Race. Roku 2002 si zahrála roli slečny Wigginsové v epizodě „Crouching Mother, Hidden Father“ třetí řady My Wife and Kids, jako host také ztvárnila postavy v seriálech Pohotovosti a Zákon a pořádek: Útvar pro zvláštní oběti. V roce 2007 se objevila ve videoklipu I Want You amerického rapera Commona, po boku Alicie Keysové a Kanya Westa.
Na konci roku 2009 se stala první aktivní sportovkyní na světě, jež se účastnila reklamy týkající se produktů ženské hygieny. Jednalo se o sérii online videí a tištěných reklam na zaváděcí tampony Tampax. Manažer společnosti se směrem k hráčce vyjádřil: „Protože s naším odvětvím nechce mít řada hvězd nic společného, jsme nadšení, že Serena byla pro.“
Spolu se sestrou Venus byly námětem vzniku několika skladeb, například rocková kapela Super Furry Animals na svém studiovém albu Phantom Power natočila píseň s názvem Venus and Serena. Sourozenkyň se také týkají singly Signs od Snoop Dogga a My Chick Bad od rappera Ludacrise.

#### Herecká filmografie
| Rok       | film / seriál                             | role                           | poznámka                                                         |
| --------- | ----------------------------------------- | ------------------------------ | ---------------------------------------------------------------- |
| 2001      | Simpsonovi                                | sama sebe                      | díl: „Bratrovražedný tenis“, hlasová role                        |
| 2002      | My Wife and Kids                          | slečna Wigginsová              | díl: „Crouching Mother, Hidden Father“                           |
| 2003      | Street Time                               | Meeka Hayesová                 | díl: „Fly Girl“                                                  |
| 2004      | Zákon a pořádek: Útvar pro zvláštní oběti | Chloe Spiersová                | díl: „Brotherhood“                                               |
| 2004      | The Division                              | Jennifer Davisová              | díl: „Lost and Found“                                            |
| 2004      | Hair Show                                 | agentka Rossová                |                                                                  |
| 2005      | Higglytown Heroes                         | hrdinná řidička sněžného pluhu | díl: „Higgly Hoedown/Eubie's Turbo Sled“, hlasová role           |
| 2005      | Pohotovost                                | Alice Watsonová                | díl: „Two Ships“                                                 |
| 2005      | All of Us                                 | sama sebe                      | díl: „Not So Wonderful News“                                     |
| 2005      | Amerika hledá topmodelku                  | sama sebe                      | díl: „The Girl with the Worst Photo in History“                  |
| 2005–2007 | Punk'd                                    | sama sebe                      | 3 díly                                                           |
| 2007      | Loonatics Unleashed                       | královna Athena                | díl: „Apocalypso“, hlasová role                                  |
| 2007      | Avatar: Legenda o Aangovi                 | Ming                           | díl: „The Day of Black Sun: Part 1 – The Invasion“, hlasová role |
| 2006      | The Bernie Mac Show                       | sama sebe                      | díl: „Spinning Wheels“                                           |
| 2008      | The Game                                  | sama sebe                      | díl: „The List Episode“                                          |
| 2008      | MADtv                                     | sama sebe / Black Racket       | díl: „Episode 7“                                                 |
| 2011      | Držte krok s Kardashians                  | sama sebe                      | díl: "Kim's Fairytale Wedding: A Kardashian Event – Part 2“      |
| 2012      | Drop Dead Diva                            | Kelly Stevensová               | díl: „Rigged“                                                    |
| 2012      | Venus and Serena                          | sama sebe                      |                                                                  |
| 2013      | Legenda Korry                             | Female Sage                    | díl: „Beginnings, Part 1“, hlasová role                          |
| 2015      | 7 Days in Hell                            | sama sebe                      |                                                                  |
| 2015      | Pixely                                    | sama sebe                      | cameo                                                            |
| 2016      | Lemonade                                  | sama sebe                      | cameo; videoklip k singlu: „Sorry“                               |
| 2018      | Debbie a její parťačky                    | sama sebe                      | cameo                                                            |
| 2018      | Being Serena                              | sama sebe                      | dokumentární                                                     |

### Podnikání: Miami Dolphins
V srpnu 2009 se sestry Williamsovy staly spoluvlastníky klubu amerického fotbalu Miami Dolphins. Formálně byla informace zveřejněna na tiskové konferenci po prohlídce tréninkového hřiště. Jedná se o první Afroameričanky, kterým National Football League povolila franšízing. Dalšími prominentními spoluvlastníky jsou mimo jiné Jimmy Buffett, Gloria a Emilio Estefanovi (první kubánsko-američtí vlastníci), Marc Anthony či Jennifer Lopez. Většinový vlastník klubu Stephan Ross sdělil: „Jsme nadšeni, že se minoritními společníky staly Venus a Serena. Obě patří k nejrespektovanějším světovým sportovkyním a jsou vyslankyněmi tenisu. Jejich vstup také odráží náš závazek mít tah na branku a dokládá velkou různorodost, která z jižní Floridy činí multikulturní klenot.“

### Charita
V roce 2008 hráčka pomohla financovat výstavbu Střední školy Sereny Williamsové v keňském Matooni. Roku 2003 ji Nadace Avon ocenila za práci a získání finančních příspěvků v projektu prevence rakoviny prsu. Účastnila se řady besed ve školách a komunitních centrech zaměřených na rizika u dospívajících. Po zemětřesení na Haiti 2010 se společně s dalšími tenisty rozhodla vypustit poslední přípravu na Australian Open 2010, místo níž se zapojila do charitativní akce, která podpořila oběti přírodní katastrofy.

### Literární tvorba
Během Wimbledonu 2009 oznámila, že píše námět k televiznímu seriálu, jejž má v plánu odevzdat agentuře k převedení na scénář. Rukopis měl obsahovat prvky úspěšných amerických seriálů, jakými se staly Zoufalé manželky, Sex ve městě a Griffinovi. První knihou tenistky se stala autobiografie On the Line (Na čáře), vydaná po skončení US Open 2009.

### Soukromý život

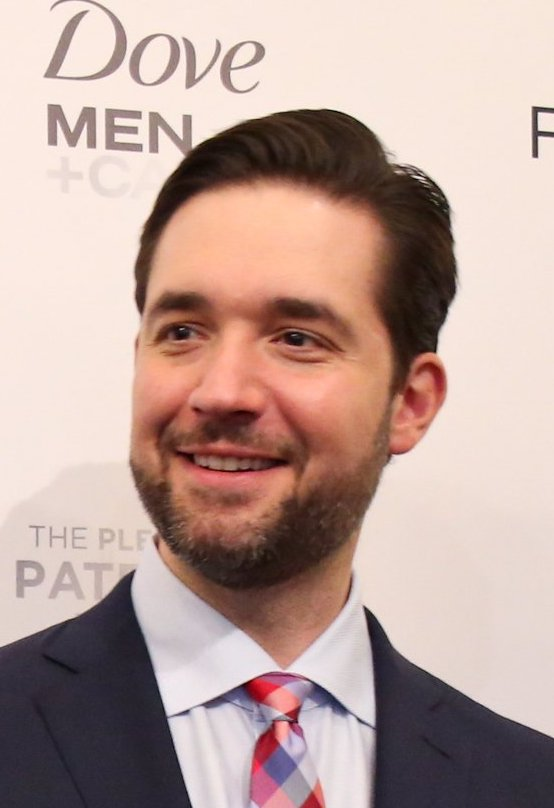
Manžel Alexis Ohanian, 2019

Serena a Venus Williamsovy byly vychovány v prostředí víry Svědků Jehovových. Tenistka ovšem sdělila, že toto vyznání „ve skutečnosti nikdy nepraktikovala“. Po vítězných zápasech přesto často děkuje Jehovovi. Sestry vyjádřily podporu demokratickému kandidátu Baracku Obamovi před prezidentskými volbami 2008.
Vyjma rodné angličtiny hovoří na konverzační úrovni francouzsky a ovládá základy španělštiny a italštiny. Pozápasové rozhovory na dvorcích French Open 2013, 2015, 2016 a 2018 poskytovala ve francouzštině. Starší polosestra Yetunde Priceová, která příležitostně pracovala pro Venus a Serenu Williamsovy jako asistentka, byla 14. září 2003 zastřelena. Vrah byl shledán vinným z úmyslného zabití, nikoli vraždy, a odsouzen k patnácti letům odnětí svobody ve vězení. Podmínečně propuštěn byl v březnu 2018 za dobré chování.
Partnerský vztah udržovala s raperem Commonem, než došlo v roce 2010 k rozchodu. Během prosince 2016 se v Římě zasnoubila s americkým spoluzakladatelem sociální sítě Reddit Alexisem Ohanianem (nar. 1983). Sňatek se uskutečnil 16. listopadu 2017 v New Orleans. Mezi svatebními hosty byly Beyoncé, Anna Wintourová, Kelly Rowlandová a Kim Kardashianová. V rozhovoru ze srpna 2017 pro časopis Vogue uvedla, že se s Ohanianem plánují přestěhovat do San Franciska. V nemocnici St. Mary's Medical Center floridského West Palm Beach se do manželství 1. září 2017 narodila dcera Alexis Olympia Ohanianová, často uváděná jen jako „Olympia“. Během porodu podstoupila akutní císařský řez pro zpomalení srdečního rytmu plodu. Po narození dcery ji postihla plicní embolizace, která znamenala šestitýdenní klid na lůžku a oddálení návratu k tenisu. S trombembolickou nemocí byla hospitalizována v roce 2011; před porodem pak vysadila léky snižující srážlivost krve. V srpnu 2023 se do manželství narodila druhá dcera, Adira River Ohanianová.

## Výběr rekordů
| Název turnaje   | Roky             | Dosažený rekord                                                           | Spoludržitelé |
| --------------- | ---------------- | ------------------------------------------------------------------------- | --- |
| Grand Slam      | 1999–2003        | vítězka kariérního Grand Slamu ve dvouhře                                 | Doris Hartová Maureen Connollyová Shirley Fryová Margaret Courtová Billie Jean Kingová Chris Evertová Martina Navrátilová Steffi Grafová Maria Šarapovová |
| Grand Slam      | 1999–2012        | vítězka kariérního Zlatého Slamu ve dvouhře i čtyřhře                     | zůstává sama |
| Grand Slam      | 1999–2012        | vítězka kariérního Super Slamu ve dvouhře                                 | Steffi Grafová Andre Agassi |
| Grand Slam      | 2002             | vítězka 2 grandslamů ve dvouhře bez ztráty setu v kalendářním roce        | Billie Jean Kingová Martina Navrátilová Steffi Grafová Martina Hingisová Justine Heninová                                                                 |
| Grand Slam      | 1999–2017        | 13 titulů na tvrdém povrchu                                               | zůstává sama |
| Grand Slam      | 1999–2015        | 6+ titulů na 3 grandslamech (Australian Open, Wimbledon, US Open)         | zůstává sama |
| Grand Slam      | 2002–2017        | 7 titulů na 2 grandslamech (Australian Open, Wimbledon)                   | zůstává sama |
| Grand Slam      | 1999–2010        | vítězka grandslamové dvouhry ve třech různých desetiletích                | Martina Navrátilová |
| Grand Slam      | 2000–2022        | vítězka 4 grandslamů ve dvouhře bez ztráty setu                           | Evonne Goolagongová |
| Grand Slam      | 1999–2016        | nejvíce finálových výher na grandslamu v řadě (14 ve čtyřhře)             | Venus Williamsová |
| Grand Slam      | 1998–2021        | 54 čtvrtfinále dvouhry                                                    | Chris Evertová |
| Grand Slam      | 2017             | nejstarší vítězka dvouhry v open éře (Australian Open, 35 let a 4 měsíce) | zůstává sama |
| Grand Slam      | 2019             | nejstarší finalistka dvouhry v open éře (US Open, 37 let a 11 měsíců)     | zůstává sama |
| Grand Slam      | 1998–2022        | 69+ vyhraných dvouher na každém grandslamu                                | zůstává sama |
| Australian Open | 2003–2017        | 7 titulů ve dvouhře v otevřené éře                                        | zůstává sama |
| Australian Open | 2003–2017        | 8 finále ve dvouhře                                                       | zůstává sama |
| Australian Open | 2003–2017        | 14 roků mezi prvním a posledním finále                                    | zůstává sama |
| Australian Open | 1998–2021        | 92 vyhraných dvouher                                                      | zůstává sama |
| Australian Open | 2007             | titul z pozice nenasazené hráčky                                          | Chris O'Neilová |
| French Open     | 2002–2016        | 14 roků mezi prvním a posledním finále                                    | zůstává sama |
| Wimbledon       | 2012             | nejvíce zahraných es hráčkou na jediném grandslamu (102)                  | zůstává sama |
| Wimbledon       | 2002–2019        | 17 roků mezi prvním a posledním finále                                    | Venus Williamsová |
| US Open         | 1999–2012        | tituly ve dvouhře během 3 desetiletí                                      | zůstává sama |
| US Open         | 1999–2014        | 6 titulů ve dvouhře v otevřené éře                                        | Chris Evertová |
| US Open         | 2002, 2008, 2014 | 3 tituly ve dvouhře bez ztráty setu                                       | Chris Evertová |
| US Open         | 1998–2020        | 106 vyhraných dvouher                                                     | zůstává sama |
| US Open         | 1999–2019        | 20 roků mezi prvním a posledním finále                                    | zůstává sama |
| Olympijské hry  | 2000–2012        | 4 zlaté medaile                                                           | Venus Williamsová |
| Olympijské hry  | 2000–2012        | 3 zlaté medaile ve čtyřhře                                                | Venus Williamsová |
| Miami Masters   | 2002–2015        | 8 titulů ve dvouhře                                                       | zůstává sama |
| Miami Masters   | 1999–2015        | 10 finále ve dvouhře                                                      | zůstává sama |
| Žebříček WTA    | 2013–2016        | 186 týdnů na vrcholu dvouhry bez přerušení                                | Steffi Grafová |
| Sport           | od 1995          | nejvyšší výdělek ženy v historii sportu                                   | zůstává sama |

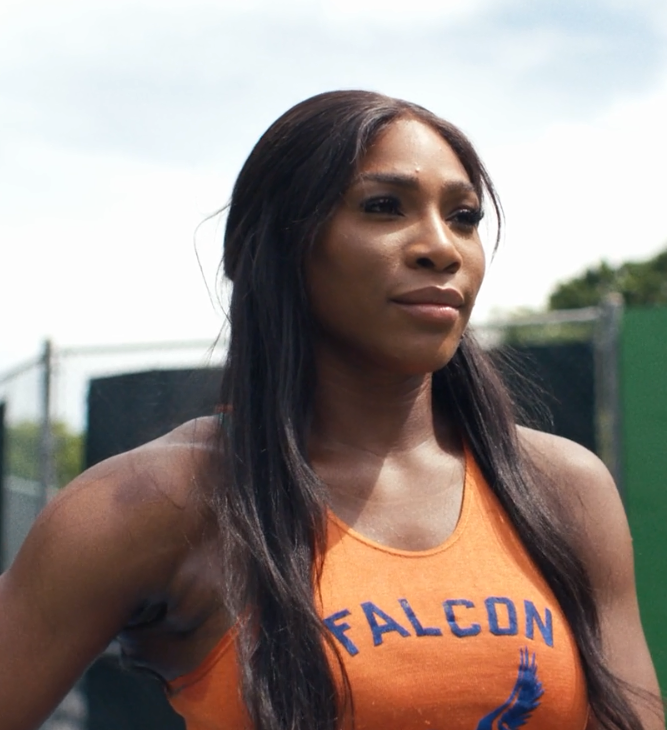
Serena Williamsová, 2017

- Na turnaji Lipton International Players Championships 1998 v Key Biscayne vyhrála pátý zápas ve dvouhře nad hráčkou elitní desítky žebříčku WTA (TOP 10), čímž se stala tenistkou, která tohoto výkonu od vstupu na profesionální okruh dosáhla nejrychleji, a to v průběhu šestnácti zápasů.
- Na Evert Cupu 1999 v Indian Wells vyhrála jako druhá nenasazená hráčka historie turnaj kategorie WTA Tier I.
- V roce 2001 se stala první tenistkou, jež vyhrála závěrečný Turnaj mistryň při debutovém startu.
- Na French Open 2002 se stala první mladší sestrou, která dokázala v rámci grandslamu porazit starší sourozenkyni.
- 10. června 2002 se spolu se sestrou Venus staly prvním sourozeneckým párem historie tenisu, který byl souběžně klasifikován na prvních dvou místech žebříčku.
- Titulem na Australian Open 2003 se stala první Afroameričankou, jež tento turnaj vyhrála.
- Na Sony Ericsson Open 2007 v Key Biscayne se stala nejníže postavenou tenistkou vůbec (č. 18), která porazila dvě nejvýše postavené hráčky na žebříčku v rámci jediného turnaje.
- 8. září 2008 se vrátila na pozici nejlepší hráčky světa po nejdelším časovém období vůbec – pěti letech a jednom měsíci.
- Časopis Men's Fitness ji zařadil mezi deset nejvíce pověrčivých sportovců na světě.[316]

## Ocenění
1998
- WTA – Nováček roku
- Tennis Magazine/Rolex Rookie of the Year

1999
- WTA – Nejlepší zlepšení na okruhu
- Tennis Magazine – Tenista roku

2000
- WTA – Nejlepší pár ve čtyřhře (s Venus Williamsovou)
- Teen Choice Awards - Cena za mimořádný výkon
- Forbes – 100 největších celebrit (č. 68)

2001
- Forbes – 100 největších celebrit (č. 71)

2002
- WTA – Tenistka roku
- ITF – Mistryně světa
- Associated Press – Sportovkyně roku
- Forbes – 100 největších celebrit (č. 72)

2003
- 34. ročník NAACP Image Awards – Prezidentova cena
- ESPY – Nejlepší tenistka
- ESPY – Nejlepší tenistka
- Laureus World – Sportovkyně roku
- Nadace Avon – Celebrity Role Model Award
- BET – Nejlepší sportovkyně roku
- Forbes – 100 největších celebrit (č. 60)

2004
- WTA – Návrat roku
- Family Circle/Prudential Financial Player Who Makes a Difference Award
- ESPY – Nejlepší tenistka
- BET – Sportovkyně roku
- Forbes – 100 největších celebrit (č. 63)

2005
- BET – Sportovkyně roku
- Forbes – 100 největších celebrit (č. 62)

2006
- Forbes – 100 největších celebrit (č. 87)

2007
- BET – Sportovkyně roku
- Laureus World – Návrat roku
- Harris Poll – Nejoblíbenější sportovní hvězda
- Forbes – 100 největších celebrit (č. 69)

2008
- WTA – Tenistka roku
- Forbes – 100 největších celebrit (č. 69)

2009
- Harris Poll – Nejoblíbenější sportovní hvězda
- ESPY – Nejlepší tenistka
- Glamour Magazine – Žena roku
- SI.com – Sportovkyně desetiletí
- AP – Sportovkyně roku
- ITF – Mistryně světa ve dvouhře
- ITF – Mistryně světa ve čtyřhře (s Venus Williamsovou)
- ESPN – 2. nejlepší tenista desetiletí (po R. Federerovi)
- WTA – Tenistka roku
- WTA – Nejlepší pár ve čtyřhře (s Venus Williamsovou)
- WTA – nejoblíbenější pár čtyřhry u fanoušků (s V. Williamsovou)
- Doha 21st Century Leaders Awards – za výjimečné schopnosti
- Forbes – 100 největších celebrit (č. 67)

2010
- Laureus World – Sportovkyně roku
- TIME Magazine – mezi 100 nejvlivnějšími lidmi
- Forbes – 100 největších celebrit (č. 61)
- BET – Sportovkyně roku
- ESPY – Nejlepší tenistka
- Harris Poll – Nejoblíbenější sportovní hvězda[317]
- Teen Choice Awards - Sportovkyně roku

2011
- TIME Magazine – 30 legend ženského tenisu
- Forbes – 100 největších celebrit (č. 84)
- BET – Sportovkyně roku
- ESPY – Nejlepší tenistka

2012
- Forbes – 100 největších celebrit (č. 77)
- BET – Sportovkyně roku
- WTA – Tenistka roku[318]
- ITF – Mistryně světa ve dvouhře[319]
- L'Équipe – Champion of Champions
- USA – Sportovkyně roku

2013
- Associated Press – sportovkyně roku
- Forbes – 100 největších celebrit (č. 56)
- ESPY – nejlepší sportovkyně
- ESPY – nejlepší tenistka
- WTA – tenistka roku
- ITF – mistryně světa ve dvouhře
- L'Équipe – Champion of Champions
- Harris Poll – 10 nejoblíbenějších ženských sportovních hvězd (č. 1)
- vítězka US Open Series

2014
- WTA – tenistka roku
- ITF – Mistryně světa ve dvouhře
- TIME – 100 nejvlivnějších lidí
- BET – sportovkyně roku
- Teen Choice Awards – sportovkyně roku

2015
- Associated Press – sportovkyně roku
- BET – sportovkyně roku
- ESPY – nejlepší tenistka
- ESPN – tenistka roku
- Woman's Sports Foundation – sportovkyně roku
- Harris Poll 10 nejlepších ženských sportovních hvězd (č. 1)
- Harris Poll 10 sportovců všch dob (č. 4)
- Harris Poll 10 největších tenistů (č. 1)
- WTA – tenistka roku
- ITF – mistryně světa ve dvouhře
- Sports Illustrated – sportovkyně roku
- United States Sports Academy – sportovkyně roku
- L'Équipe – Champion of Champions
- AIPS – sportovkyně roku
- Nickelodeon Kid's Choice Awards - Queen of Swag

2016
- Laureus World – Sportovkyně roku[320]
- BET – sportovkyně roku
- ESPY – nejlepší tenistka
- Sports Illustrated – módních 50 sportovců (č. 4)

2017
- BET – sportovkyně roku
- ESPY – Nejlepší tenistka
- AIPS – sportovkyně roku

2018
- Laureus World – Sportovkyně roku
- Associated Press – sportovkyně roku

2019
- ESPY – nejlepší tenistka
- Sports Illustrated – módních 50 sportovců (č. 4)
- Woman's Sports Foundation – sportovkyně roku
- The Independent – žena desetiletí
- Tennis Magazine – tenistka desetiletí
- Sky Sports – sportovec desetiletí

## Hráčské statistiky
Serena Williamsová vyhrála třicet devět grandslamových titulů, z toho dvacet tři ve dvouhře, čtrnáct ve čtyřhře a dva ve smíšené čtyřhře, což ji v rámci otevřené éry zařadilo na 2. místo statistik. Na okruhu WTA Tour si připsala sedmdesát dva singlových a dvacet tři deblových trofejí.

### Finále na Grand Slamu

#### Ženská dvouhra: 33 (23–10)
| Stav       | rok  | turnaj              | povrch | soupeřka ve finále   | výsledek           |
| ---------- | ---- | ------------------- | ------ | -------------------- | ------------------ |
| Vítězka    | 1999 | US Open             | tvrdý  | Martina Hingisová    | 6–3, 7–6(7–4)      |
| Finalistka | 2001 | US Open             | tvrdý  | Venus Williamsová    | 6–2, 6–4           |
| Vítězka    | 2002 | French Open         | antuka | Venus Williamsová    | 7–5, 6–3           |
| Vítězka    | 2002 | Wimbledon           | tráva  | Venus Williamsová    | 7–6(7–4), 6–3      |
| Vítězka    | 2002 | US Open (2)         | tvrdý  | Venus Williamsová    | 6–4, 6–3           |
| Vítězka    | 2003 | Australian Open     | tvrdý  | Venus Williamsová    | 7–6(7–4), 3–6, 6–4 |
| Vítězka    | 2003 | Wimbledon (2)       | tráva  | Venus Williamsová    | 4–6, 6–4, 6–2      |
| Finalistka | 2004 | Wimbledon           | tráva  | Maria Šarapovová     | 6–1, 6–4           |
| Vítězka    | 2005 | Australian Open (2) | tvrdý  | Lindsay Davenportová | 2–6, 6–3, 6–0      |
| Vítězka    | 2007 | Australian Open (3) | tvrdý  | Maria Šarapovová     | 6–1, 6–2           |
| Finalistka | 2008 | Wimbledon           | tráva  | Venus Williamsová    | 7–5, 6–4           |
| Vítězka    | 2008 | US Open (3)         | tvrdý  | Jelena Jankovićová   | 6–4, 7–5           |
| Vítězka    | 2009 | Australian Open (4) | tvrdý  | Dinara Safinová      | 6–0, 6–3           |
| Vítězka    | 2009 | Wimbledon (3)       | tráva  | Venus Williamsová    | 7–6(7–3), 6–2      |
| Vítězka    | 2010 | Australian Open (5) | tvrdý  | Justine Heninová     | 6–4, 3–6, 6–2      |
| Vítězka    | 2010 | Wimbledon (4)       | tráva  | Věra Zvonarevová     | 6–3, 6–2           |
| Finalistka | 2011 | US Open             | tvrdý  | Samantha Stosurová   | 6–2, 6–3           |
| Vítězka    | 2012 | Wimbledon (5)       | tvrdý  | Agnieszka Radwańská  | 6–1, 5–7, 6–2      |
| Vítězka    | 2012 | US Open (4)         | tvrdý  | Viktoria Azarenková  | 6–2, 2–6, 7–5      |
| Vítězka    | 2013 | French Open (2)     | antuka | Maria Šarapovová     | 6–4, 6–4           |
| Vítězka    | 2013 | US Open (5)         | tvrdý  | Viktoria Azarenková  | 7–5, 6–7(6–8), 6–1 |
| Vítězka    | 2014 | US Open (6)         | tvrdý  | Caroline Wozniacká   | 6–3, 6–3           |
| Vítězka    | 2015 | Australian Open (6) | tvrdý  | Maria Šarapovová     | 6–3, 7–6(7–5)      |
| Vítězka    | 2015 | French Open (3)     | antuka | Lucie Šafářová       | 6–3, 6–7(2–7), 6–2 |
| Vítězka    | 2015 | Wimbledon (6)       | tráva  | Garbiñe Muguruzaová  | 6–4, 6–4           |
| Finalistka | 2016 | Australian Open     | tvrdý  | Angelique Kerberová  | 4–6, 6–3, 4–6      |
| Finalistka | 2016 | French Open         | antuka | Garbiñe Muguruzaová  | 5–7, 4–6           |
| Vítězka    | 2016 | Wimbledon (7)       | tráva  | Angelique Kerberová  | 7–5, 6–3           |
| Vítězka    | 2017 | Australian Open (7) | tvrdý  | Venus Williamsová    | 6–4, 6–4           |
| Finalistka | 2018 | Wimbledon           | tráva  | Angelique Kerberová  | 3–6, 3–6           |
| Finalistka | 2018 | US Open             | tvrdý  | Naomi Ósakaová       | 2–6, 4–6           |
| Finalistka | 2019 | Wimbledon           | tráva  | Simona Halepová      | 2–6, 2–6           |
| Finalistka | 2019 | US Open             | tvrdý  | Bianca Andreescuová  | 3–6, 5–7           |

#### Ženská čtyřhra: 14 (14–0)
| Stav    | rok  | turnaj              | povrch | spoluhráčka       | soupeřky ve finále                          | výsledek           |
| ------- | ---- | ------------------- | ------ | ----------------- | ------------------------------------------- | ------------------ |
| Vítězka | 1999 | French Open         | antuka | Venus Williamsová | Martina Hingisová Anna Kurnikovová          | 6–3, 6–7(2–7), 8–6 |
| Vítězka | 1999 | US Open             | tvrdý  | Venus Williamsová | Chanda Rubinová Sandrine Testudová          | 4–6, 6–1, 6–4      |
| Vítězka | 2000 | Wimbledon           | tráva  | Venus Williamsová | Julie Halardová-Decugisová Ai Sugijamová    | 6–3, 6–2           |
| Vítězka | 2001 | Australian Open     | tvrdý  | Venus Williamsová | Lindsay Davenportová Corina Morariuová      | 6–2, 2–6, 6–4      |
| Vítězka | 2002 | Wimbledon (2)       | tráva  | Venus Williamsová | Virginia Ruanová Pascualová Paola Suárezová | 6–2, 7–5           |
| Vítězka | 2003 | Australian Open (2) | tvrdý  | Venus Williamsová | Virginia Ruanová Pascualová Paola Suárezová | 4–6, 6–4, 6–3      |
| Vítězka | 2008 | Wimbledon (3)       | tráva  | Venus Williamsová | Lisa Raymondová Samantha Stosurová          | 6–2, 6–2           |
| Vítězka | 2009 | Australian Open (3) | tvrdý  | Venus Williamsová | Daniela Hantuchová Ai Sugijamová            | 6–3, 6–3           |
| Vítězka | 2009 | Wimbledon (4)       | tráva  | Venus Williamsová | Samantha Stosurová Rennae Stubbsová         | 7–6(7–4), 6–4      |
| Vítězka | 2009 | US Open (2)         | tvrdý  | Venus Williamsová | Cara Blacková Liezel Huberová               | 6–2, 6–2           |
| Vítězka | 2010 | Australian Open (4) | tvrdý  | Venus Williamsová | Cara Blacková Liezel Huberová               | 6–4, 6–3           |
| Vítězka | 2010 | French Open (2)     | antuka | Venus Williamsová | Květa Peschkeová Katarina Srebotniková      | 6–2, 6–3           |
| Vítězka | 2012 | Wimbledon (5)       | tráva  | Venus Williamsová | Andrea Hlaváčková Lucie Hradecká            | 7–5, 6–4           |
| Vítězka | 2016 | Wimbledon (6)       | tráva  | Venus Williamsová | Tímea Babosová Jaroslava Švedovová          | 6–3, 6–4           |

#### Smíšená čtyřhra: 4 (2–2)
| Stav       | rok  | turnaj          | povrch | spoluhráč  | soupeři ve finále                  | výsledek           |
| ---------- | ---- | --------------- | ------ | ---------- | ---------------------------------- | ------------------ |
| Finalistka | 1998 | French Open     | antuka | Luis Lobo  | Justin Gimelstob Venus Williamsová | 6–4, 6–4           |
| Vítězka    | 1998 | Wimbledon       | tráva  | Max Mirnyj | Maheš Bhúpatí Mirjana Lučićová     | 6–4, 6–4           |
| Vítězka    | 1998 | US Open         | tvrdý  | Max Mirnyj | Patrick Galbraith Lisa Raymondová  | 6–2, 6–2           |
| Finalistka | 1999 | Australian Open | tvrdý  | Max Mirnyj | David Adams Mariaan de Swardtová   | 6–4, 4–6, 7–6(7–5) |

### Chronologie grandslamových výsledků

#### Ženská dvouhra
| Turnaj          | 1997  | 1998    | 1999    | 2000    | 2001  | 2002  | 2003  | 2004  | 2005    | 2006    | 2007  | 2008    | 2009  | 2010  | 2011    | 2012    | 2013    | 2014    | 2015  | 2016  | 2017  | 2018    | 2019    | 2020    | 2021    | 2022    | SR      | V–P    |
| --------------- | ----- | ------- | ------- | ------- | ----- | ----- | ----- | ----- | ------- | ------- | ----- | ------- | ----- | ----- | ------- | ------- | ------- | ------- | ----- | ----- | ----- | ------- | ------- | ------- | ------- | ------- | ------- | ------ |
| Australian Open | A     | 2. kolo | 3. kolo | 4. kolo | ČF    | A     | Vítěz | A     | Vítěz   | 3. kolo | Vítěz | ČF      | Vítěz | Vítěz | A       | 4. kolo | ČF      | 4. kolo | Vítěz | F     | Vítěz | A       | ČF      | 3. kolo | SF      | A       | 7 / 20  | 92–13  |
| French Open     | A     | 4. kolo | 3. kolo | A       | ČF    | Vítěz | SF    | ČF    | A       | A       | ČF    | 3. kolo | ČF    | ČF    | A       | 1. kolo | Vítěz   | 2. kolo | Vítěz | F     | A     | 4. kolo | 3. kolo | 2. kolo | 4. kolo | A       | 3 / 19  | 69–14  |
| Wimbledon       | A     | 3. kolo | A       | SF      | ČF    | Vítěz | Vítěz | F     | 3. kolo | A       | ČF    | F       | Vítěz | Vítěz | 4. kolo | Vítěz   | 4. kolo | 3. kolo | Vítěz | Vítěz | A     | F       | F       | NH      | 1. kolo | 1. kolo | 7 / 21  | 98–14  |
| US Open         | A     | 3. kolo | Vítěz   | ČF      | F     | Vítěz | A     | ČF    | 4. kolo | 4. kolo | ČF    | Vítěz   | SF    | A     | F       | Vítěz   | Vítěz   | Vítěz   | SF    | SF    | A     | F       | F       | SF      | A       | 3. kolo | 6 / 21  | 108–15 |
| SR              | 0 / 0 | 0 / 4   | 1 / 3   | 0 / 3   | 0 / 4 | 3 / 3 | 2 / 3 | 0 / 3 | 1 / 3   | 0 / 2   | 1 / 4 | 1 / 4   | 2 / 4 | 2 / 3 | 0 / 2   | 2 / 4   | 2 / 4   | 1 / 4   | 3 / 4 | 1 / 4 | 1 / 1 | 0 / 3   | 0 / 4   | 0 / 3   | 0 / 3   | 0 / 2   | 23 / 81 | 367–56 |
| výhry–prohry    | 0–0   | 8–4     | 11–2    | 12–3    | 18–4  | 21–0  | 19–1  | 14–3  | 12–2    | 5–2     | 19–3  | 19–3    | 23–2  | 18–1  | 9–2     | 17–2    | 21–2    | 13–3    | 26–1  | 24–3  | 7–0   | 15–2    | 18–4    | 8–2     | 8–3     | 0–1     | 23 / 81 | 367–56 |

#### Ženská čtyřhra
| Turnaj          | 1997    | 1998    | 1999  | 2000    | 2001    | 2002    | 2003    | 2004    | 2005    | 2006    | 2007    | 2008    | 2009    | 2010    | 2011    | 2012    | 2013    | 2014    | 2015    | 2016    | 2017    | 2018    | 2019    | 2020    | 2021    | 2022    | SR     | V–P    |
| --------------- | ------- | ------- | ----- | ------- | ------- | ------- | ------- | ------- | ------- | ------- | ------- | ------- | ------- | ------- | ------- | ------- | ------- | ------- | ------- | ------- | ------- | ------- | ------- | ------- | ------- | ------- | ------ | ------ |
| Australian Open | A       | 3. kolo | SF    | A       | Vítěz   | A       | Vítěz   | nehrála | nehrála | nehrála | nehrála | ČF      | Vítěz   | Vítěz   | A       | A       | ČF      | nehrála | nehrála | nehrála | nehrála | nehrála | nehrála | nehrála | nehrála | nehrála | 4 / 8  | 36–4   |
| French Open     | A       | A       | Vítěz | nehrála | nehrála | nehrála | nehrála | nehrála | nehrála | nehrála | nehrála | nehrála | 3. kolo | Vítěz   | nehrála | nehrála | nehrála | nehrála | nehrála | 3. kolo | A       | 3. kolo | nehrála | nehrála | nehrála | nehrála | 2 / 6  | 17–3   |
| Wimbledon       | A       | 1. kolo | A     | Vítěz   | 3. kolo | Vítěz   | 3. kolo | nehrála | nehrála | nehrála | 2. kolo | Vítěz   | Vítěz   | ČF      | A       | Vítěz   | A       | 2. kolo | A       | Vítěz   | nehrála | nehrála | nehrála | NH      | nehrála | nehrála | 6 / 12 | 45–3   |
| US Open         | 1. kolo | A       | Vítěz | SF      | 3. kolo | nehrála | nehrála | nehrála | nehrála | nehrála | nehrála | nehrála | Vítěz   | nehrála | nehrála | 3. kolo | SF      | ČF      | nehrála | nehrála | nehrála | nehrála | nehrála | nehrála | nehrála | 1. kolo | 2 / 9  | 27–6   |
| výhry–prohry    | 0–1     | 2–1     | 16–1  | 10–0    | 10–1    | 6–0     | 8–1     | 0–0     | 0–0     | 0–0     | 1–0     | 9–1     | 20–1    | 14–1    | 0–0     | 8–1     | 7–2     | 4–2     | 0–0     | 8–1     | 0–0     | 2–1     | 0–0     | 0–0     | 0–0     | 0–1     | 14–35  | 125–16 |

| Legenda | Legenda                                   | Legenda | Legenda                     |
| ------- | ----------------------------------------- | ------- | --------------------------- |
| SR      | poměr vyhraných turnajů ku všem odehraným | W–L V–P | výhry–prohry                |
| NH      | daný rok se turnaj nekonal                | A       | turnaje se hráč nezúčastnil |
| 1Q / LQ | prohra v (kole) kvalifikace               | 1k / 1R | prohra v daném kole turnaje |
| QF / ČF | prohra ve čtvrtfinále                     | SF      | prohra v semifinále         |
| F       | prohra ve finále                          | Vítěz   | vítězství v turnaji         |